# Esclavage
Pour les articles homonymes, voir Esclave.

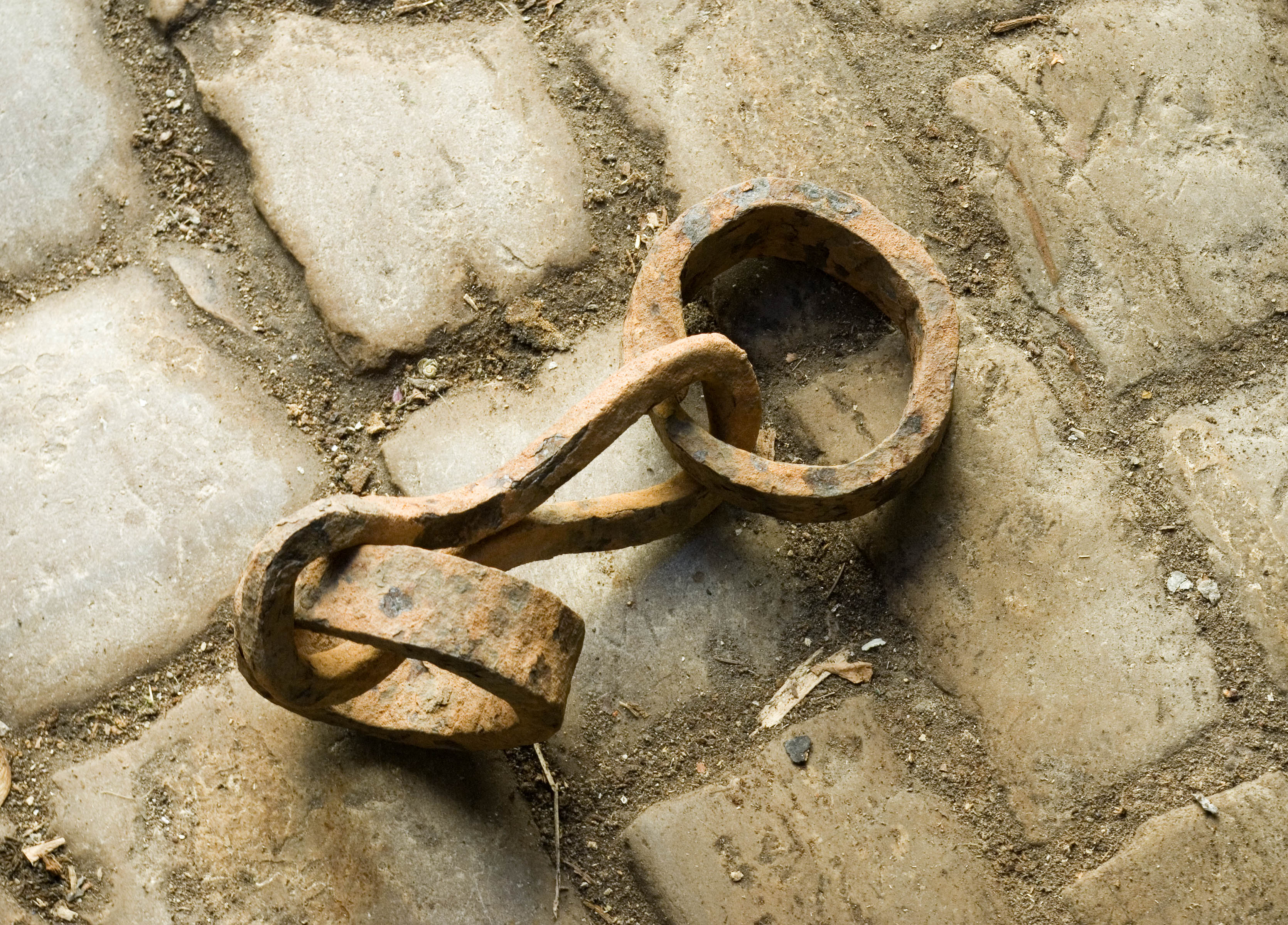
Fers d'esclave.

L’esclavage est un système de domination et d’exploitation dans lequel des individus sont privés de leur liberté, de leurs droits fondamentaux et de leur personnalité juridique, les réduisant au statut de biens ou de propriété appartenant à d’autres. Ce crime, reconnu comme une violation grave des droits de l’homme, repose sur des pratiques coercitives, telles que la contrainte physique, psychologique ou économique, pour maintenir une soumission totale. L’esclavage se manifeste sous diverses formes, notamment le travail forcé, l’esclavage sexuel, la servitude pour dettes, ou encore la traite des êtres humains. Condamné par les conventions internationales, il représente l’une des atteintes les plus graves à la dignité et à l’égalité humaine, perpétuant des injustices historiques et contemporaines à travers le monde.

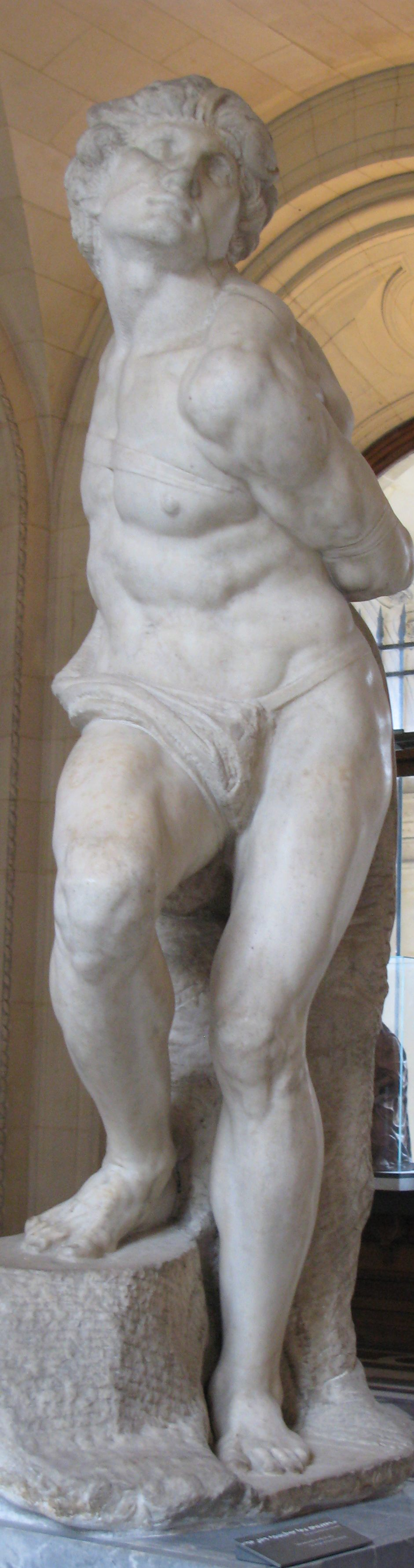
L'Esclave rebelle, Michel-Ange, XVIe siècle.

Le propriétaire d'un esclave est quant à lui appelé maître. Défini comme un « outil animé » par Aristote, l’esclave se distingue du serf, du captif ou du forçat (conditions voisines dans l'exploitation) par l'absence d'une personnalité juridique propre. Des règles (coutumes, lois…) variables selon le pays et l’époque considérés, fixent les conditions par lesquelles on devient esclave ou on cesse de l'être, quelles limitations s'imposent au maître, quelles marges de liberté et protection légale l'esclave conserve, quelle humanité (quelle âme, sur le plan religieux) on lui reconnaît, etc. L'affranchissement d'un esclave (par son maître ou par l'autorité d'un haut placé) fait de lui un affranchi, ce qui lui donne un statut proche de celui de l'individu ordinaire. Un esclave en fuite qui a échappé à son propriétaire est appelé marron.

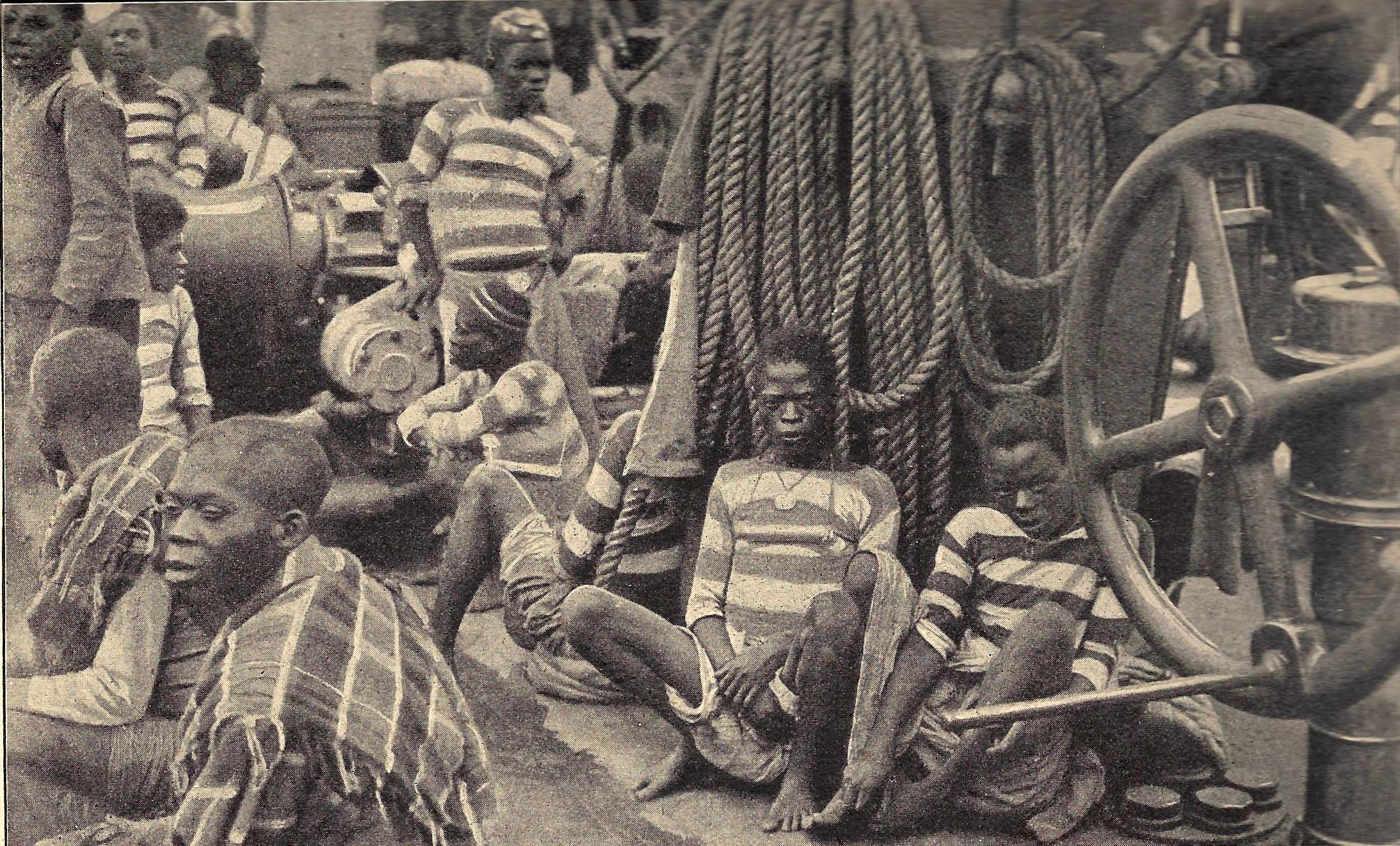
Esclaves sur le pont d'un navire, vers 1900.

Au fil des siècles, trois commerces à grande échelle, les traites négrières, ont prospéré en s'approvisionnant spécifiquement sur le continent africain : la traite orientale (17 millions de déportés, sur 13 siècles), dont la traite dite arabe était la composante principale, la traite intra-africaine (14 millions de déportés, sur plusieurs siècles, et qui a lieu majoritairement au XIXe siècle,), et la traite atlantique (11 millions de déportés, dont 90 % sur 110 ans). On notera que les estimations sont parfois contestées, surtout pour le nombre de victimes de la traite intra-africaine. En tout cas l'impact sociologique, culturel et économique, tant dans les régions esclavagistes qu'en Afrique, où se trouvaient les trois grandes villes du trafic d'esclaves : Tombouctou, Zanzibar et Gao, est particulièrement important, et les trois traites restent fortement gravées dans les mémoires.
L'abolition de l'esclavage devient une cause moderne avec la controverse de Valladolid, à partir de 1550, mais ne progresse vraiment qu'à partir de la protestation de Germantown en 1688. La Révolution française abolit l'esclavage le 4 février 1794, mais Napoléon le rétablit en 1802-1803. Cependant, quelques années plus tard, Napoléon abolira officiellement la traite des Noirs en 1815. La Deuxième République abolira l'esclavage sur tous les territoires français, par le décret du 27 avril 1848.
Les abolitions dans le reste du monde se feront à la fin du XIXe siècle, et au XXe siècle. L'esclavage est officiellement interdit par les différentes déclarations des droits de l'homme, et notamment par le Pacte international relatif aux droits civils et politiques de 1966.
La Mauritanie a été le dernier pays du monde à interdire officiellement l'esclavage, en 1981, avec des poursuites pénales contre les propriétaires d'esclaves établies en 2007. Cependant, en 2019, environ 40 millions de personnes, dont 26% d'enfants, étaient encore réduits en esclavage dans le monde malgré l'illégalité de cette pratique. Plus de 50% des esclaves servent de main-d'œuvre forcée, généralement dans les usines et les ateliers clandestins du secteur privé de l'économie d'un pays. Dans les pays industrialisés, la traite des êtres humains est une forme moderne d'esclavage ; dans les pays non industrialisés, la servitude pour dettes est une forme courante d'asservissement, tels que les domestiques captifs, les personnes dans des mariages forcés et les enfants soldats.

## Étymologies

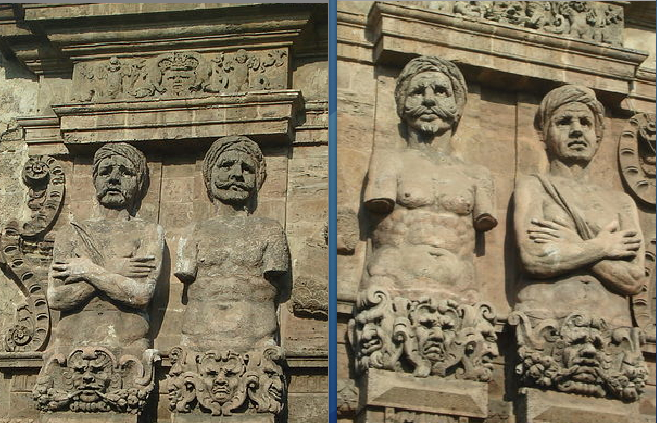
Atlantes représentant des esclaves musulmans capturés par Charles Quint lors de la conquête de Tunis, Palerme (Italie),.

Le terme moderne « esclavage » vient du latin médiéval sclavus : le mot « esclave » serait apparu au haut Moyen Âge à Venise, où la plupart des esclaves étaient des Slaves des Balkans (alors appelés Esclavons, terme issu du grec médiéval Σκλαβηνοί / Sklaviní, pluriel de Σκλαβηνός / Sklavinós), dont certains furent vendus jusqu'en Espagne musulmane où ils sont connus sous le nom de Saqāliba.
Rome pratiquant l'esclavage, comme d'autres peuples antiques, le latin disposait de plusieurs termes pour désigner l'esclave selon son statut mais celui que l'on retient généralement est le mot servus qui a conduit aux termes « servile » et « servitude », relatifs à l'esclave et à sa condition. Ce mot a aussi donné naissance aux termes « serf » du Moyen Âge et aux modernes « service » et « serviteur ».

## Définitions
Nommer l'esclavage est difficile. La notion peut s'approcher, mais elle stigmatise, prétendant par sa seule utilisation identifier quelqu'un, et le terme est souvent refusé par qui subit l'esclavage. Ainsi Nicey Pugh, une de ces femmes qui, un jour de 1936, recevant des enquêteurs de l'État fédéral aux États-Unis qui voulaient recueillir le témoignage des derniers esclaves encore vivants leur répondit : « Je suis née esclave mais je n'ai jamais été esclave. » Et une autre femme, Abina Mansah, qui, en 1876 devait expliquer à un juge de l'Empire Britannique au Ghana si elle avait été esclave, lui a répondu qu'on lui avait dit qu'elle était esclave de son maître, et, l'apprenant, avait voulu fuir. Zhang Rhu un des meneurs d'une révolte en Chine à la fin de la dynastie Ming au 17e siècle, répondant au juge qui lui demandait les motifs de l'insurrection, dit : « Je ne désirais rien d'autre que de ne plus être esclave. » Enfin, l'un des plus célèbres d'entre eux, Ésope, dont les histoires ont inspiré Socrate, Marie de France (poétesse) et tant d'autres, disait de lui-même : « Je suis un être de chair et de sang. » -.

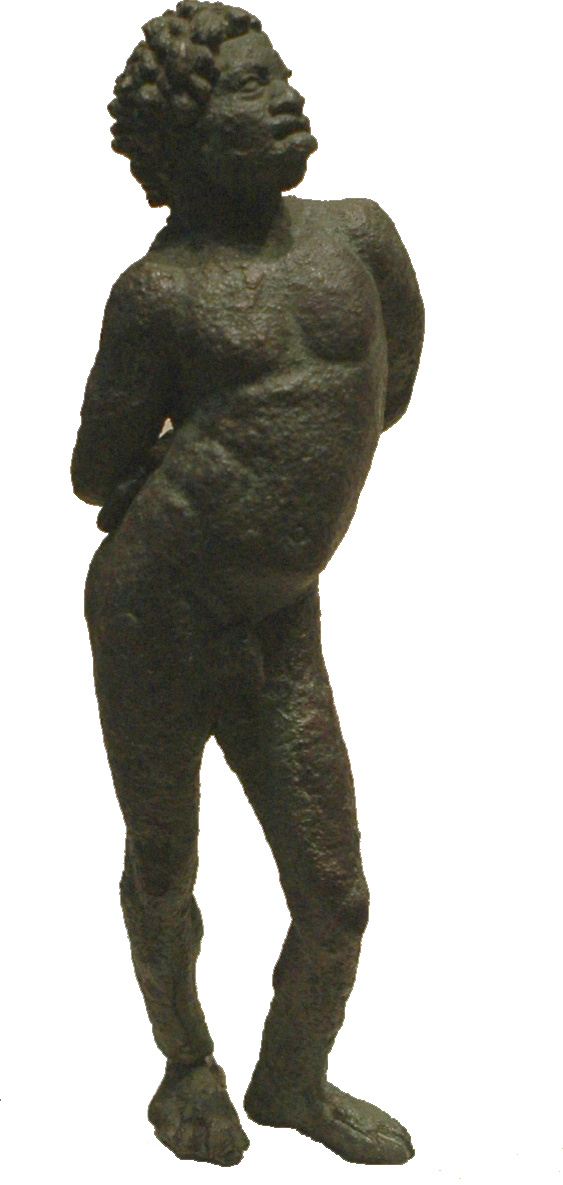
Jeune esclave noir, bronze trouvé à Fayum (près de Memphis), Égypte, - s. av. J.-C.

Il existe deux approches pour définir l'esclavage. La première est de s'appuyer sur l'état de propriété qu'exerce le maitre sur la totalité de la personne esclave (chattel slavery, esclavage de possession). C'est l'approche de la Convention relative à l'esclavage (1926). Elle a évolué en considérant que, mieux que l'état de propriété, la possession, la contrainte par la violence du corps des victimes qualifiait mieux en droit l'esclavage. La deuxième façon d'élaborer une définition est de travailler à partir de la désocialisation et l'exclusion sociale imposées à l'esclave. Pour tirer profit de l'esclave, il s'agit de faire plus que de le déshonorer, et le sociologue Orlando Patterson qui a travaillé sur ces questions en Jamaïque et aux États-Unis montre le principe de mort sociale. Ces deux modes de définition ne sont pas contradictoires. Que ça soit l'appropriation des personnes, que ça soit leur désocialisation, même lorsque ces éléments sont ponctuels, même lorsqu'ils découlent d'un contrat supposé libre, elles distinguent bien l'esclavage des autres statuts de dépendance. Elles peuvent s'inscrire dans des modalités différentes, comme celle de la race, mais elles sont toujours le produit d'une institution esclavagiste.

### Définitions juridiques
Plusieurs textes internationaux ont tenté de définir la notion d'esclavage :
- la Convention relative à l'esclavage (1926) de la Société des Nations dispose en son article premier que « L'esclavage est l'état ou condition d'un individu sur lequel s'exercent les attributs du droit de propriété ou certains d'entre eux ». L'article définit également la traite des esclaves comme « tout acte de capture, d'acquisition ou de cession d'un individu en vue de la réduire en esclavage ; tout acte d'acquisition d'un esclave en vue de le vendre ou de l'échanger ; tout acte de cession par vente ou échange d'un esclave acquis en vue d'être vendu ou échangé, ainsi que, en général, tout acte de commerce ou de transport d'esclaves »[18] ;
- l'Organisation internationale du travail (OIT) a adopté en 1930 une définition du travail forcé que l'on peut rapprocher de celle de l'esclavage : « le terme travail forcé ou obligatoire désignera tout travail ou service exigé d'un individu sous la menace d'une peine quelconque et pour lequel ledit individu ne s'est pas offert de plein gré »[19] ;
- la Convention supplémentaire sur l'abolition de l'esclavage (1956) des Nations unies renvoie à la définition de la convention de 1926, en ajoutant en son article premier plusieurs « Institutions et pratiques analogues à l'esclavage » : servitude pour dettes, servage, mariage forcé, etc.[20] ;
- l'OIT assimile le travail des enfants au travail forcé.

### Définition d'Olivier Grenouilleau
Dans son ouvrage Qu'est-ce que l'esclavage ? Une histoire globale, l'historien Olivier Grenouilleau propose une définition de l'esclavage autour de quatre caractères se combinant, selon les cas, de manières différentes :
- l'esclave est un humain qui, même semblable (de race, d'origine ou de religion), est transformé en un « autre radical » à la « suite d'un processus de désocialisation, de déculturation et de dépersonnalisation faisant de lui une personne exclue des liens de parenté et ne pouvant les exercer sur ses enfants » ;
- l'esclave « est possédé par son maître ». Olivier Grenouilleau préfère, à celui de « propriété », le terme de « possession » pour marquer la « dimension totalitaire de cette dépendance », le maître disposant de la personne de l'esclave et pas seulement de son travail : « L'État ou la puissance publique ne peut l'atteindre que par la médiation de son maître » ;
- « L'utilité quasi universelle de l'esclave », « des tâches les plus humbles et les plus déshonorantes jusqu'à de très hautes fonctions administratives et militaires » ;
- quatrième caractère découlant des précédents, l'esclave « voit son humanité mise en sursis » : « Pouvant tour à tour être considéré comme une chose, un animal ou encore une machine, l'esclave demeure un homme, mais un homme frontière dont l'appartenance à la société des hommes dépend largement de la médiation de son maître »[21].

### Esclavagisme
L'esclavagisme caractérise quant à lui une société dont le fonctionnement est basé de manière prépondérante sur l'esclavage.

### Traite
Commerce portant sur une ou des personnes réduites en esclavage.

## Réduction en esclavage

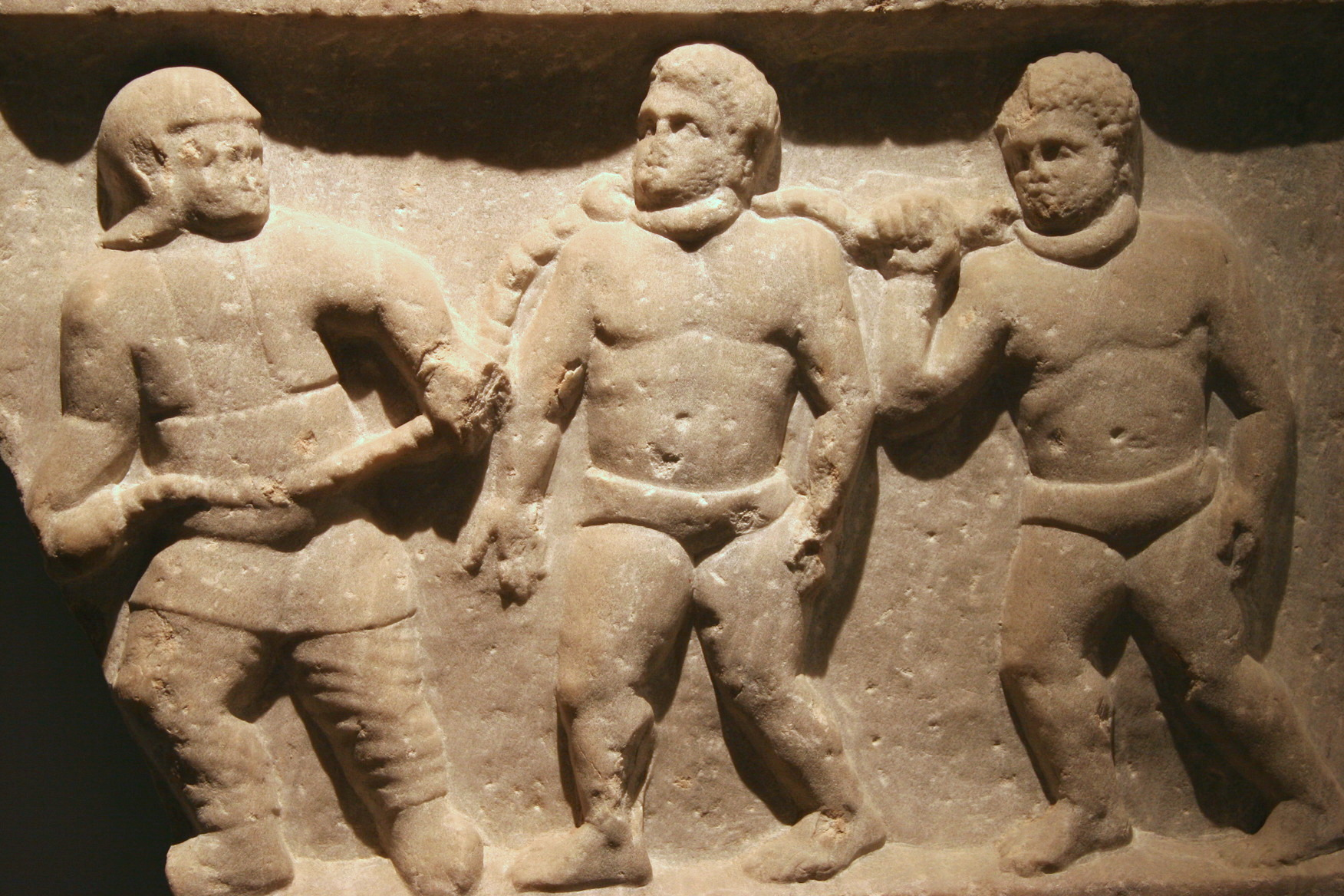
Esclaves menés, République romaine, 200 av. J.-C.
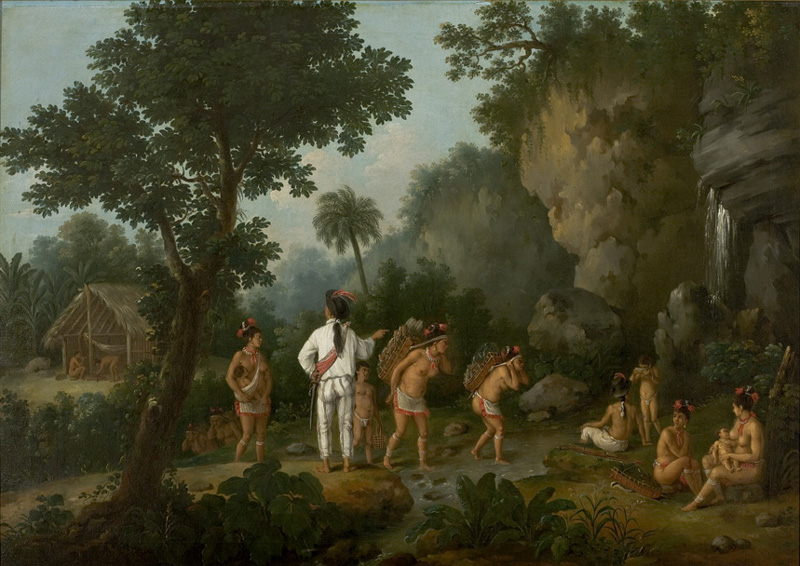
Le Chasseur d'esclaves amérindiens, J-B. Debret, v. 1820-30, musée d'art de São Paulo, Brésil.
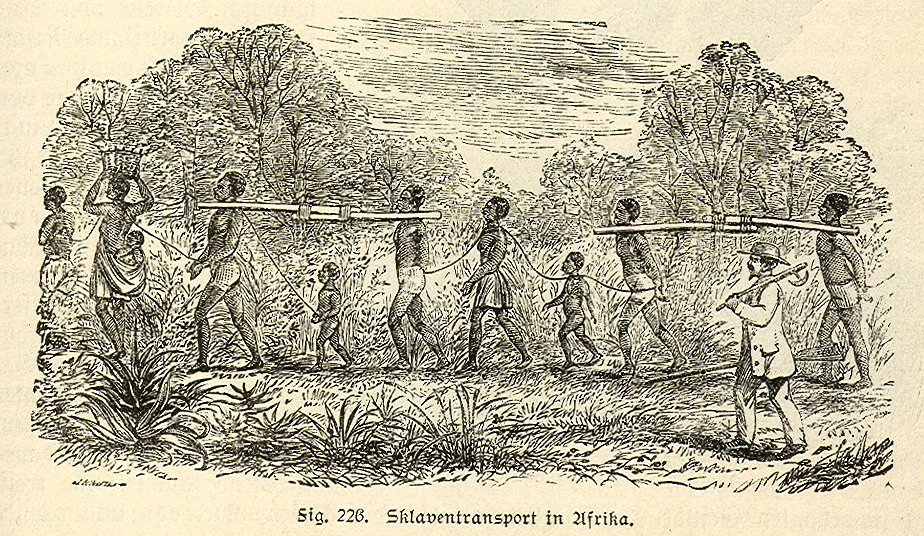
Traite européenne, Tanzanie, XIXe siècle.
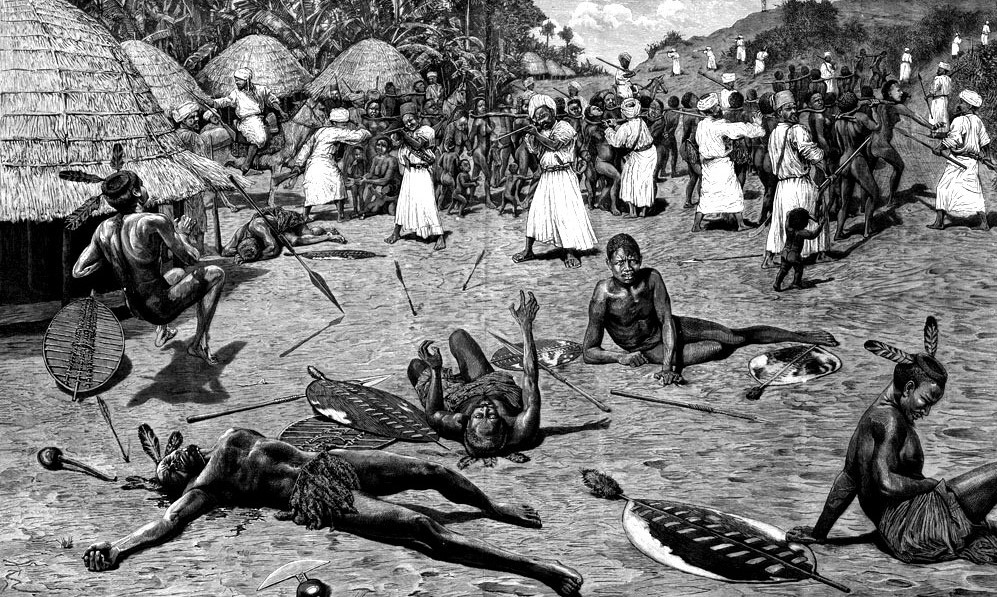
Razzia d'esclaves dans un village africain.

### Esclavage interne, esclavage externe
L'esclavage interne par opposition à l'esclavage externe, se caractérise par la réduction en esclavage des membres d'une communauté (religieuse, étatique, lignagère ou autre).
L'esclavage interne, pouvant être assimilé à l'esclavage pour dettes ou à cette forme amoindrie que l'on nomme servitude pour dettes, résulte de la possibilité de vendre ses enfants en esclavage, de se vendre soi-même ou d'être réduit en cette condition pour cause de dettes insolvables. A contrario, l'esclavage externe est celui qui a pour source ultime la guerre. À l’exception possible des Aztèques, il n'existerait aucun exemple de société qui pratiquerait l'esclavage interne sans pratiquer aussi l'esclavage de guerre. L'esclavage interne n'est donc pas un cas particulier de l'esclavage en général.
Ni l'Europe chrétienne, ni le monde arabo-musulman n'ont pratiqué l'esclavage interne[réf. nécessaire]. En revanche, à l'époque précoloniale des traites négrières, les deux considéraient légitimes de se pourvoir en esclaves en Afrique.

### Capture lors de guerres et razzias

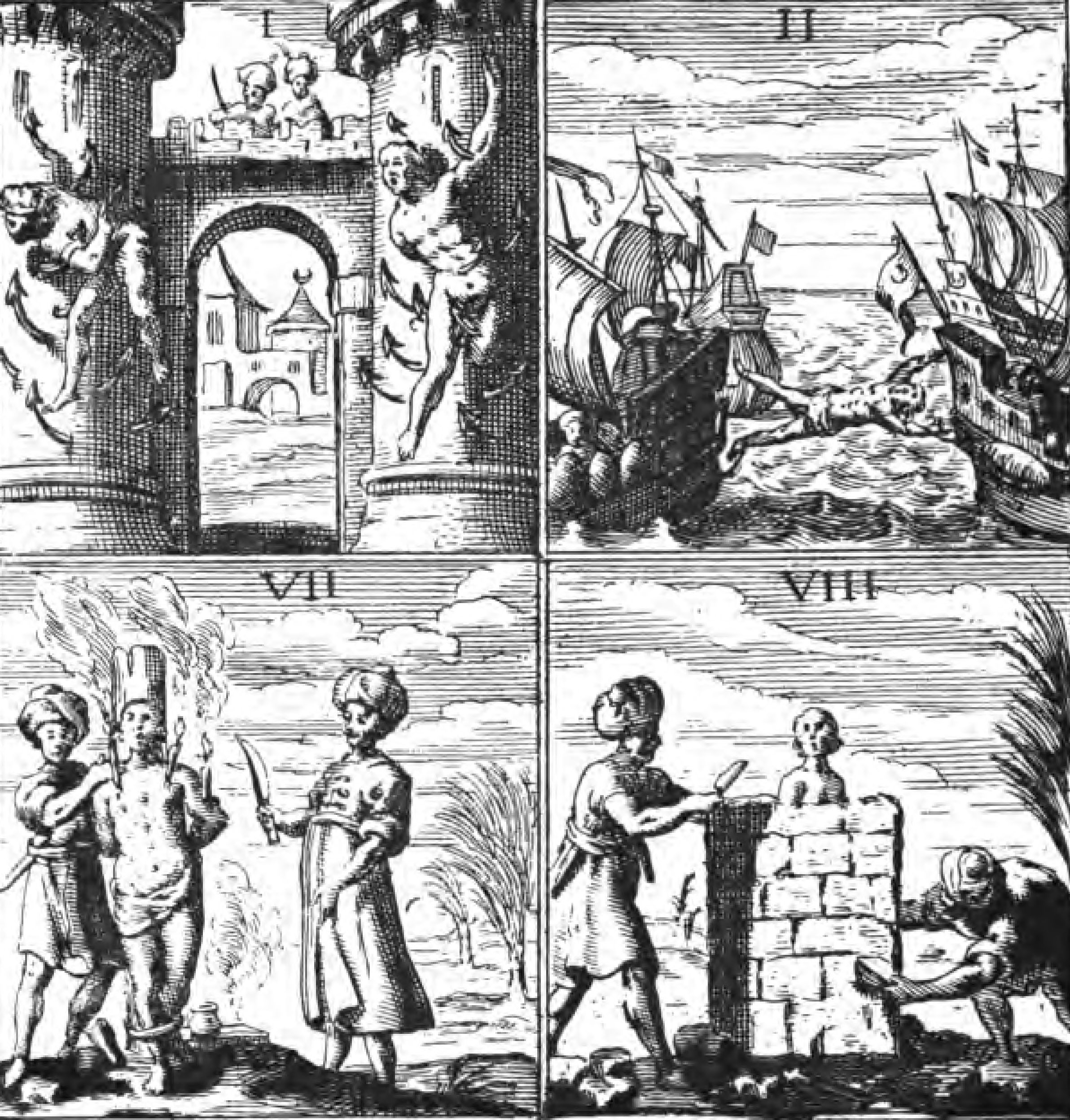
« Tortures des esclaves » par les corsaires barbaresques, 1637.

Il est fréquent au cours de l'Histoire que la réduction en esclavage soit le sort réservé aux prisonniers de guerre. Cette dernière est ainsi souvent un facteur de recrudescence de la pratique esclavagiste. En atteste l'afflux d'esclaves à Rome à la suite de ses différentes campagnes militaires victorieuses (guerres puniques, guerre des Cimbres, guerre des Gaules) ou le maintien de l'esclavage dans la péninsule ibérique à la suite des luttes que se livrent Arabes et chrétiens du VIIIe siècle au XVe siècle. Dans la période contemporaine, la guerre du Darfour est un exemple des liens entre esclavage et conflits guerriers.

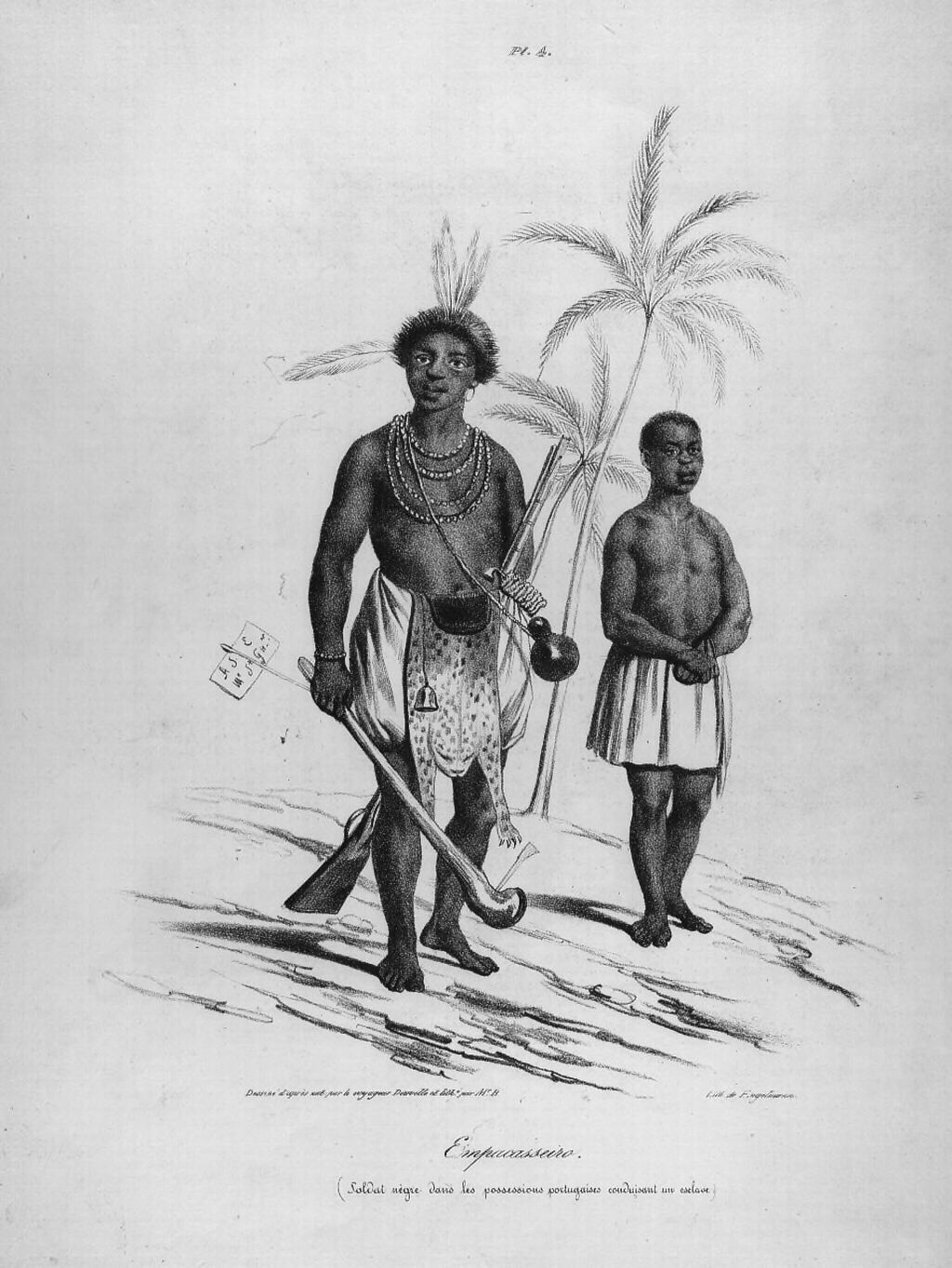
Soldat des possessions portugaises d'Afrique conduisant un esclave, estampe par Jean-Baptiste Douville, 1833, Musée de l'Homme, Paris.

Les razzias, pratiquées par des pirates ou des corsaires au service d'une entité politique, sont un autre moyen d'approvisionnement en marchandise humaine. Dans la Rome antique, la piraterie méditerranéenne alimente un commerce florissant qui possède ses intermédiaires spécialisés et ses places de commerce comme l'île de Délos. La piraterie des Barbaresques (Algériens notamment) et ses nombreuses razzias sur les côtes européennes de la mer Méditerranée restera pour sa part active jusqu'au XIXe siècle.

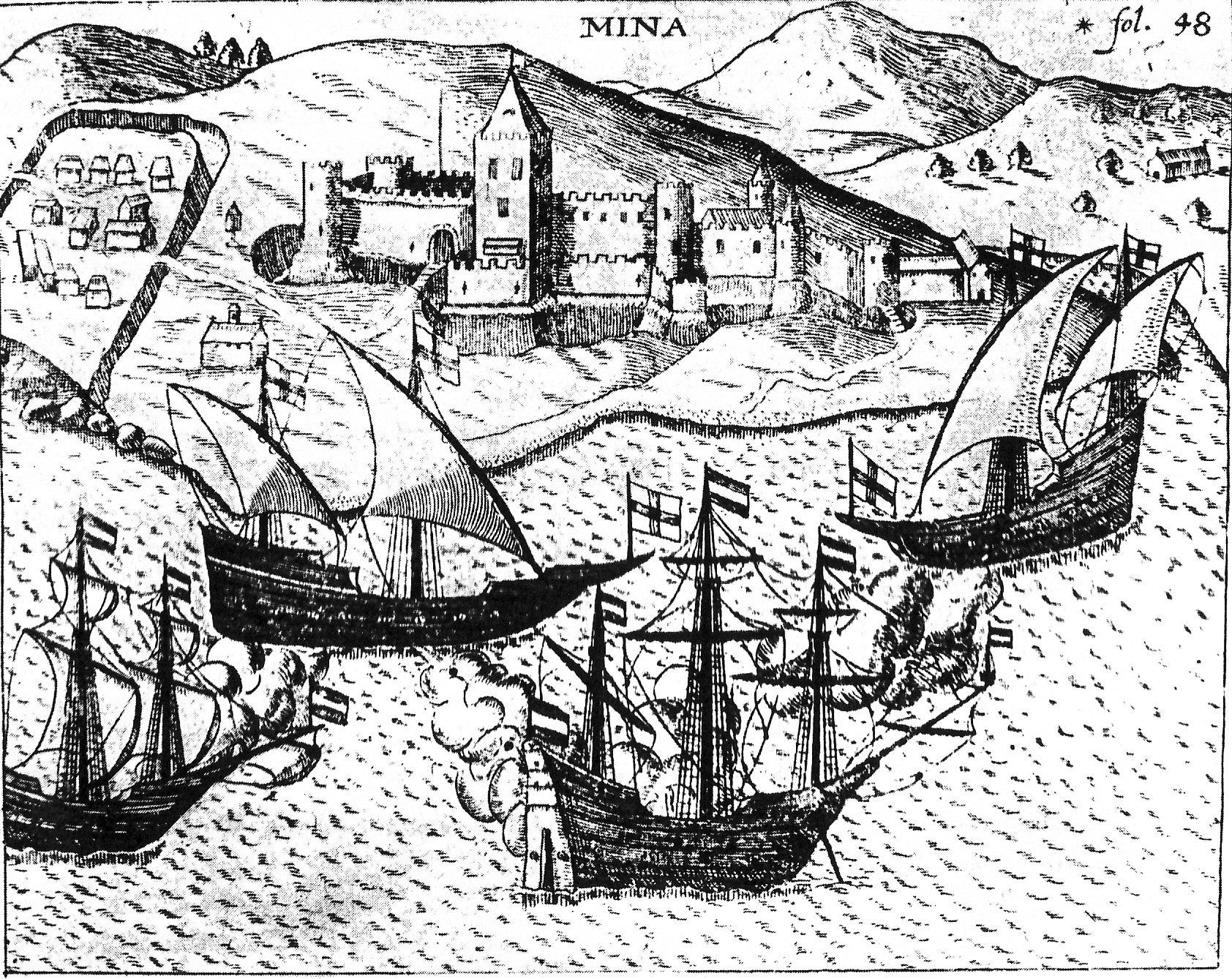
Le fort portugais d'Elmina entre 1610 et 1624, un des nombreux comptoirs de traite édifiés par les Européens sur les côtes africains.

Lors des différentes traites au cours de l'histoire, la capture des esclaves est fréquemment assurée par des groupes n'utilisant pas eux-mêmes les esclaves ou seulement en proportion limitée. Si les lançados portugais, actifs sur le sol africain, ont approvisionné les navires négriers, leur participation à l'alimentation du commerce triangulaire fut par exemple minoritaire. La grande majorité de l'approvisionnement des places de commerce d'esclaves était le fait d'États côtiers, de chefs locaux ou de marchands eux-mêmes africains, dont l'activité s'est progressivement centrée sur le trafic d'esclaves.
De la même manière, durant l'Antiquité grecque, les marchands d'esclaves achetaient les captifs à des intermédiaires, souvent non grecs, dont les modalités d'approvisionnement nous restent largement inconnues. La capture des esclaves était donc dans une large mesure « externalisée » par des sociétés esclavagistes en mesure d'établir un système durable d'échange marchand d'humains avec les sociétés qui les fournissaient en main-d'œuvre servile.

### Décision judiciaire

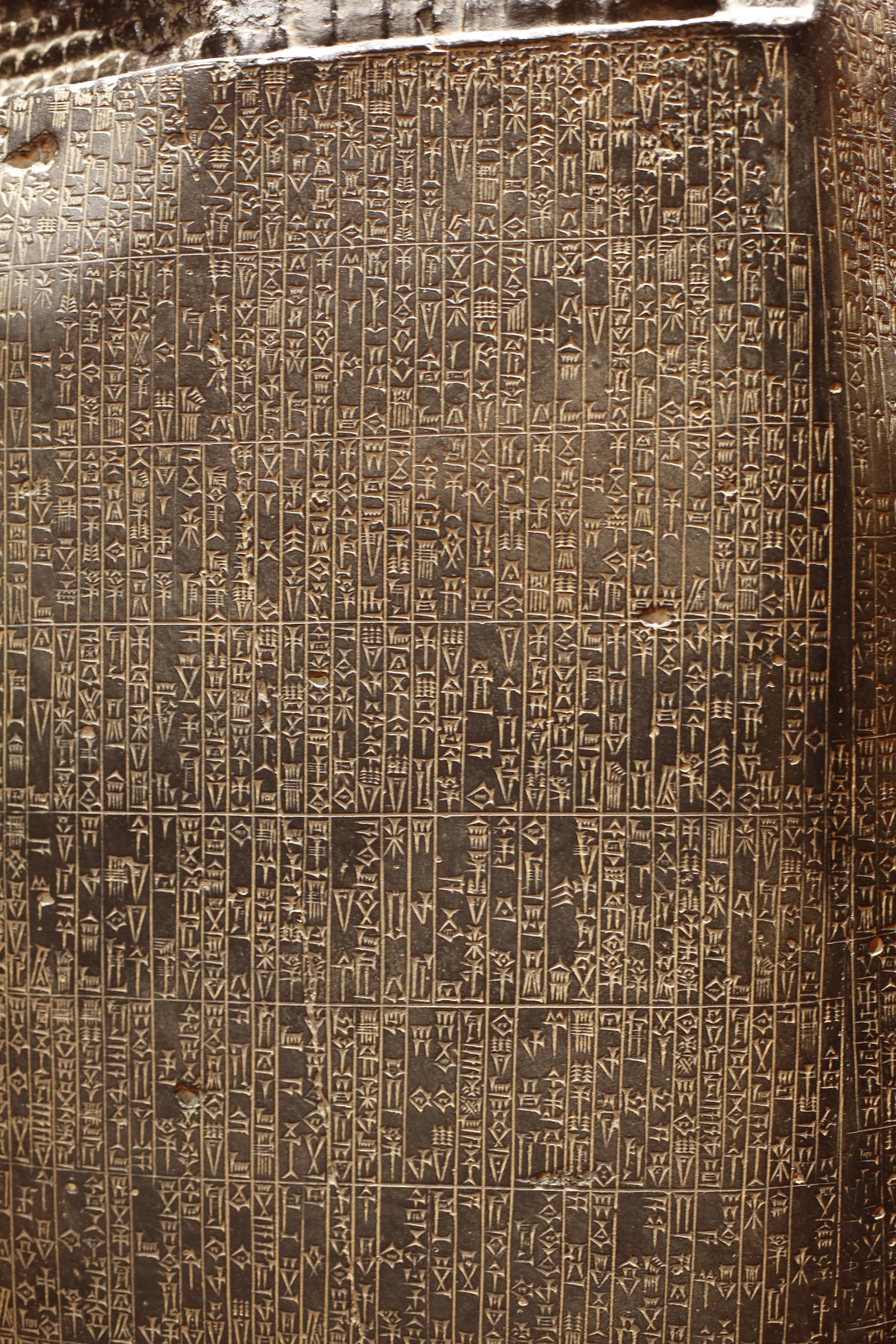
Code de Hammurabi.

Le Code de Hammurabi (environ 1750 av. J.-C.), texte de lois babylonien, mentionne pour la Mésopotamie des sanctions juridiques conduisant à l'esclavage comme la répudiation de ses parents par un enfant adopté.
Sous la République romaine, certaines infractions entraînent la déchéance des droits civiques (capitis deminutio maxima) : les déserteurs et les citoyens qui se sont dérobés au cens peuvent ainsi être vendus comme esclaves (seruii) par un magistrat, en dehors de Rome toutefois. Sous l'Empire romain, la condamnation aux mines (ad metalla) est l'une des peines les plus redoutées (Voir infra).
Beaucoup plus tard, aux États-Unis, à l'époque de l'esclavage, les Noirs libres peuvent être condamnés à l'esclavage pour un ensemble d'infractions juridiques assez larges : l'accueil d'un esclave fugitif, le fait de rester sur le territoire de certains États, telle la Virginie, un an après son émancipation.

### Abandons d'enfants

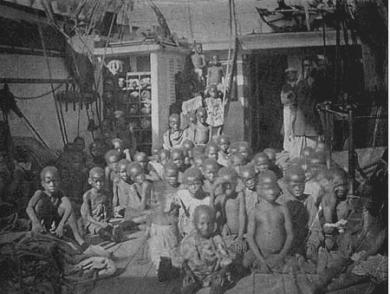
Enfants sous-alimentés à bord d'un navire négrier arabe intercepté par la Royal Navy britannique, 1869.

L'esclavage touche historiquement les populations les plus fragiles et en premier lieu les enfants. Le sort de l'enfant abandonné le conduisait ainsi souvent à l'esclavage en Mésopotamie et plus tard en Grèce et à Rome. Dans ces deux dernières civilisations antiques, le « droit d'exposition » autorise l'abandon d'un enfant, le plus souvent devant un bâtiment public, un temple, par exemple. L'enfant recueilli est soumis à l'arbitraire de son « bienfaiteur » et échappe rarement à l'esclavage.
Quand il n'est pas abandonné, l'enfant peut aussi être vendu. Des contrats de vente d’enfants, datant de la troisième dynastie d'Ur, indiquent que la pratique semble être répandue au sein des civilisations mésopotamiennes.

### Servitude pour dettes
La servitude pour dette résulte d'une procédure, parfois encadrée juridiquement, qui consistait à s'acquitter d'une créance par l'abandon de la propriété de soi à son créancier. Elle est fréquente parmi les paysans pauvres athéniens, au point d'être interdite par Solon au VIe siècle av. J.-C. ; le Romain Varron désigne ces débiteurs insolvables sous le nom de obaerarii (qui ne sont pas considérés comme des serui ou esclaves), en précisant que cette pratique se retrouve (au Ier siècle av. J.-C.) en Égypte, en Asie et en Illyrie, mais pas en Italie.
Elle constitue l'une des formes d'esclavage qui persistent dans la période contemporaine.

### Condition héréditaire

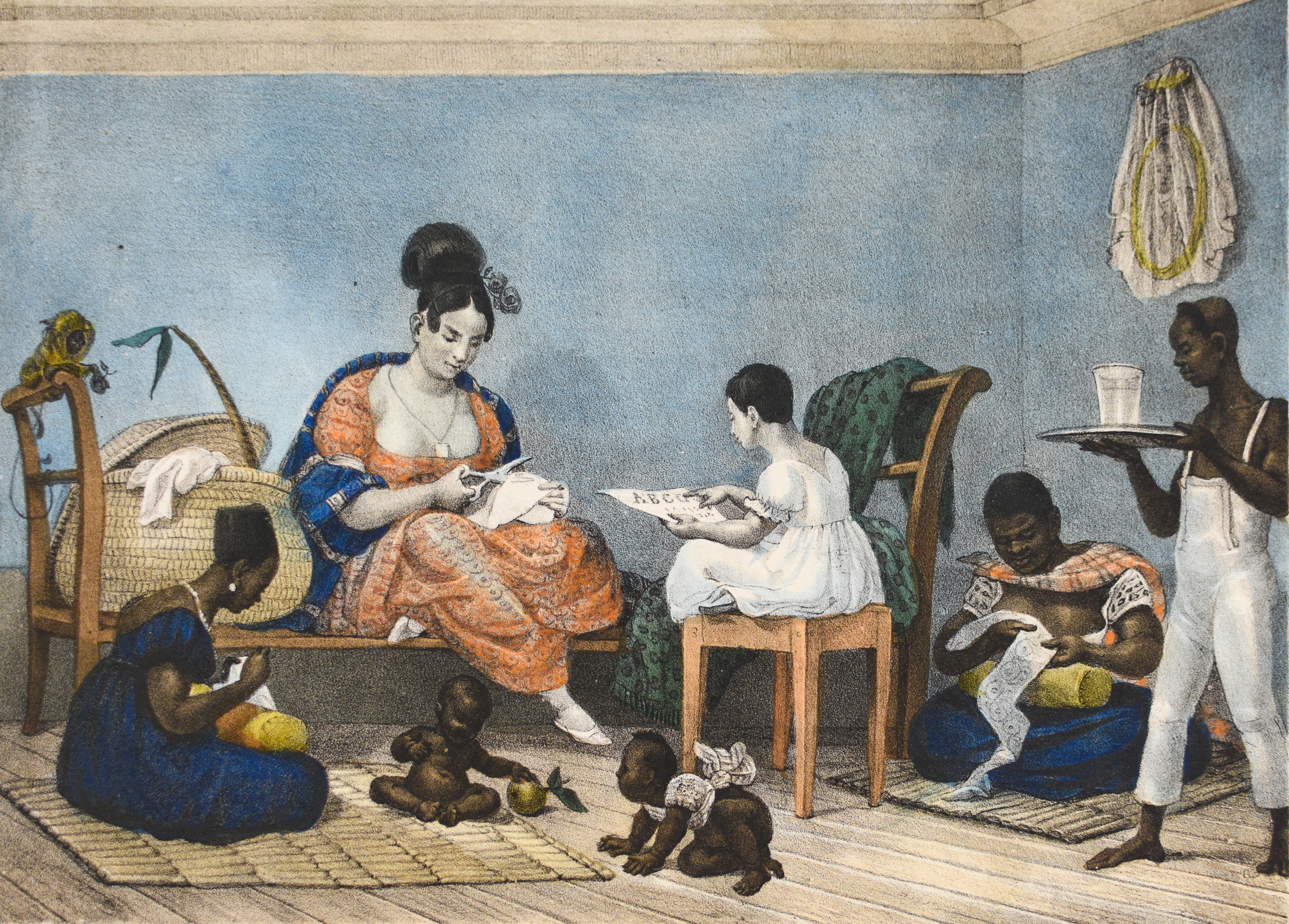
Intérieur de fortune moyenne au Brésil, J.-B. Debret, 1823 in Voyage pittoresque et historique au Brésil, São Paulo, 1816-1831.

La transmission héréditaire du statut d'esclave est historiquement récurrente. Les modalités et le degré de formalisation des règles de transmission sont cependant variables. Durant la période romaine classique, ce statut s'hérite par la mère, sans qu'aucune attention ne soit portée à la condition du père. On nomme « verna » un esclave de naissance.
À compter d'Omar, dans la seconde moitié du VIIe siècle, un des courants du droit musulman considère que l'enfant d'une esclave est libre si le propriétaire est le père de l'enfant. La « mère d'enfant » — le titre est officiel — est libérée à la mort de son maître. La législation islamique se situe sur ce point dans la continuité des législations mésopotamiennes qui nous sont parvenues : un père libre et veuf qui épouse une esclave peut même faire de l'enfant qui naîtrait de cette union son héritier s'il l'a expressément adopté. La descendance d'une mère libre et d'un esclave est automatiquement libre.
Aux États-Unis, si la législation est mouvante dans le temps et, surtout, différenciée selon les États, la transmission de la condition d'esclave par la mère est très largement dominante. Les premiers textes en attestant sont le statut du Maryland de 1664 et le code virginien de 1705. La loi a parfois répondu aux rares cas d'union entre femmes libres et esclaves en imposant aux enfants de servir le maître de leur père, à vie ou pour une durée déterminée.

## Fonctions

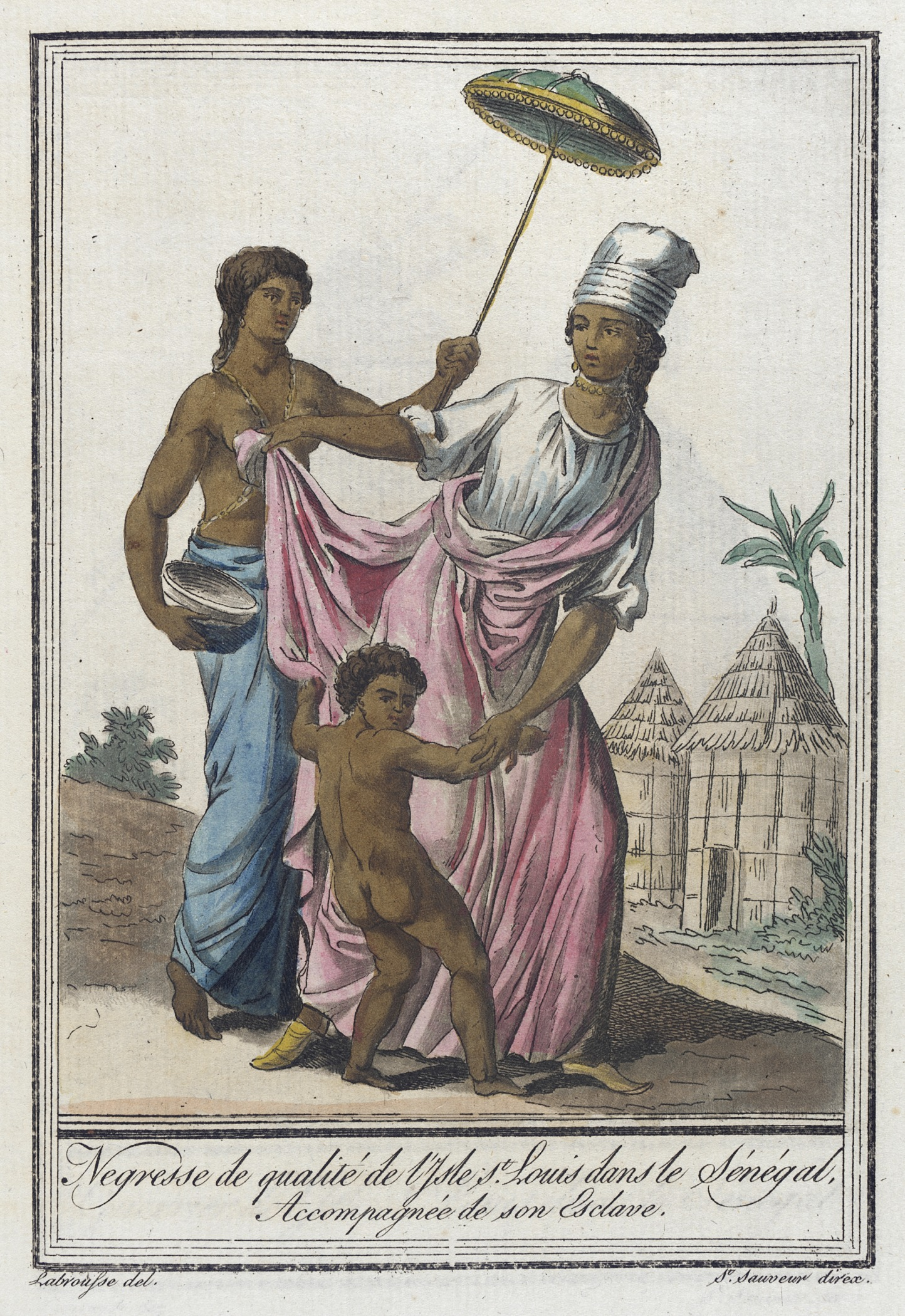
« Négresse de qualité de l'Isle St. Louis dans le Sénégal. Accompagnée de son esclave », 1797.

Les fonctions de l'esclavage ont fortement varié selon les sociétés et les périodes historiques. En premier lieu, à la suite de l'historien américain Moses Finley, qui s'était sans doute inspiré de l'historienne des Caraïbes Elsa Goveia, on opère traditionnellement une distinction sur la base de l'importance tenue par les esclaves dans l'économie générale des rapports de production et des relations symboliques. On désigne ainsi une société dont les esclaves occupent une fonction indispensable à son fonctionnement global sous les termes de « société esclavagiste », pour la distinguer des « sociétés à esclaves », qui emploient des esclaves sans en faire un maillon indispensable de leur système économique et social. L'historiographie considère généralement les sociétés antiques grecques et romaines, les systèmes économiques et sociaux des Antilles et du Brésil durant la période coloniale (du XVIIe siècle au XIXe siècle) et du Sud des États-Unis avant la guerre de Sécession comme des exemples de sociétés esclavagistes. À l'inverse, le Moyen Âge occidental ou le monde arabe, qui connaissent l'esclavage, sont considérées comme des sociétés à esclaves et non comme des sociétés esclavagistes.
Cependant, ainsi formulée, cette distinction est difficile à tenir, et elle manque de pertinence pour beaucoup de situations, particulièrement en dehors de la sphère occidentale. Aussi il est préférable de revenir à l'idée première d'Elsa Goveia, qui définissait les sociétés esclavagistes comme des sociétés où l'esclavage est non plus seulement indispensable, mais où toutes les composantes de la société, même celles qui n'en dépendraient pas directement, concourent en permanence à reproduire l'institution esclavagiste. L'esclavage y conditionne l'ensemble de l'expérience sociale, qu'un individu soit esclave ou pas, de sa sexualité la plus intime à son travail et à sa posture sociale. Cette conception permet de mieux comprendre les polis, cités-états grecques de l'antiquité classique, la plupart des Antilles coloniales, d'ajouter l'Empire de Sokoto, organisations politiques qui correspondent à cette dimension totalitaire de l'esclavage. Dans d'autres sociétés, même si l'esclavage reste indispensable à leur survie et à leur fonctionnement, il est possible d'avoir d'autres préoccupations ; par exemple dans l'Empire ottoman du 19e siècle, les esclaves tenaient des fonctions administratives et militaires, donc essentielles, le harem y jouait un role crucial, mais les esclaves n'y représentent que 5% de la population.
Les esclaves ont rempli au cours de l'histoire une large palette de métiers et de fonctions sociales. Dans les sociétés antiques, les esclaves sont ainsi présents dans l'ensemble des secteurs de l'économie (dont tout le secteur agricole et pastoral), sans qu'aucun métier ne leur soit réservé en propre. Ils peuvent exercer le métier de pédagogue ou de médecin, sont très présents dans les secteurs qui nécessitent la manipulation de l'argent, la banque en particulier, mais aussi dans l'artisanat (ateliers de céramique). Le cas fait cependant figure d'exception : il est fréquent au cours de l'histoire que des esclaves aient été exclus de certaines professions, et confinés dans les travaux considérés comme les plus dégradants.
On peut distinguer, au cours de l'Histoire, un certain nombre d'usages récurrents de l'esclavage. Dans le secteur primaire, l'utilisation dans les mines et les carrières et comme main d'œuvre agricole, notamment dans l'économie de plantation, est commune à une grande partie des sociétés esclavagistes. L'esclavage domestique ainsi que l’esclavage sexuel sont, peut-être plus encore que l'utilisation strictement économique des esclaves, largement représentés tout au long de l'histoire humaine. Enfin, l'utilisation par l'État est fréquente pour l'accomplissement de tâches de travaux publics et de voirie. L'emploi d'esclaves à des fins militaires ou de police publique, plus rare, est une des caractéristiques saillantes de la civilisation musulmane.

### Esclavage dans les mines et carrières

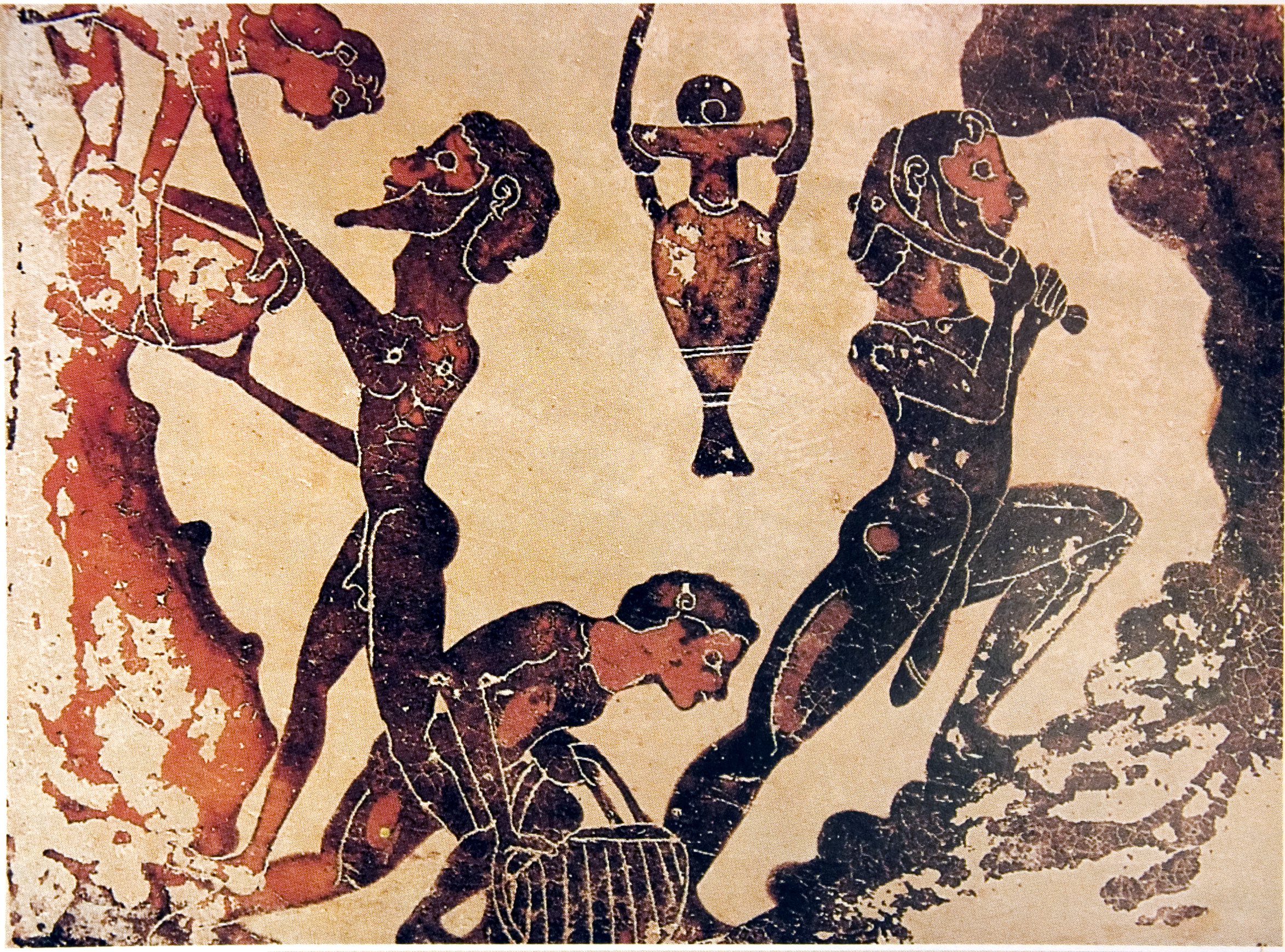
Esclaves travaillant dans une mine, Grèce antique.

Dans l'Antiquité, les esclaves sont indispensables au fonctionnement des carrières qui fournissent les matériaux des grands ensembles architecturaux des grandes cités romaines ou grecques.
À Athènes, les esclaves sont les principaux extracteurs des mines d'argent du Laurion, nécessaires à la stabilité monétaire de la cité grecque. Lauffer estime même que près de 30 000 esclaves ont pu travailler dans ces seules mines et leurs moulins de traitement. Sous l'Empire, à Rome, la condamnation aux mines (ad metalla) fait partie des sanctions juridiques les plus redoutées. Au Moyen Âge, les esclaves sont utilisés, à Gênes par exemple, dans l'exploitation des salines. Dans les colonies espagnoles d'Amérique, les esclaves noirs mais surtout indiens sont massivement utilisés dans les mines d'or, d'argent et de cuivre. Les Portugais importeront de leur côté des esclaves noirs pour l'exploitation des riches gisements aurifères brésiliens du Minas Gerais, découverts à la fin du XVIIe siècle.

### Esclavage agricole

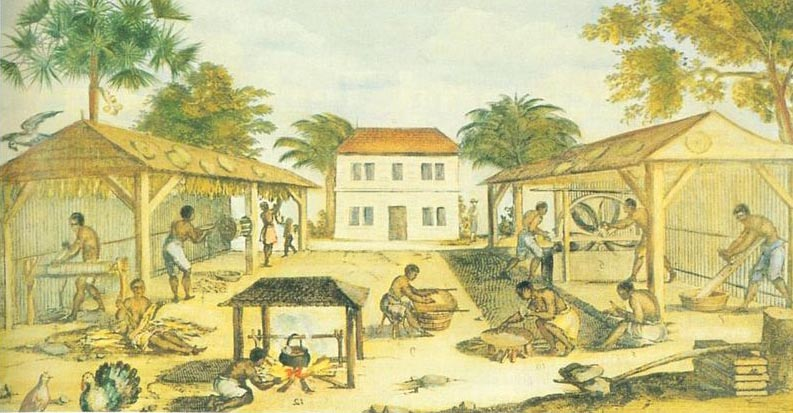
Esclaves dans une plantation de tabac, Virginie, 1670.

Souvent lié à de grands domaines, l'esclavage agricole se développa massivement dans l'Antiquité. À Athènes ou à Rome, il dominait dans les exploitations dont les besoins en main-d'œuvre dépassaient les seules forces d'une famille et conduisit à un « système esclavagiste absolu », c'est-à-dire qui combinait le recours à un uilicus (serf) et à une main-d'œuvre fondamentalement servile (seruus),,. À Sparte, les hilotes, dont le statut était proche de celui d'esclave, fournissaient l'essentiel de l'approvisionnement de la cité. À la fin de la République, les grandes oliveraies et les grands vignobles de l'Italie centrale utilisaient quasi exclusivement des esclaves ; l’ergastule était une des modalités de gestion de la population d'esclaves considérée comme la plus dangereuse. C'est de ces régions à forte concentration en esclaves, notamment le Sud de la péninsule et la Sicile, dans des zones pratiquant un élevage extensif, que partirent les grandes révoltes serviles auxquelles fut confrontée la République.
Malgré le développement du servage en Occident à partir du VIIIe siècle, l'esclavage resta présent dans le monde rural, notamment au sein des domaines agricoles des monastères.

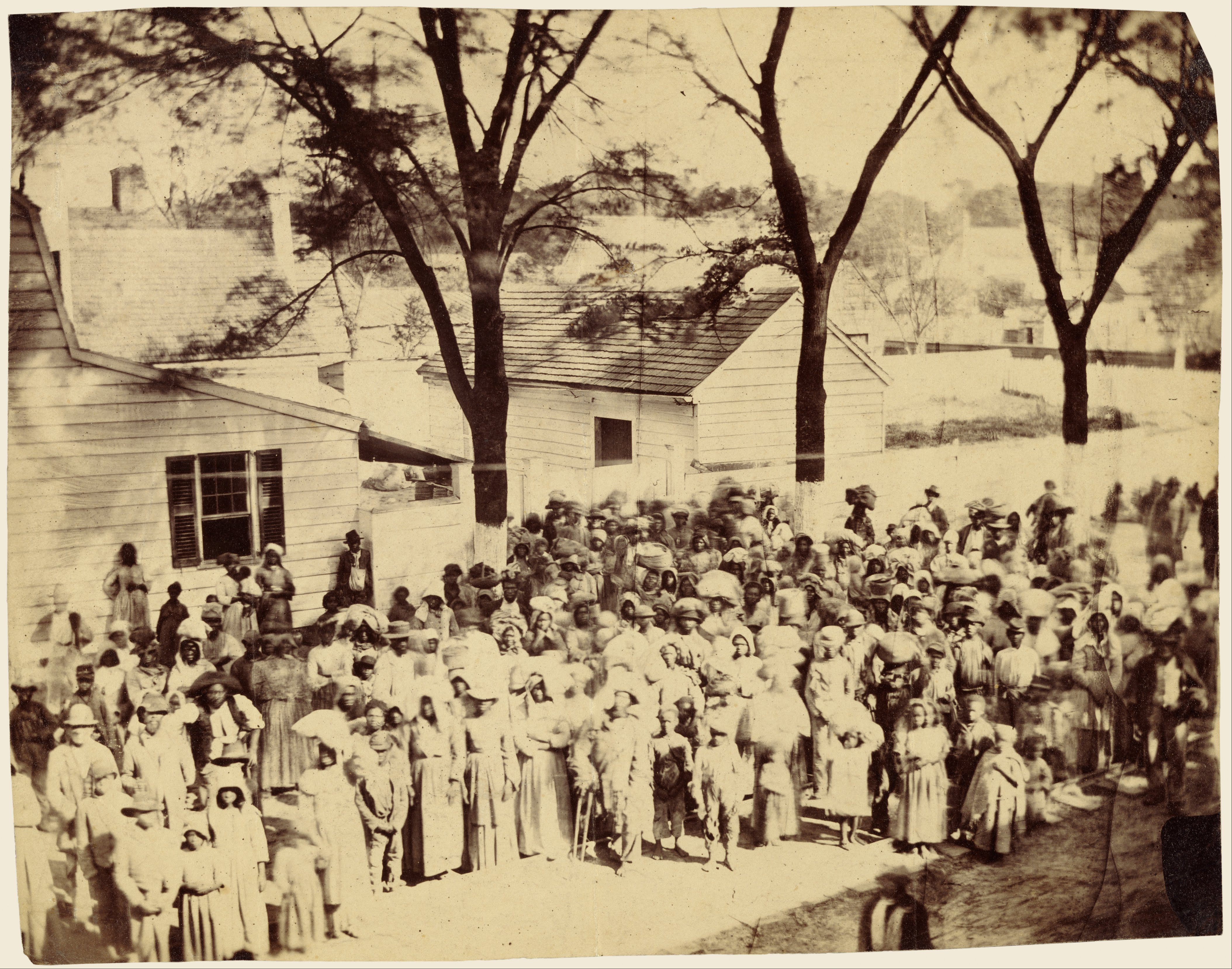
Esclaves de la plantation de J. J. Smith, Caroline du Sud, 1862

Dans le monde arabe, l'emploi à grande échelle des esclaves sur les domaines agricoles est également bien présent, notamment en Irak au IXe siècle, où vivaient dans l'esclavage plusieurs dizaines de milliers d'esclaves noirs d'Afrique de l'Est. De la même façon, les sultanats de la péninsule Arabique et de la côte est africaine pratiquaient l'esclavage, notamment pour la production de produits agricoles (sésame, céréales, etc.). Au XIXe siècle, c'est une société de plantation qui se développa également dans le sultanat de Zanzibar à la suite de l'explosion de la demande en clou de girofle. En Mésopotamie, les esclaves sont notamment utilisés pour la culture de la canne à sucre, fortement consommatrice de main-d'œuvre.
Après les croisades, l'Europe reprit ce mode d'organisation du travail dans les régions où elle tenta d'importer cette culture, notamment dans la péninsule Ibérique et dans les îles méditerranéennes. L'exportation de cette économie de plantation par les Portugais dans les îles Atlantiques (îles Canaries, Sao Tomé), puis par eux et les Espagnols sur le continent américain, s'inscrit dans la continuité de ce déplacement vers l'ouest ; ce système devient caractéristique de la colonisation américaine, qui se tourne presque immédiatement vers l’esclavage pour l'exploitation du sol. La culture de la canne à sucre fut ainsi à l'origine de la traite négrière qui se mit en place au XVIe siècle. Puis, le développement des cultures du café, du tabac, du coton, etc., soutiendra, dans l'Amérique du Sud, du Centre et du Nord le niveau de la demande en main-d'œuvre servile.

### Esclavage domestique

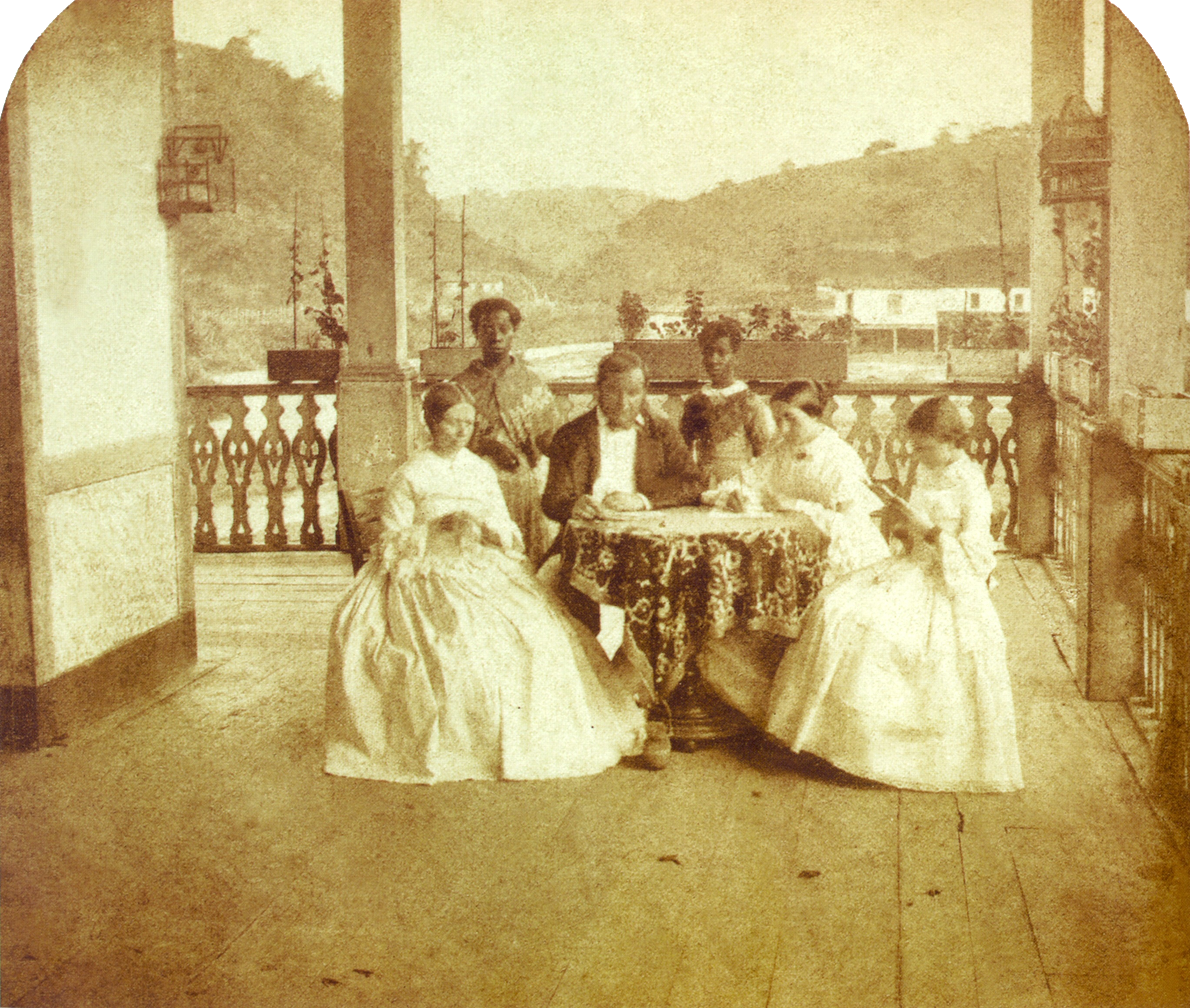
Famille avec ses esclaves domestiques, Brésil, 1860.

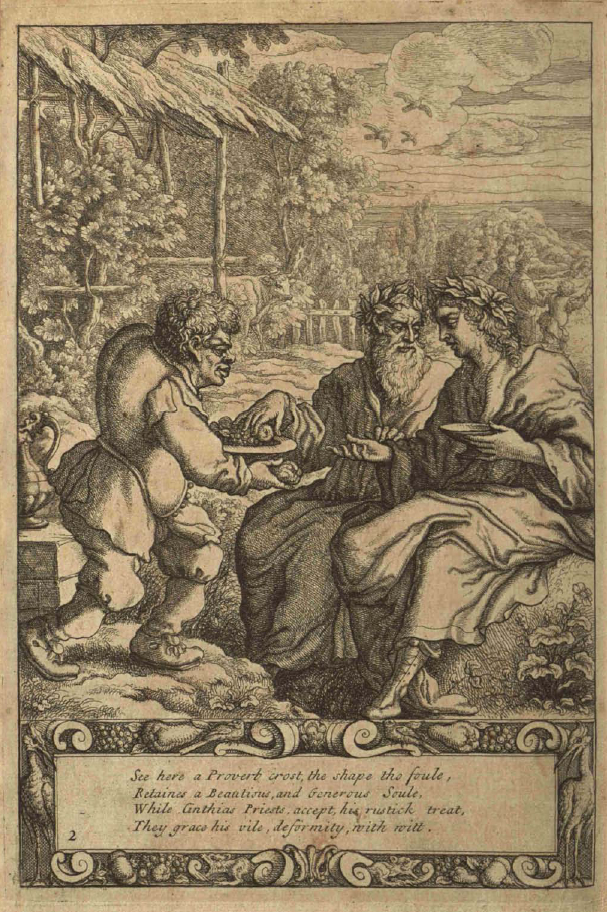
L'esclave Ésope au service de deux prêtres, par F. Barlow, 1687.

S'il n'a pas une fonction directement économique, l'esclavage domestique permet aux propriétaires de dégager un temps libre (l'otium) indispensable aux activités sociales, politiques et artistiques. Il est très répandu à Rome et à Athènes, où même la plupart des citoyens pauvres possèdent souvent un esclave domestique. Ainsi, selon Moses Finley, à Athènes, tout homme, financièrement en mesure d’avoir des esclaves, en possède au moins un. Il s'agit le plus souvent d'un homme à tout faire, qui le suit dans tous ses déplacements et, en fonction de ses ressources, d’une femme, astreinte aux tâches ménagères.
Quasiment absent du monde agricole, l'esclave est au contraire omniprésent dans la sphère domestique arabe. La division sexuelle du travail est, comme dans l'Antiquité gréco-romaine, nettement marquée : là où les hommes servaient de jardiniers, gardiens et homme à tout faire, les femmes occupaient les fonctions de nourrices, femme de chambre, couturières ou cuisinières.
La grande majorité des « petits Blancs », les paysans pauvres des Antilles françaises, possédaient eux aussi un esclave destiné aux tâches domestiques. Dans les couches les plus aisées de la société blanche ou noire, l'esclavage domestique revêt souvent une fonction ostentatoire. On évalue qu’à l'apogée de l'empire assyrien, une famille aisée de Babylone possède en moyenne de trois à cinq esclaves. Au Xe siècle, un calife de Bagdad, sous la dynastie Abbasside, ne possède pas moins de 10 000 esclaves.

### Esclavage sexuel

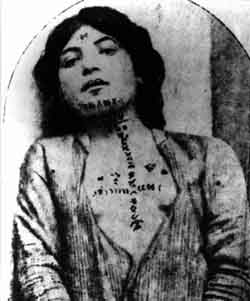
Arménienne tatouée (parfois jusqu'à la défigurer) puis vendue comme esclave dans l'Empire ottoman, NY Times, 1915.

L'exploitation du corps des femmes pour des fonctions reproductives ou de plaisir constitue un motif récurrent de réduction en esclavage. Les récits mythologiques antiques sont un indice du caractère commun que revêtait cet esclavage sexuel. Le cycle troyen mentionne à plusieurs reprises cette forme d'esclavage ; c'est notamment le sort réservé par les Achéens aux femmes troyennes après la prise de la cité d'Asie Mineure. L'esclavage sexuel est de fait largement répandu dans l'Antiquité, par le biais de la prostitution mais aussi à travers les relations entretenues entre maîtres et esclaves des deux sexes ; les témoignages semblent indiquer que ces dernières n'étaient pas rares à Rome.
Dans le monde arabe, l'exploitation sexuelle constitue pour Gordon Murray « la raison la plus courante d'acquérir des esclaves ». Le statut de concubine est ainsi réservé aux seules esclaves ; en cas d’enfantement, ces dernières étaient protégées de la vente et pouvaient se voir accorder un affranchissement. Dans les maisons musulmanes les plus aisées, la surveillance des femmes dans les harems est confiée à un ou plusieurs eunuques, qui constituent une autre incarnation du pouvoir accordé au maître sur les fonctions de reproduction de ses esclaves. La dynastie musulmane des Séfévides ou les sultans de Constantinople entretinrent des harems de grande dimension dont le fonctionnement influa de manière notable sur la vie politique. Plus généralement, harems et concubinage constituaient deux éléments fondamentaux de la société patriarcale.
Si aucun statut équivalent à celui de concubine n'existait dans la chrétienté, l'exploitation sexuelle des esclaves des colonies américaines était fréquente comme l'atteste le nombre élevé des métissages qui obligea souvent les autorités à se pencher sur le statut des enfants nés de ce type d'union.

### Esclaves publics

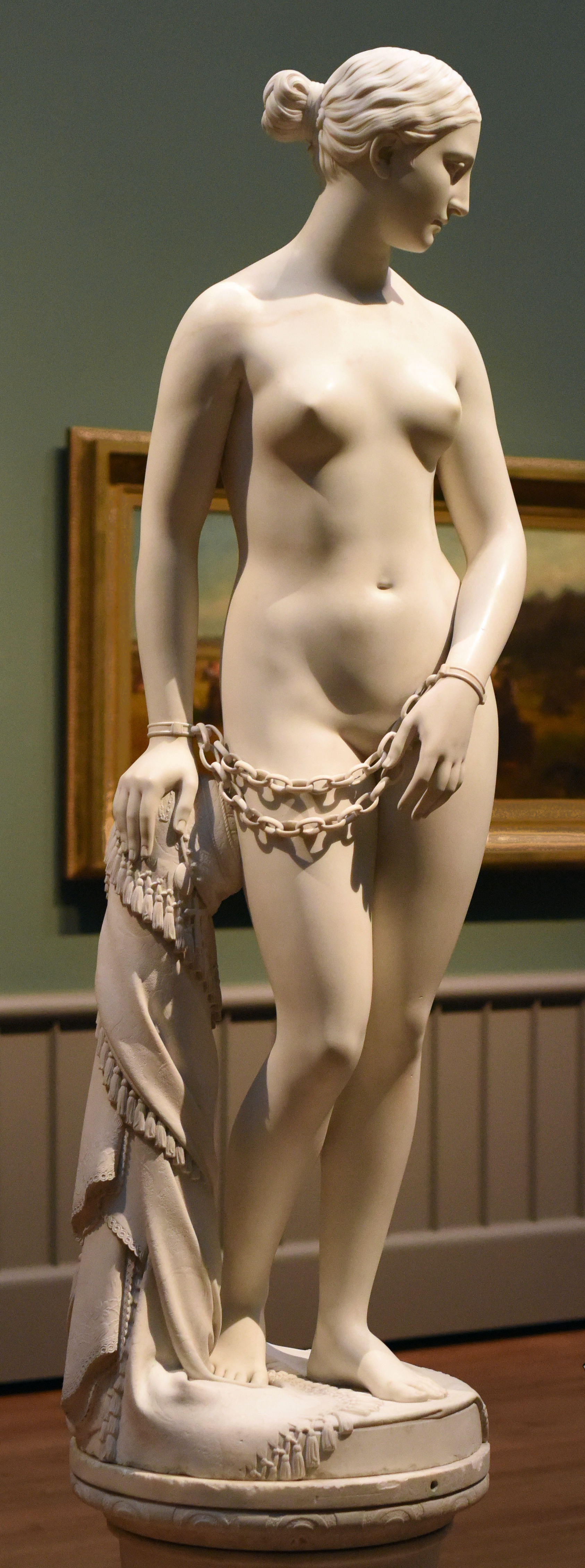
L'esclave grecque, H. Power, XIXe

Ils sont la propriété de l'État et assurent les tâches d'intérêt général. Les esclaves sont donc employés comme ouvriers (pour les travaux de voirie), secrétaires ou comptables dans les administrations essentielles au bon fonctionnement des différents services publics ou encore la surveillance des égouts et des bâtiments publics. Les premières apparitions de services de pompiers remontent aux temps égyptiens mais Rome a réutilisé ce principe avec des esclaves. Les pompiers romains (vigiles urbani) étaient très souvent appelés au feu dans les incendies criminels ou accidentels (notamment dans les immeubles romains, dénommés insula).
Dans la mythologie grecque, pour ne pas vouloir payer les dieux Apollon et Poséidon qui lui ont construit la célèbre enceinte de sa ville, le roi de Troie Laomédon, après les avoir considérés comme ouvriers, traite ainsi les deux dieux comme esclaves et est prêt à leur lier les pieds, les vendre au loin ou leur trancher les oreilles.

## Traitement

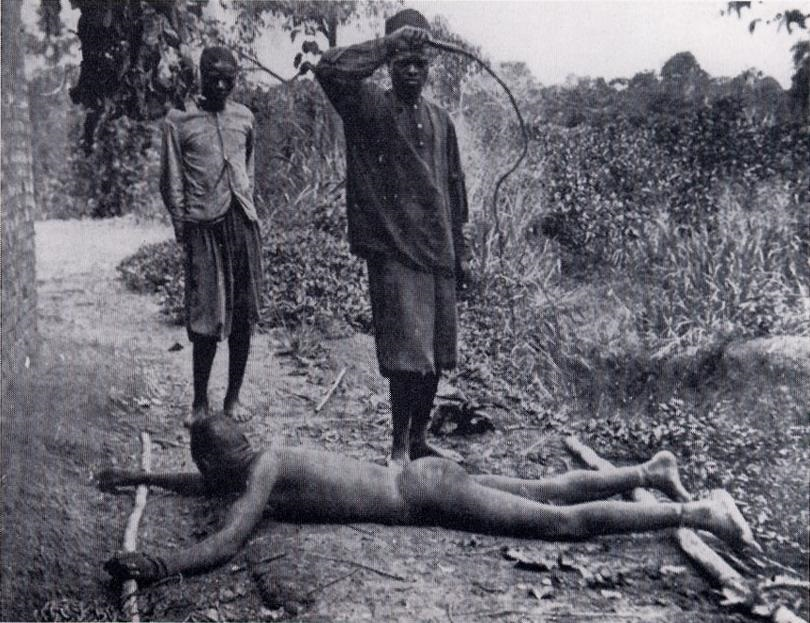
Esclave fouetté avec une chicotte, Congo, s.

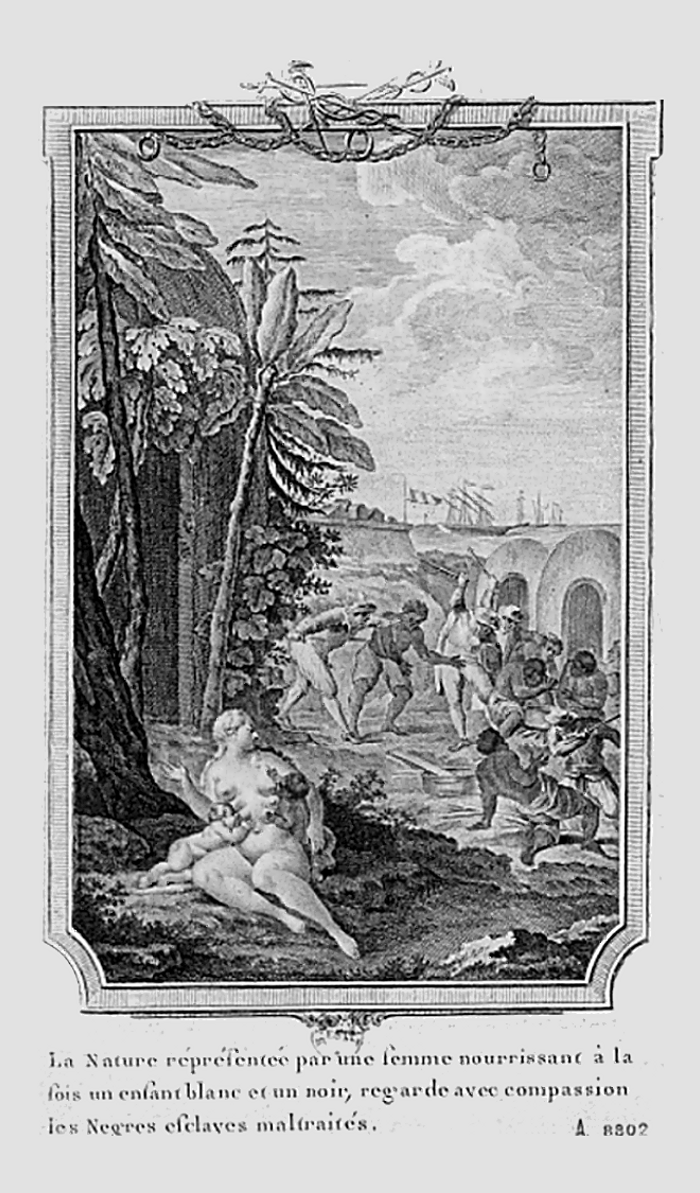
La Nature représentée par une femme nourrissant à la fois un enfant blanc et un noir regarde avec compassion les Nègres esclaves maltraités, s.

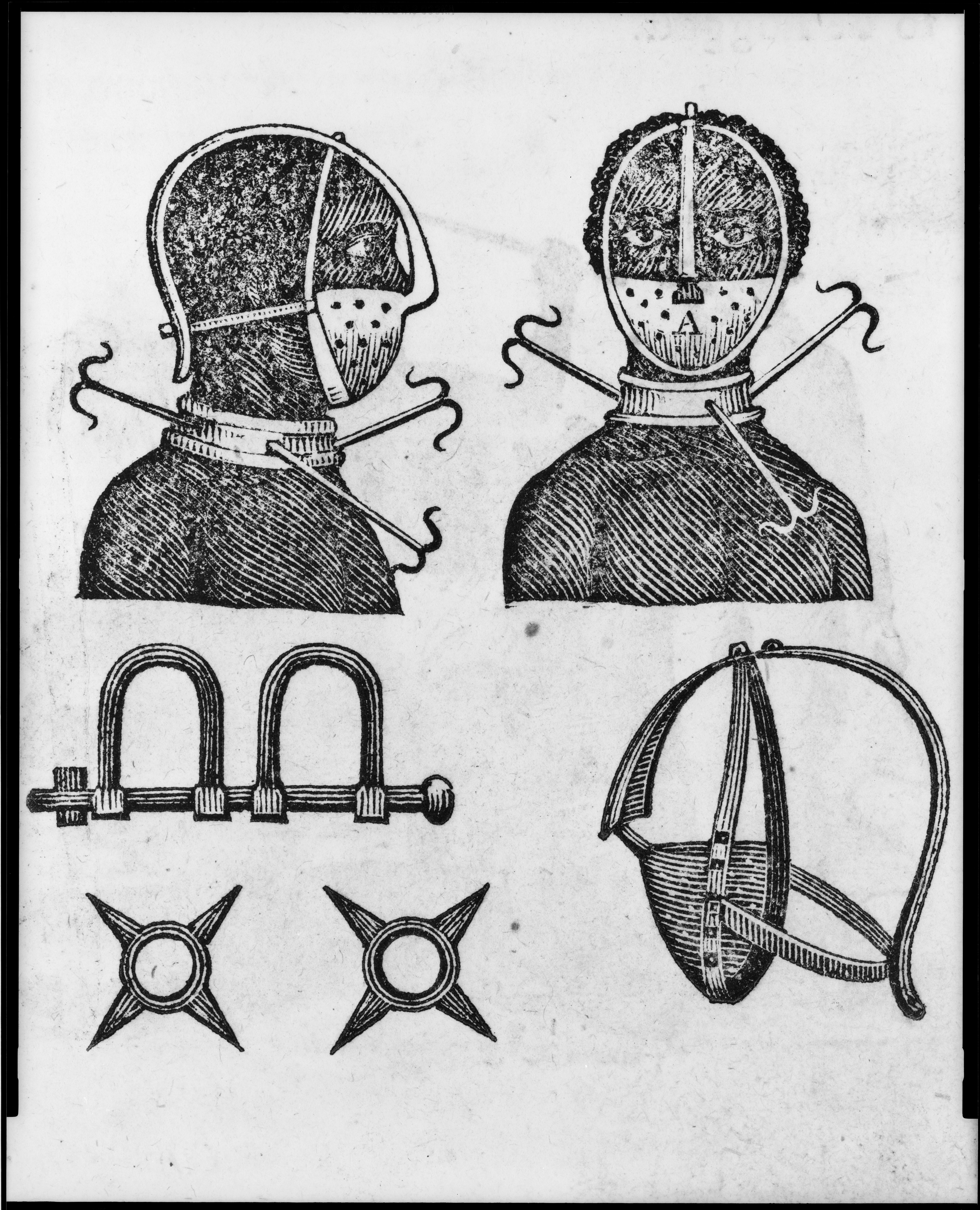
Différents objets en métal pour restreindre les esclaves, Tennessee, 1807

Depuis l'Antiquité, l'esclave est en grande majorité traité de façon inhumaine parce qu'il n'est pas tout à fait considéré comme un être humain mais se situe juste à la lisière entre l'animal et l'humain, :
Xénophon :

« L’esclave et le cheval ont pour point commun un âge idéal auquel il faut les acheter. »

Varron :

« On divise le matériel en trois catégories : le matériel vocal qui comprend les esclaves ; le semi-vocal qui comprend les bœufs ; le muet qui comprend les chariots. »

Plutarque :

« les coups ou les mauvais traitements… ne sont bons que pour les esclaves et non les hommes libres. »

Quintilien :

« Quant à frapper les élèves, c'est une pratique… honteuse et faite pour les esclaves, et ce qu'on accordera s'il s'agissait d'un autre âge,- vraiment injurieuse. »

Si plus tard — pour autant que les colons en tiennent compte —, le Code noir de 1685 appliqué dans les colonies françaises impose une évangélisation catholique des esclaves, il ne leur accorde aucune personnalité politique et juridique et n'oublie pas de réglementer les peines corporelles à leur infliger allant du fouet, au marquage au fer rouge, à la mutilation (oreilles, nez, mains, jambes…) et jusqu'à la peine de mort.
« Selon Victor Schoelcher, un esclave était soldé au bout de trois années de travail. Après cela, il pouvait mourir de besoin ou sous les coups ».

## Valeur économique

### Commerce des esclaves

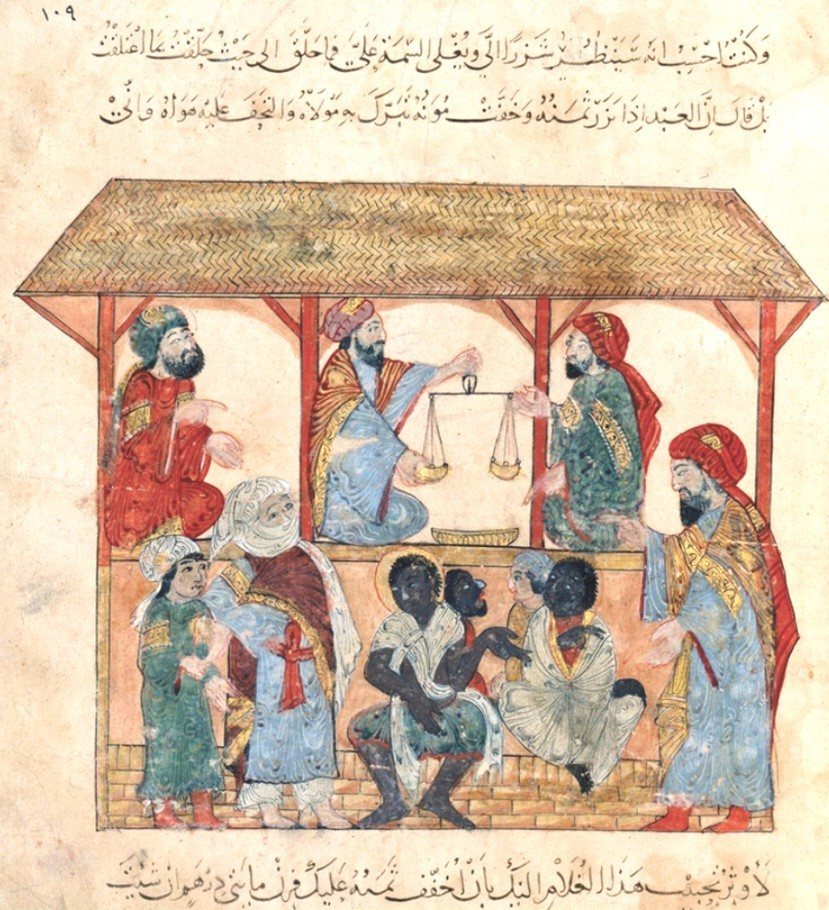
Marché aux esclaves à Zabid (Yémen) où Abu Zayd vend son fils à al-Harith, manuscrit de l'école de Bagdad, 1237.
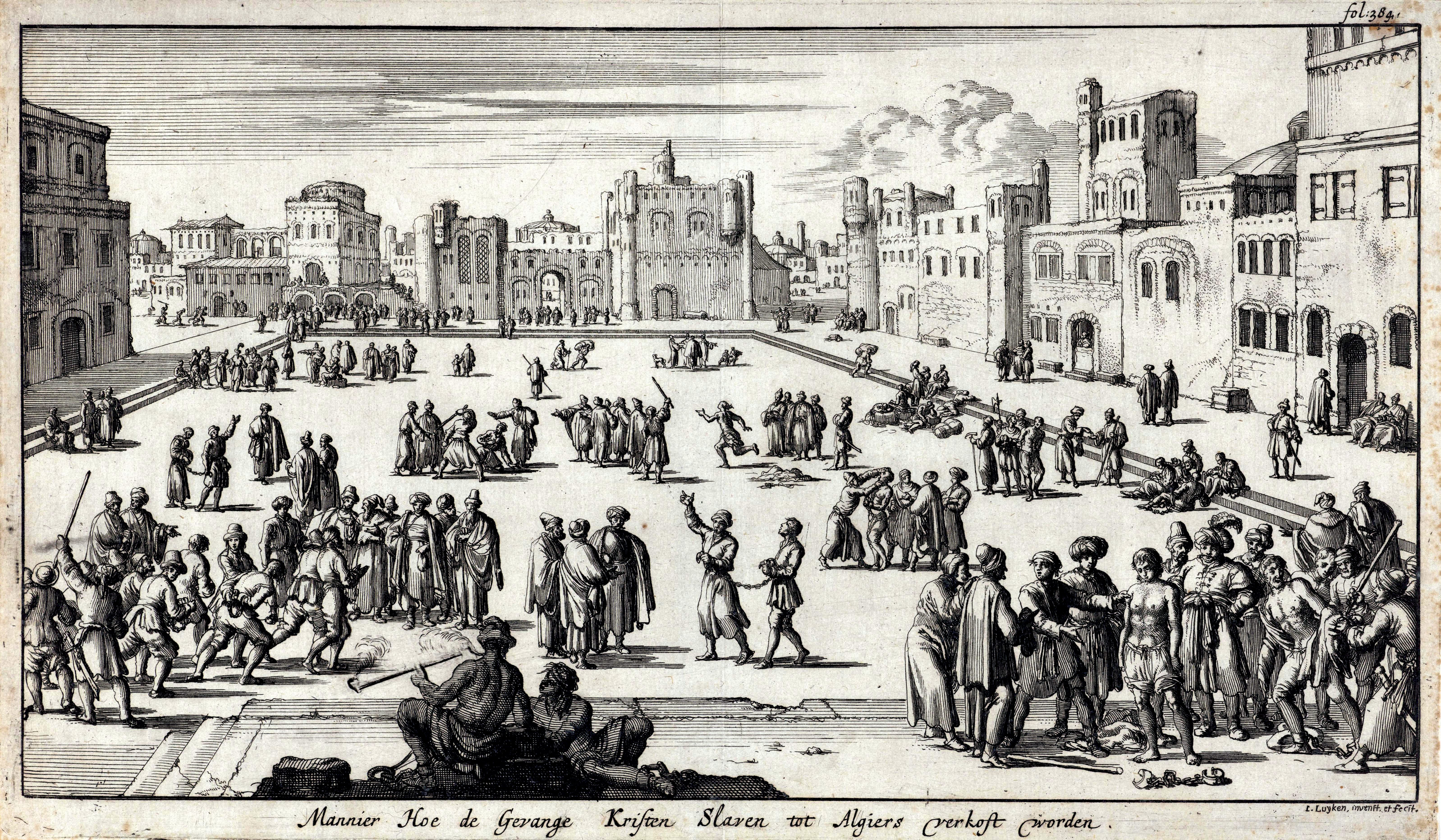
Manière dont les prisonniers chrétiens sont vendus comme esclaves au marché d'Alger. Gravure de 1684.
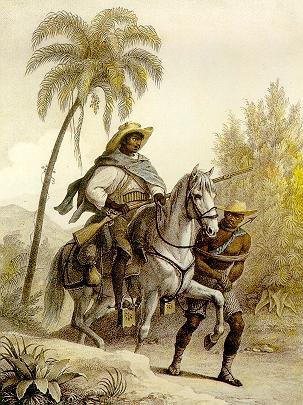
Chasseur d'esclaves et son captif, Brésil, 1823, Johann Moritz Rugendas.
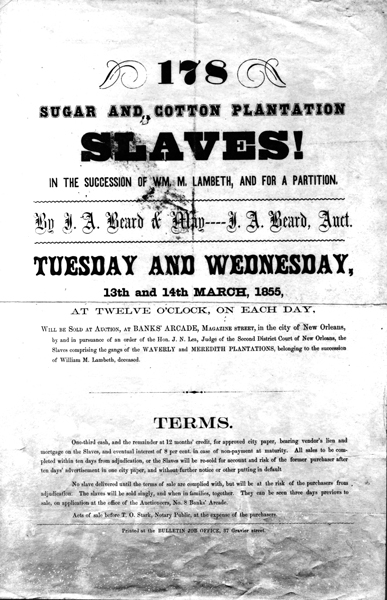
Vente de 178 esclaves de plantations agricoles, de la succession de M. Lambech, Nouvelle-Orléans (États-Unis), 1855.
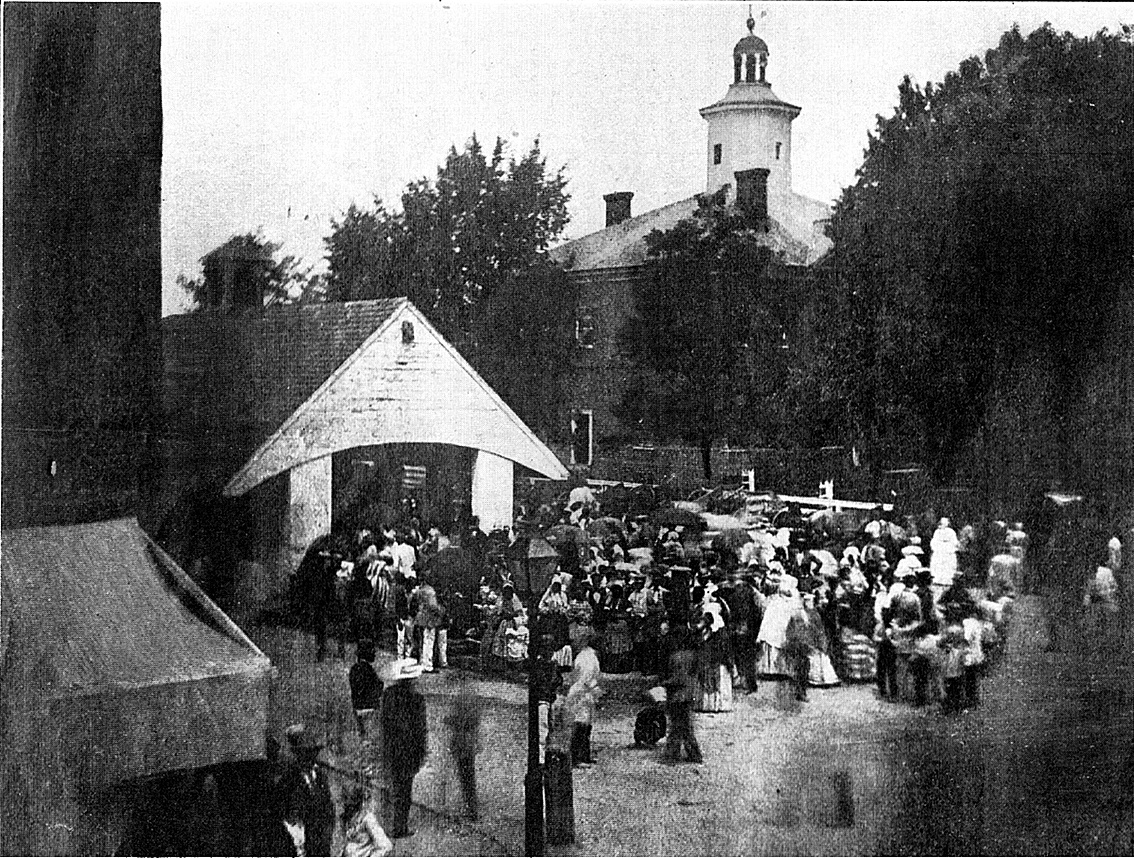
Marché hebdomadaire dont celui aux esclaves, Easton, Maryland (États-Unis), XIXe.
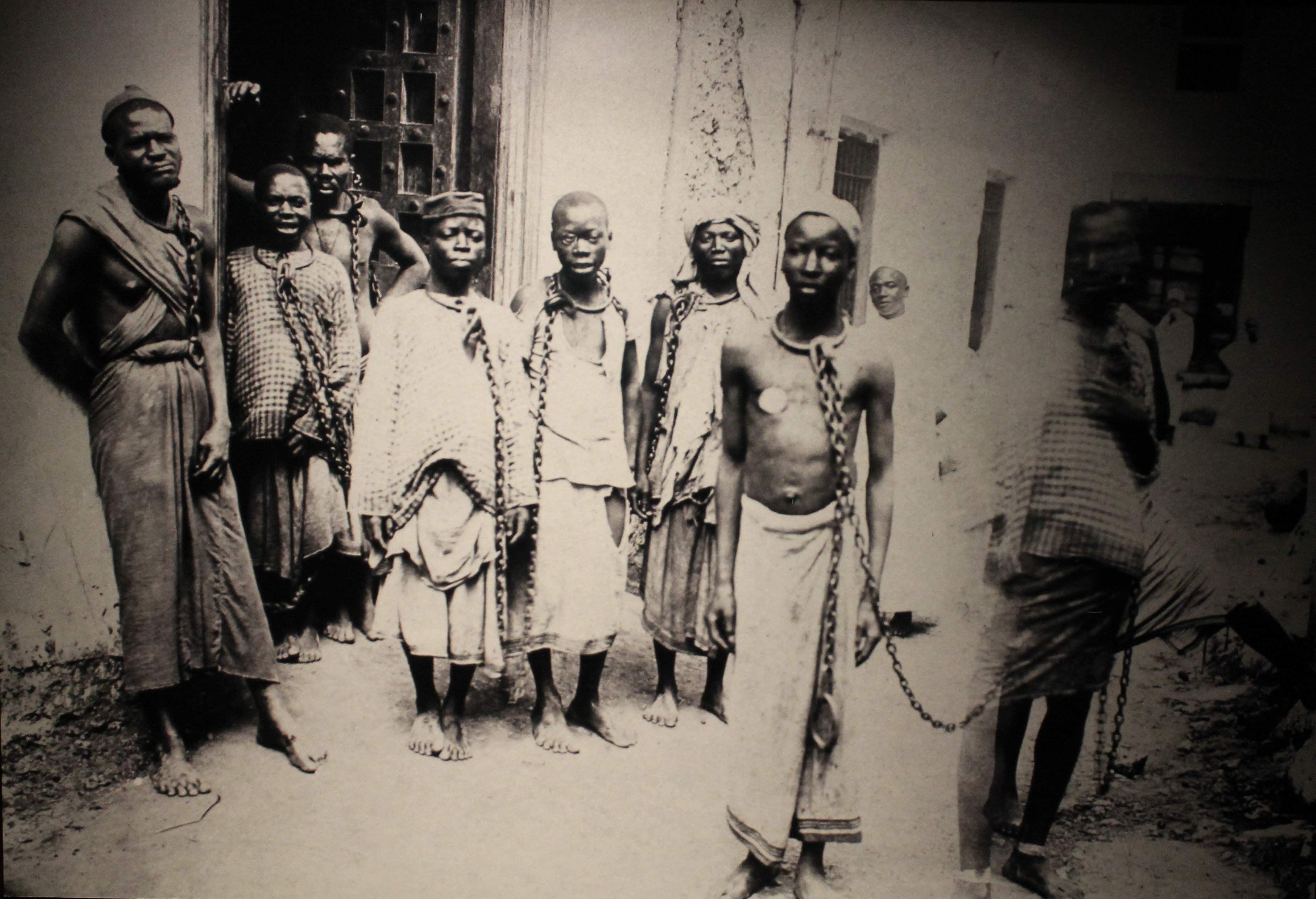
Marché aux esclaves de Zanzibar (Tanzanie) au XIXe siècle.
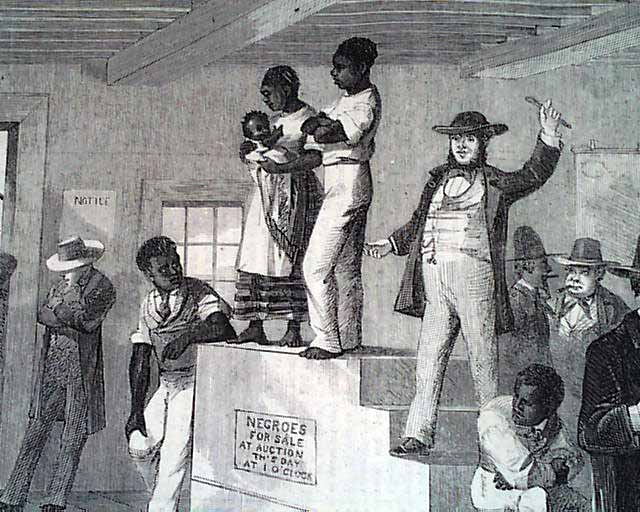
Vente d'esclaves dits agricoles en Virginie (États-Unis), 1861.
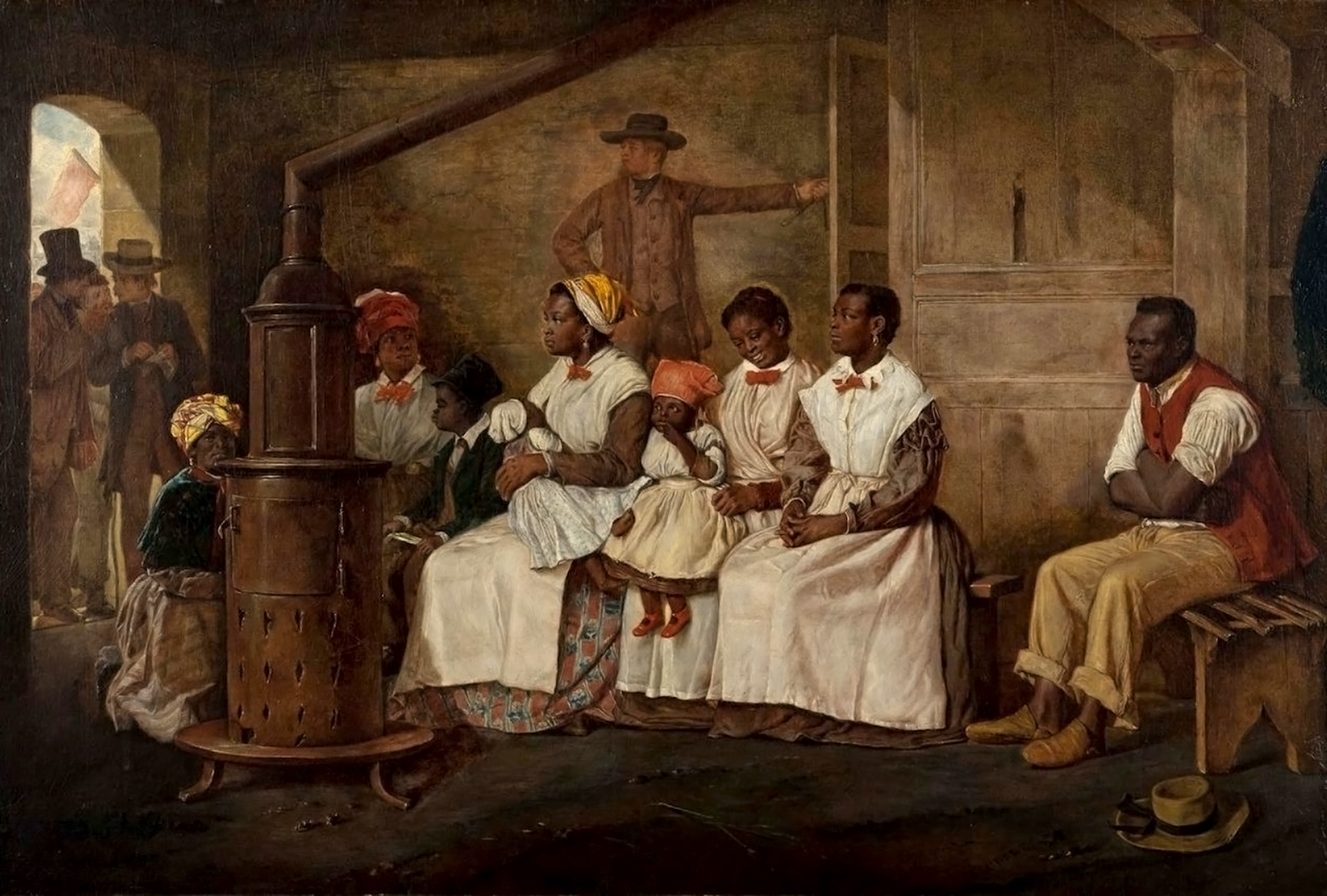
Esclaves en attente de vente, Eyre Crowe, Richmond, 1861
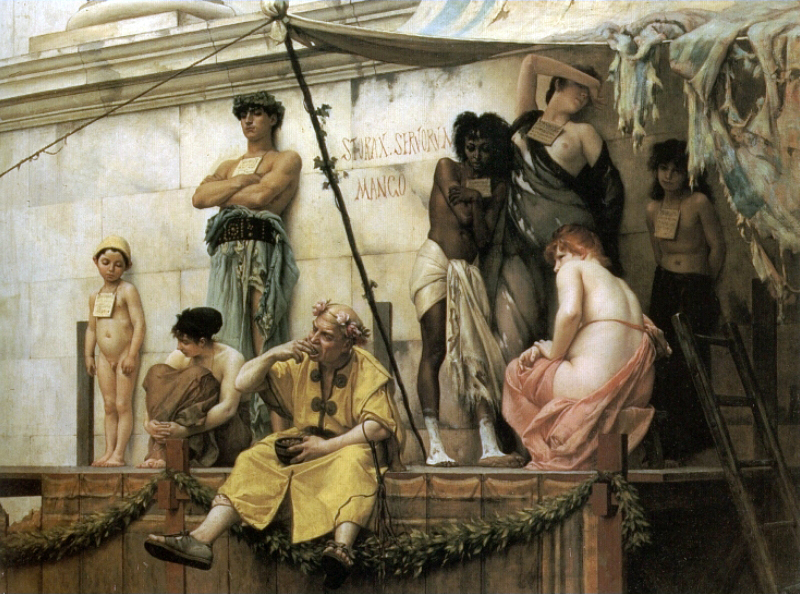
Le marché aux esclaves de Gustave Boulanger, v. 1882.

Les réseaux commerciaux ont évolué en fonction de la demande en esclaves qui s'est longtemps confondue avec les grands centres économiques et politiques. Dans l'Antiquité, les réseaux commerciaux sont tournés vers la Grèce, Carthage puis l'Empire romain. Si un trafic est attesté dès la période archaïque, c'est l'augmentation de la demande au VIe siècle av. J.-C. qui entraîne semble-t-il le développement d'un circuit commercial de grande ampleur.
Le coût d'un esclave sous Rome était de 10 mois de salaire (80 sesterces par mois) pour un ouvrier moyen, soit 800 sesterces, pour acquérir un esclave. Les « mauvais sujets » sont meilleur marché. Certains esclaves de qualité ou ayant développé des compétences particulières peuvent coûter bien plus cher et l'agronome romain Columelle dit préférer acheter un esclave habile et intelligent à 8 000 sesterces qui représentent une somme réellement élevée.
Des marchés, alimentés par des trafiquants spécialisés, fournissaient une main-d'œuvre barbare directement dans les places grecques (Corinthe, Chypre, Délos, Athènes…). À Rome, un marché se tenait au cœur de la ville, sur le Forum, près du temple des Dioscures.
Au cours du Moyen Âge, la traite s'oriente vers l'Afrique du Nord, la Mésopotamie et l'Europe méditerranéenne (Italie, Catalogne, Crète, Chypre, Majorque…). Les principales routes commerciales trouvent leurs sources en Afrique subsaharienne et les régions européennes non christianisées (traite des Slaves païens et chrétiens depuis les Balkans). À titre d'exemple, en 1259, Bernat de Berga, évêque d'Elne, en Roussillon, lègue dans son testament huit esclaves, dont deux chrétiens et six païens.
Après l'exploration des côtes africaines au XVe siècle, le Portugal entame une traite tournée vers les îles Atlantiques et la péninsule Ibérique. À l'époque moderne, ce commerce européen des esclaves évolue vers une forme transatlantique connue sous le nom de commerce triangulaire, qui perdure du XVIe siècle au XIXe siècle. Les estimations du nombre de déportés varient, selon les auteurs, de 11 millions (pour Olivier Pétré-Grenouilleau) à 50 millions (pour Victor Bissengué). En Amérique, le Brésil est l'état ayant reçu le plus d'esclaves africains (entre 3,5 et 4 millions de personnes déportées).
Les coûts élevés de l'importation de nouveaux esclaves aux États-Unis puis son interdiction débouchèrent sur le développement accéléré du commerce de la location d'esclave.

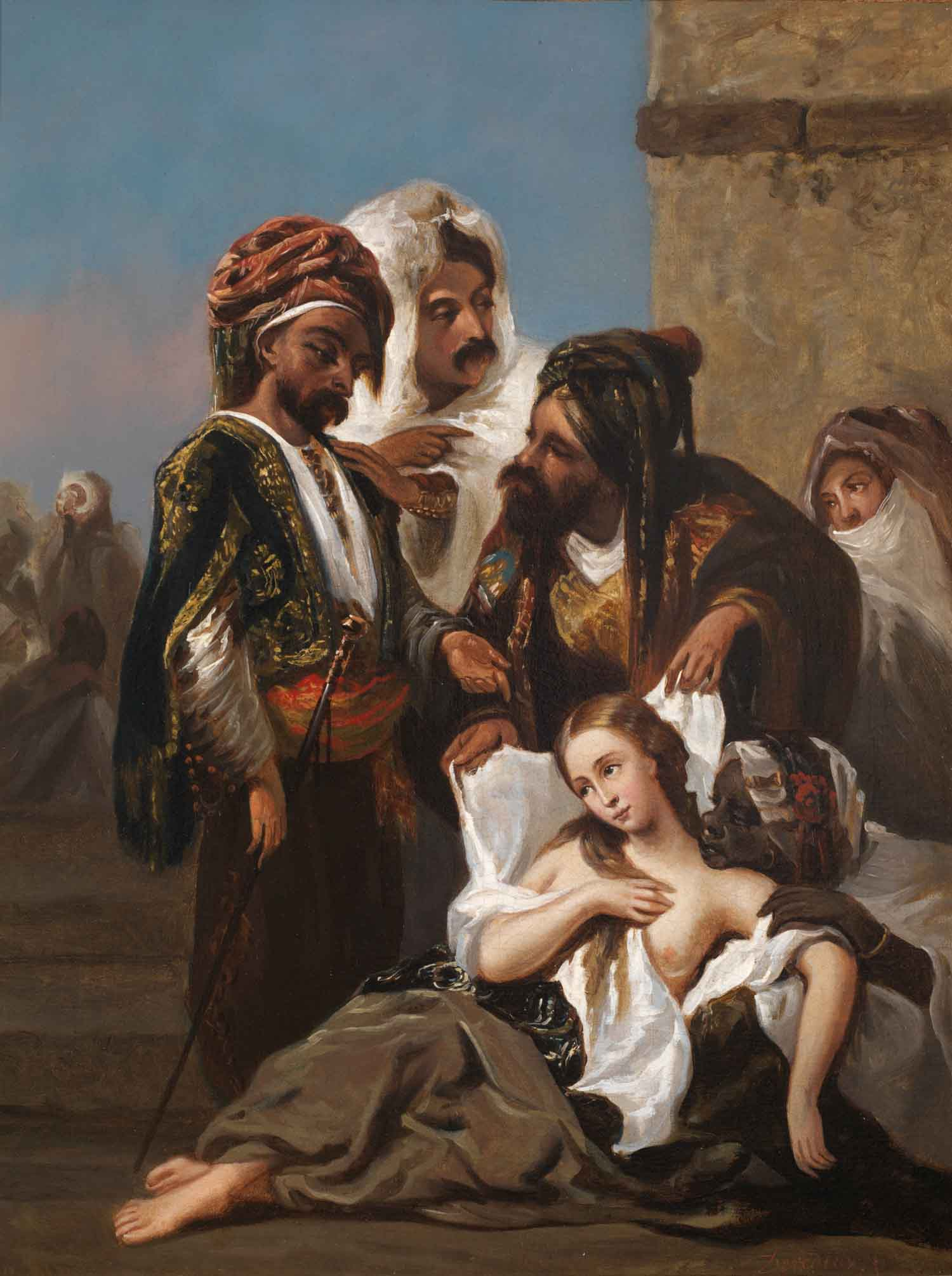
Présentation de l'esclave blanche, L. Devedeux, avant 1874.

Le commerce arabe des esclaves est resté actif de l'Antiquité à l'époque moderne. Ses zones d'approvisionnement traditionnelles sont l'Afrique noire (traite subsaharienne), les régions de la mer Noire ou la côte orientale de l'Afrique (Zanzibar). Les ramifications de ce trafic semblent rayonner, bien que sans doute dans des proportions réduites, jusqu'en Extrême-Orient : on retrouve ainsi au XIIIe siècle des traces d'esclaves noirs sur la route de la soie.
Cependant la traite arabe ne se limite pas à la traite des Noirs. Tout au long du Moyen Âge, de l’époque moderne et jusqu'au XIXe siècle, la région d'Alger en particulier fournit les marchés nord-africains et proches-orientaux (turcs notamment), en esclaves provenant d'Europe méditerranéenne mais parfois aussi de contrées aussi lointaines que l'Islande. Ainsi durant la régence d'Alger (époque précédant la conquête de l'Algérie par la France), les prisonniers chrétiens sont vendus comme esclaves au marché d'Alger.
Pour ce qui est de la traite organisée par les Africains eux-mêmes, dite « traite intra-africaine », les traces écrites quasi inexistantes jusqu'au XIXe siècle rendent difficile une évaluation quantitative crédible.
Les formes actuelles de l'esclavage répondent aux mêmes caractéristiques, notamment les réseaux de proxénétisme, tournés vers les lieux de consommation.

### Économie classique et critique de l'esclavage
La question de la rentabilité de l’esclavage émerge au XVIIIe siècle avec la pensée économique préclassique et classique. Arguant de la supériorité du travail libre, les physiocrates et Adam Smith ont à cette époque contesté la valeur économique de l'esclavage. On trouve aussi trace de cette argumentation chez certains penseurs des Lumières et, plus tard, au sein des anti-esclavagistes. Le physiocrate Dupont de Nemours résume l’ensemble des arguments avancés à l’appui de cette thèse quand il déclare que « l'arithmétique politique commence à prouver […] que des ouvriers libres ne coûteraient pas plus, seraient plus heureux, n'exposeraient point aux mêmes dangers et feraient le double de l’ouvrage ». Suivant ce point de vue, la productivité est induite par l'intérêt du travailleur libre pour son travail, et par l'absence de coût d'achat et de surveillance. Pour reprendre le raisonnement de Smith, le salaire remplace avantageusement les frais d'entretien et d'achat qui incombent aux propriétaires.

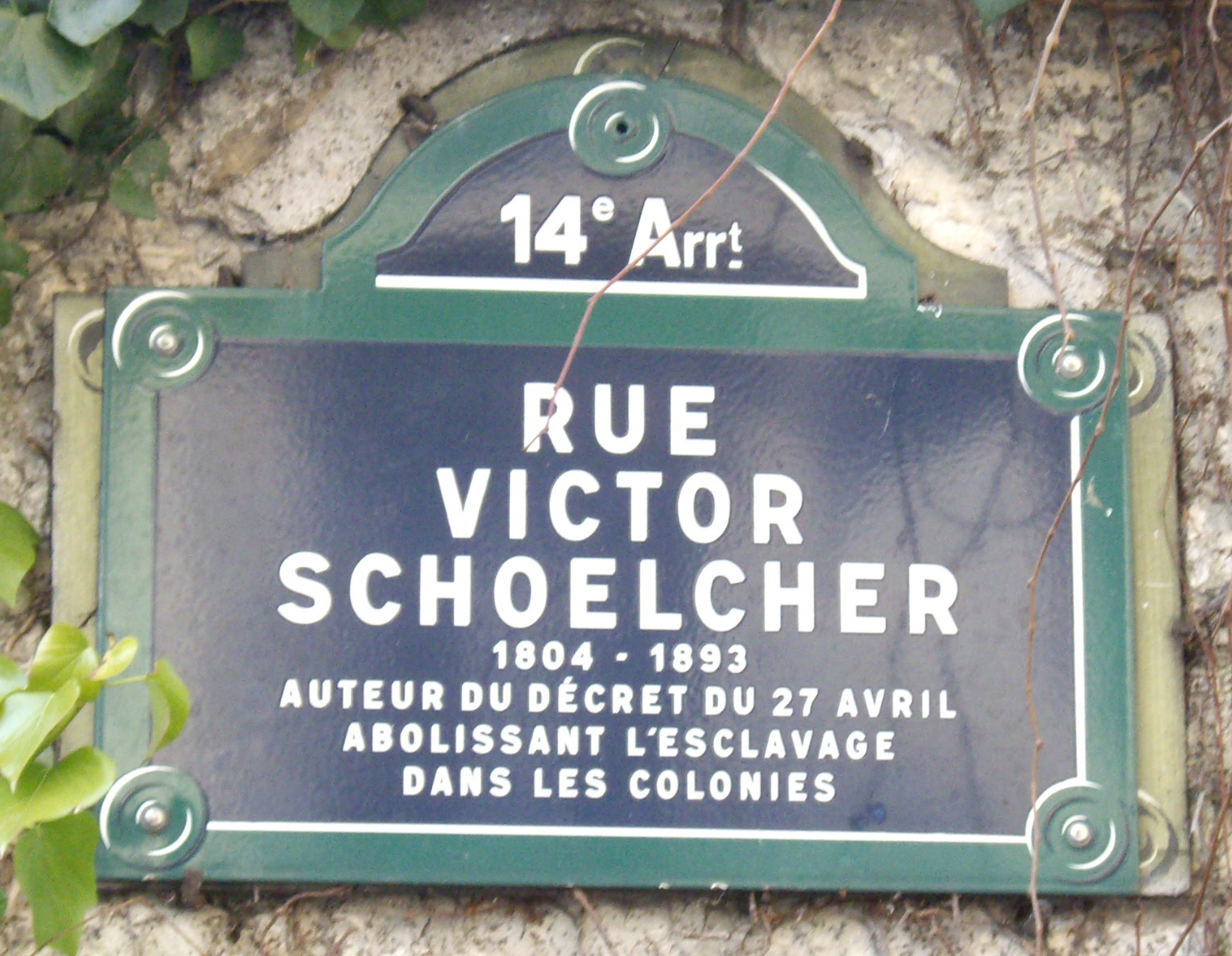
La rue Victor-Schoelcher à Paris, dans le XIVe arrondissement.

Un des arguments les plus couramment avancés pointe ainsi le coût de surveillance et d'entretien des esclaves : les abolitionnistes, tels Victor Schœlcher, font état de l'insécurité qui règne dans les colonies esclavagistes et de la charge financière qui en résulte pour les États métropolitains sous forme d'envoi et d'entretien de troupes nombreuses, ainsi que d'indemnités à verser aux propriétaires dont les biens sont détruits à l'occasion de révoltes d'esclaves.
S'ajoutent aussi des arguments que l'on qualifierait aujourd'hui de macroéconomiques. Pour les physiocrates français, le développement d'un marché intérieur est indissociable du développement du travail salarié. C'est ce qui pousse les plus audacieux d’entre eux à réclamer la suppression des avantages des planteurs coloniaux qui pénalisent les cultivateurs métropolitains de betterave sur le marché du sucre.
Enfin, l'esclavage a été dénoncé comme un frein à l'innovation technique, le dynamisme industrieux des États du Nord des États-Unis étant pointé face à l’apparente stagnation de l'industrie des États du Sud.
Pour une grande part, l'affirmation de la supériorité économique du travail libre sur l'esclavage est restée sans fondement empirique. Adam Smith s'appuie pour la justifier sur « l'expérience de tous les temps et de tous les pays », sans toutefois qu'aucune comparaison autre que spéculative ne vienne étayer son raisonnement.

### Approches contemporaines de la rentabilité de l'esclavage
Dans les années 1860, le développement de la cliométrie a relancé aux États-Unis le débat sur la rentabilité de l'esclavage. L'irrationalité du système esclavagiste, à bout de souffle face au développement du capitalisme du nord du pays, était alors communément admise. Outre le faible développement industriel du Sud, l'un des indices de cette crise constituait pour les défenseurs de cette thèse l'augmentation du prix des esclaves, interprétée comme une hausse du prix du travail.
L'approche cliométrique a renouvelé, non sans polémiques, les conclusions traditionnellement retenues à ce sujet. La question de la rentabilité de l'esclavage aux États-Unis ne fait aujourd'hui aucun doute, et seul son taux est encore discuté. Le taux de profit des planteurs serait, pour Meyer de 5 à 8 %, avec des pics de 10 à 13 % en Caroline du Sud ou en Alabama. Robert Fogel et Stanley Engerman l'estiment pour leur part à « 10 % du prix de marché des esclaves », soit un niveau comparable à celui des investissements des industriels du Nord des États-Unis. Les études américaines insistent notamment sur le fait que l'esclave est non seulement une force de travail mais aussi un investissement : pour Conrad et Meyer, l'augmentation du prix des esclaves était au contraire un indice de la croissance du marché. Fogel a par ailleurs souligné que le Sud avait développé une industrie « domaniale », dynamique bien que dépendante des productions agricoles, à travers la transformation des matières premières (sucreries, égreneuse de coton, décortiqueuse de riz, scierie, etc.).
S'agissant des plantations françaises des Antilles à l’apogée du prix du sucre, Paul Butel estime que le taux de profit des planteurs oscille entre 15 et 20 %.
Thomas Piketty considère notamment que lors du premier âge colonial, le prix des esclaves était l'équivalent d'environ 20 ans de salaire, à cela il faudrait rajouter les coûts tels que la nourriture et les vêtements.
En 1944, l'historien Eric Williams (qui devint Premier ministre de Trinité-et-Tobago) publie l'ouvrage classique, Capitalisme et esclavage, dans lequel il approche la question essentiellement à partir de l'angle économique. Selon lui, la traite négrière et le modèle d'économie de plantation des Caraïbes aurait permis l'accumulation primitive nécessaire à l'industrialisation de l'Angleterre. Au bout d'un moment, l'esclavage serait devenu non-rationnel d'un point de vue économique et capitaliste ; cette raison structurelle expliquerait, selon lui, l'abrogation de l'esclavage, davantage que la volonté idéaliste et humanitaire des penseurs des Lumières. Le livre mettait ainsi en pièces l'historiographie traditionnelle (Reginald Coupland (en) ou G. M. Trevelyan) qui célébrait les héros idéalistes de l'abolition, affirmant qu'il s'agissait avant tout d'une question économique. Quoique discutée, la thèse eut une influence importante. En 1940, Coupland pouvait ainsi soutenir, dans la Cambridge History of the British Empire (en), que l'abolition britannique de l'esclavage s'était faite à l'encontre des intérêts économiques, grâce à l'influence des penseurs humanistes ; en 1965, John D. Hargreaves (en), dans la New Cambridge Modern History (en), devait au contraire affirmer que les abolitionnistes marchaient de pair avec les intérêts économiques abolitionnistes. Par la suite, toutefois, l'historiographie a revu nettement à la baisse l'importance économique de l'esclavage antillais en ce qui regarde l'accumulation primitive anglaise, bien que la réfutation du récit idéaliste demeure largement partagée.

## Sortie de l'esclavage

### Révolte
À Rome, les esclaves se sont révoltés plusieurs fois, notamment ceux qui ont suivi Spartacus, un ancien gladiateur qui fut tué avec ses compagnons lors de la troisième guerre servile (entre 73 et 71 av. J.-C.). Seuls les esclaves malades ou infirmes furent libérés, ou abandonnés par leurs maîtres.

### Marronnage

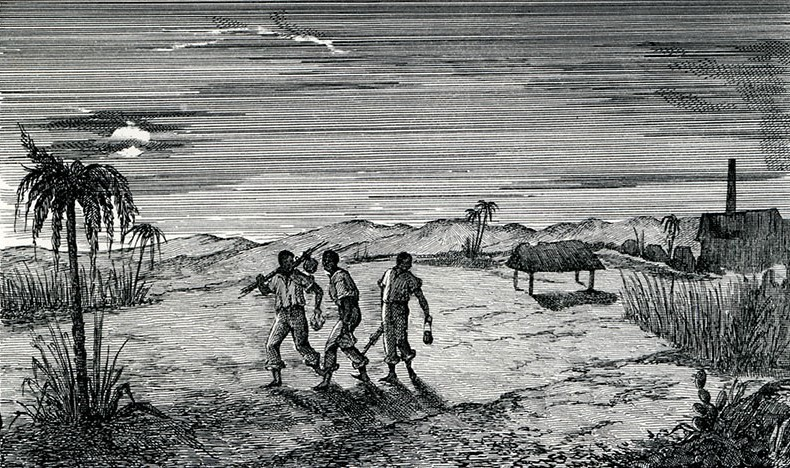
Esclaves marrons à La Réunion, illustration dessinée par Fauchery pour le livre Les Marrons de Louis Timagène Houat.

Le marronnage était le nom donné à la fuite d'un esclave hors de la propriété de son maître en Amérique, aux Antilles ou dans les Mascareignes à l'époque coloniale, et des esclaves ont fugué ou fui tout au long de l'histoire. Le fuyard lui-même était appelé « marron » ou « nègre Marron », « negmarron » voire « cimarron » (d'après le terme espagnol d'origine).

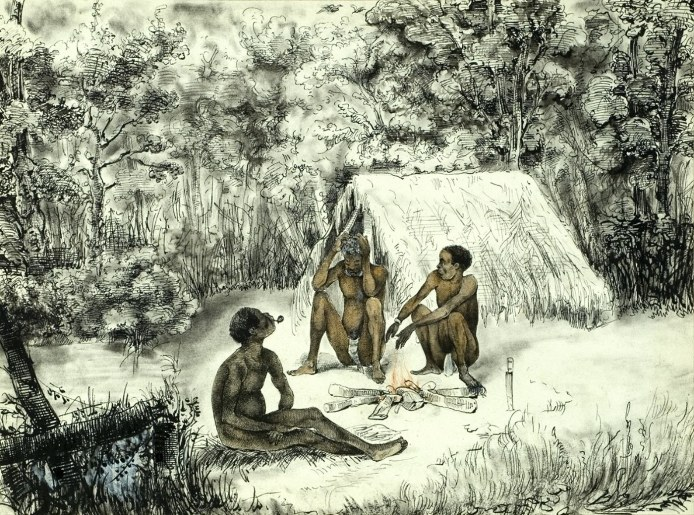
Esclaves marrons près de leur habitation au Suriname.

Aux Antilles, si l'esclave marron recherché était intercepté, une récompense est remise au preneur par le propriétaire et la loi du 3 octobre 1671 permet qu'on coupe les jarrets du fuyard ; celle du 12 juin 1704 rappelle qu'on lui coupe les oreilles et qu'on le marque au fer de la fleur de lys, et la condamnation à mort a lieu « a la troisieme foiz qu'ils ont esté marons ». Dans leurs tentatives d'évasion (ou de sédition), certains esclaves noirs ont pu bénéficier de la complicité de Blancs, comme l'indique un arrêt du Conseil supérieur de l'île Martinique aux Antilles du 26 juillet 1710 visant à les juger.
Au Panama, Bayano un esclave Africain des Espagnols a dirigé la plus grande des rébellions du XVIe siècle.

### Affranchissement
À Rome, l’affranchissement peut se dérouler de plusieurs façons différentes :
- la première est par testament du maître (= testamento), c’est le cas le plus fréquent ;
- la seconde est le cens, dénombrement de la population tous les cinq ans : le maître inscrit l’esclave sur la liste, ce qui en fait un affranchi ;
- la troisième est par décision judiciaire : le maître ou un magistrat touche l’esclave de sa baguette (= vindicta) et prononce les mots suivants : « je dis que cet homme est libre. »
- la cinquième est la procréation : la femme esclave est affranchie à la naissance du troisième enfant mâle, esclave de naissance (uernae), qu'elle met au monde[30] ;
- enfin, la dernière possibilité est le rachat de sa liberté avec un pécule (= peculium, i n.).

Malgré cet affranchissement, l'esclave n'a pas tous les droits d'un citoyen romain, seul son fils en bénéficiera.

### Abolitions
En droit positif, la prohibition de l'esclavage humain est contenue dans les articles 4 de la convention européenne des droits de l'homme et de la Déclaration universelle des droits de l'homme, l'article 8 du pacte international relatif aux droits civils et politiques de l'ONU, dans la convention de Genève de 1926, de New York de 1956, de l'OIT de 1930 et 1936.

#### Pays à majorité islamique
L'esclavage n'étant pas prohibé par l’islam, les pays musulmans hésitèrent et tardèrent encore plus que les Européens à l'abolir : Albert Londres, dans Pêcheurs de perles, signale du trafic régulier d'esclaves en Arabie en 1925.

##### Pakistan
Le Pakistan a été le dernier pays à abolir l'esclavage, en 1992, ce qui est très tardif au regard des normes internationales. Sa législation reste incomplète et ne s'est pas accompagnée de moyens de contrôle de sa mise en œuvre.

##### Arabie saoudite
L’Arabie saoudite a aboli l’esclavage en 1962, comme son voisin le Yémen. L'un de ses autres voisins, le sultanat d'Oman, l'a fait en 1970.

##### Maroc
À la fin du XIXe siècle, on vend à Marrakech près de 8 000 esclaves par an issus d'Afrique subsaharienne, le plus grand marché aux esclaves du Maroc,.
En 1920, le protectorat français limite ce marché et c’est en 1922 qu’il y abolit officiellement l’esclavage.
Au début du XXIe siècle, le Maroc fait partie des pays où il y a le plus d'esclaves au monde, notamment avec la traite des « petites bonnes ».

##### Tunisie

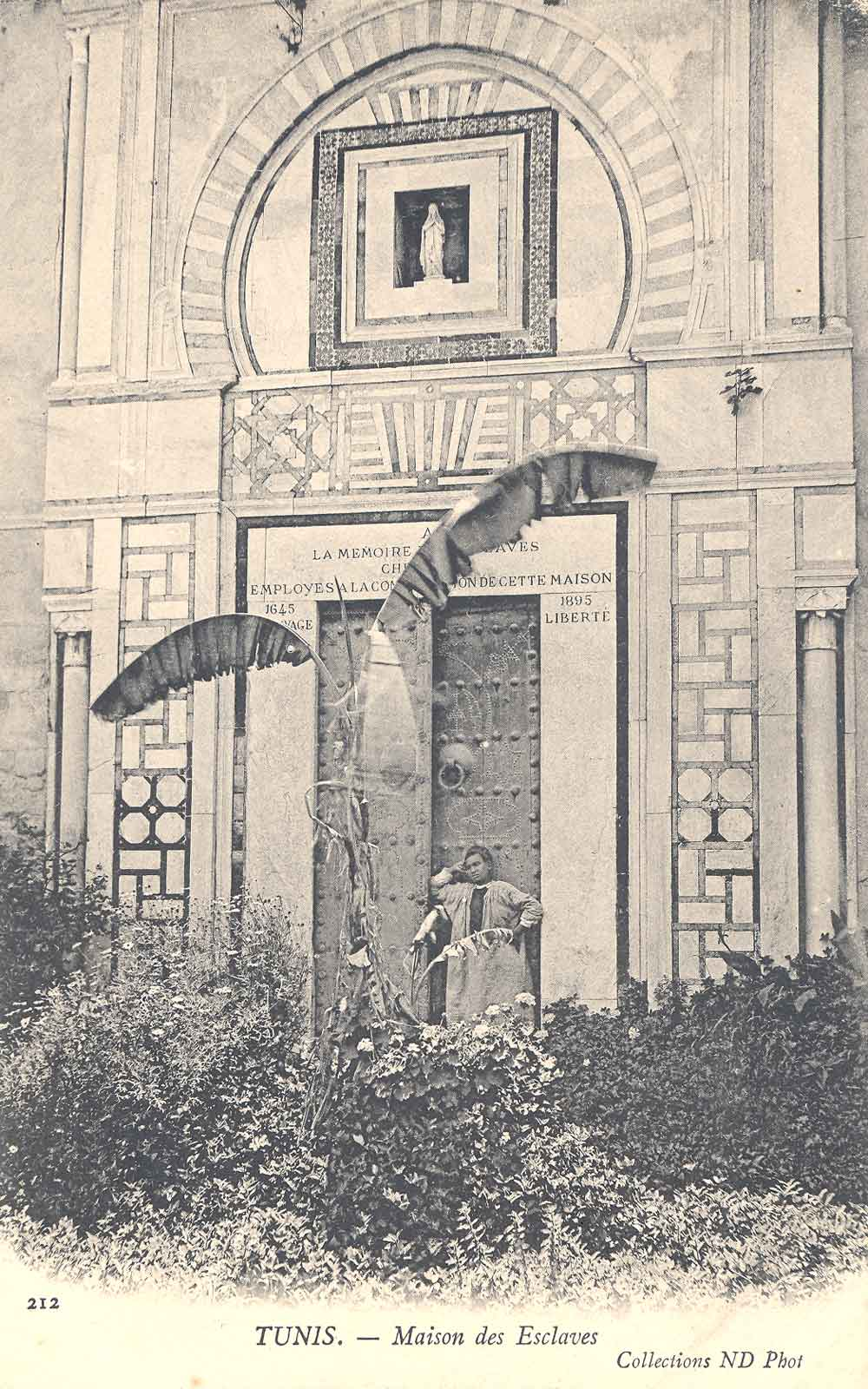
La maison des esclaves chrétiens à Tunis, coll. priv.

L’abolition de l'esclavage en Tunisie a commencé par la libération des esclaves blancs sous la pression des pays européens, au début du XIXe siècle. Elle s'est poursuivie par la fermeture du marché aux esclaves en 1842 par le Bey de Tunis. L'esclavage est officiellement aboli le 28 janvier 1846 par Ahmed Ier Bey, la Tunisie devenant ainsi le premier pays arabo-musulman abolitionniste. Néanmoins, du fait de la persistance de l’esclavage durant le beylicat, il faudra attendre le protectorat français pour imposer une véritable abolition de l'esclavage (sous peine de sanctions pécuniaires et pénales) par décret d'Ali III Bey, le 28 mai 1890 — décision parue le lendemain au Journal officiel.

##### Mauritanie
En Mauritanie, en dépit de son abolition officielle - très tardive au regard des normes internationales - en 1981, l'esclavage est une pratique qui persiste, concernant entre 10 et 20 % d'une population totale de 3,4 millions d'habitants,, soit 340 000 à 680 000 esclaves. Toutefois, le 8 août 2007, le Parlement du pays a adopté une loi criminalisant l'esclavage, désormais puni de dix ans d'emprisonnement.

#### Pays à majorité chrétienne

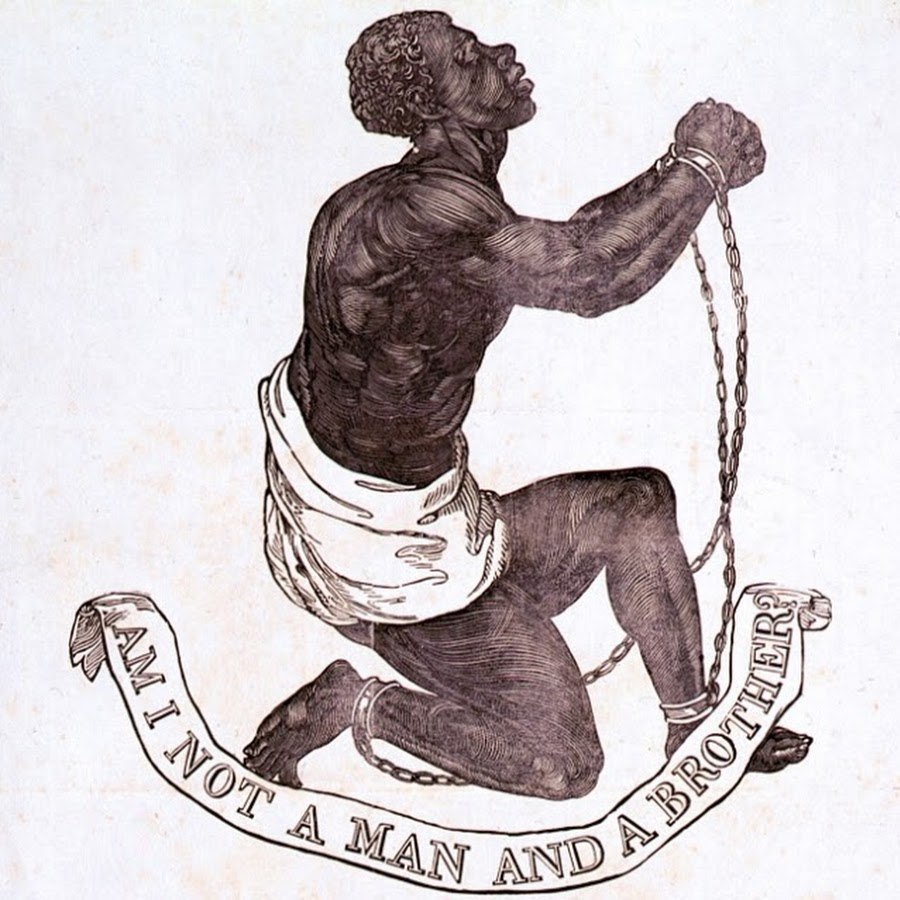
Médaillon abolitionniste britannique, 1795.

Lors du congrès de Vienne, le 8 février 1815, la traite négrière (c'est-à-dire le commerce des esclaves, l'achat et le transport d'êtres humains revendus comme esclaves dans l'empire colonial) est en théorie abolie en Angleterre, France, Autriche, Prusse, Portugal, Russie, Espagne, Suède, pays qui proclament que « la traite répugne aux principes généraux de la morale et de l'Humanité », mais pas l'esclavage.
L'esclavage est théoriquement légalement aboli dans les colonies anglaises en 1838, aux États-Unis, en 1865, dans toutes les colonies et possessions françaises d'Amérique en 1848. Le Portugal abolit l'esclavage en 1869.

##### Catholicisme

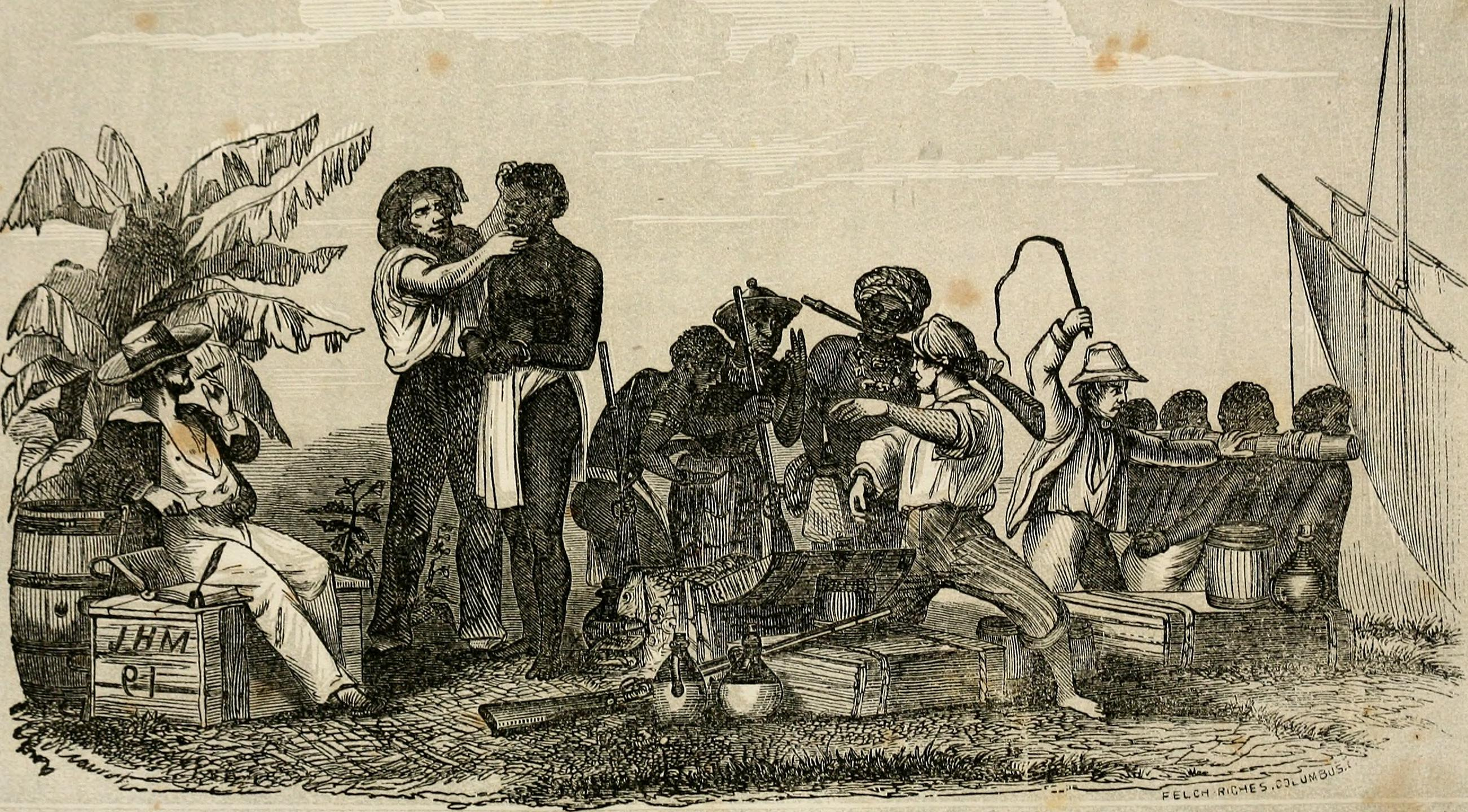
Traite des esclaves du temps de Marraba, roi des Mandingues, 1860

Au Moyen Âge, l'esclavage est interdit par l'Église catholique. Il disparaît ainsi d'Europe avant l'an mil,.
En 1435, le pape Eugène IV par la bulle papale Sicut dudum condamne l’esclavage des indigènes des Canaries. Cependant en 1454, la bulle du pape Nicolas V, Romanus pontifex, légitime de fait l’esclavage des Africains. En 1537, la bulle pontificale Sublimis Deus du pape Paul III, étend l’interdiction de l'esclavage aux Indiens d’Amérique et aux futurs peuples qui seraient découverts par les chrétiens. En 1839, Grégoire XVI condamne enfin explicitement l’esclavage des Africains (bulle In Supremo Apostolatus), aidant ainsi à l’abolition par les pays catholiques qui ne l’avaient pas encore fait.
Avec les Grandes découvertes, il reprend dans les colonies des pays d'Europe. Il concerne au début les peuples amérindiens, mais l'Église catholique l'interdit avec le Pastorale officium. Il est alors pratiqué sur des esclaves achetés en Afrique et transportés dans les colonies majoritairement catholiques comme celles de France et du Portugal. L'esclavage est aboli dans les colonies portugaises en 1773. En France, l'abbé Grégoire fonde en 1788 la Société des amis des Noirs opposée à l'esclavage.
En 2000, le pape Jean-Paul II reconnaît finalement tous les péchés commis par l’Église catholique, dont la pratique de l’esclavage par certains de ses membres dans l'Histoire, et en demande le pardon à Dieu.

##### Christianisme orthodoxe
Le commerce d'esclaves est par contre librement pratiqué en Russie orthodoxe (indépendamment du servage) jusqu'à la fin du XIXe siècle.

##### Protestantisme

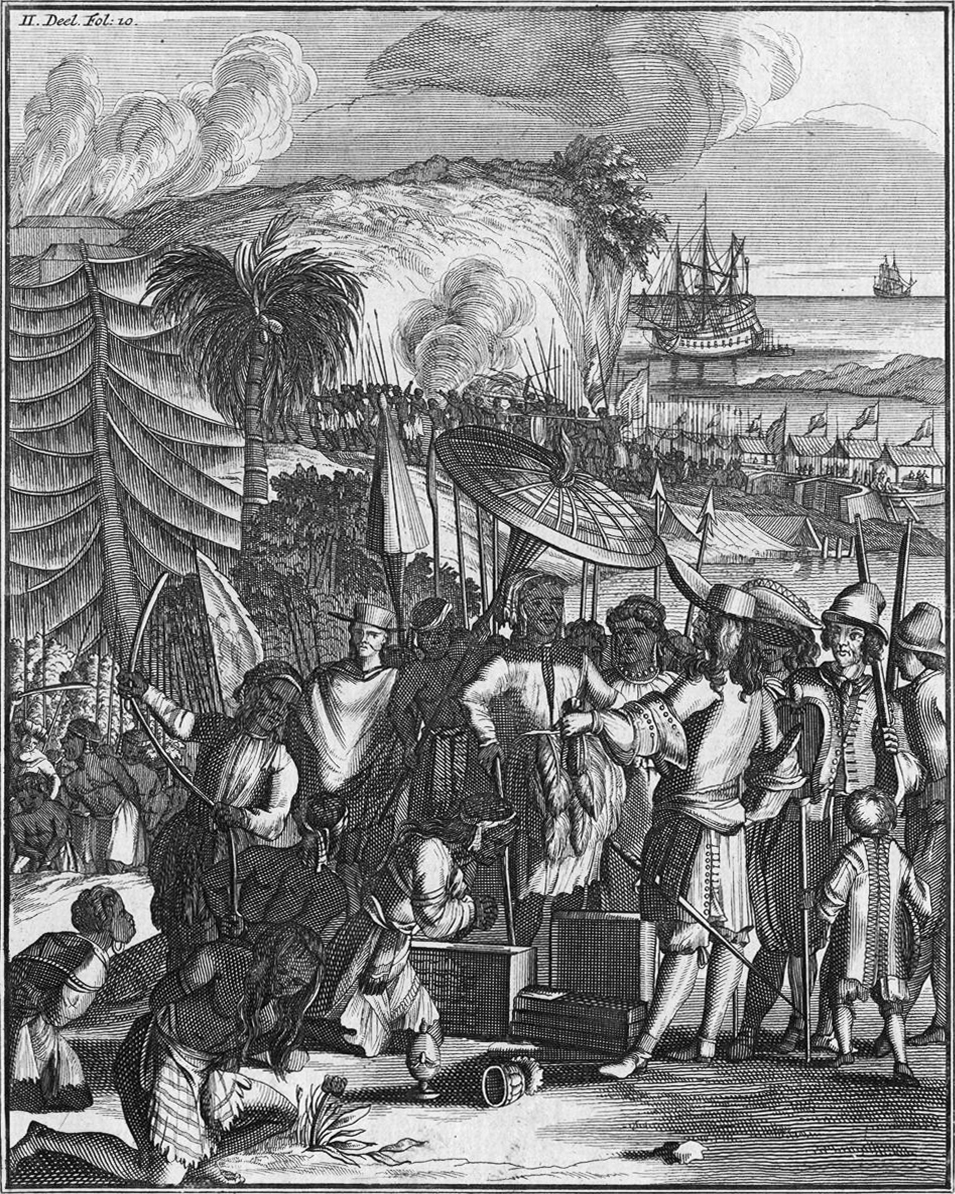
Les indigènes d'Arrakan vendent des esclaves à la Compagnie néerlandaise des Indes orientales à Pipely/Baliapal (en Orissa), 1663

L'esclavage sera traité de diverses façons dans les mouvements issus de la Réforme comme le luthéranisme, le calvinisme, l'anglicanisme, le méthodisme, l’épiscopalisme, le baptisme, allant de la prohibition ferme à la légitimation en passant par la tolérance.
En Pennsylvanie un luthérien Francis Daniel Pastorius sera l'un des premiers abolitionnistes qui lancera en 1688 le tout premier manifeste anti-esclavagiste à être publié au sein des colonies anglaises. Des calvinistes piétistes comme les Quakers lui emboîtent le pas et militent de façon organisée contre l'esclavage, à questionner le droit d'une personne à posséder une autre personne en tant qu'esclave. Sous l'impulsion des quakers Antoine Bénézet et John Wollman, les quakers créent la première société antiesclavagiste des États-Unis, la Pennsylvania Abolition Society, à Philadelphie le 14 avril 1775,. Richard Allen, un pasteur méthodiste, fonde en 1793 l'Église épiscopale méthodiste africaine, qui milite contre l'esclavage,,. En 1787, des Anglicans et des Quakers créent en Angleterre la Society for Effecting the Abolition of the Slave Trade (« Société pour l'abolition de la traite des esclaves »),.
Ainsi aux États-Unis, les tensions croissantes au sujet de l'esclavage entre abolitionnistes et partisans aboutissent à des scissions qui coupent les Églises en deux, sur un axe Nord-Sud, suivant les perceptions sociales dans les états. En 1844, un groupe d’églises en désaccord avec l’abolitionnisme de la Methodist Episcopal Church (devenue United Methodist Church) l’a quitté pour former la Methodist Episcopal Church, South (qui a fusionné avec la United Methodist Church en 1968). En 1845, un groupe d’églises en désaccord avec l’abolitionnisme de la Triennial Convention (devenue American Baptist Churches USA) l’a quitté pour former la Southern Baptist Convention. En 1995, la Southern Baptist Convention a adopté une résolution qui reconnaissait l’échec de leurs ancêtres à protéger les droits civiques des Afro-Américains.

##### Brésil
Le Brésil a été le dernier pays d'Amérique à abolir l'esclavage, en 1888, par la Loi d'or (Lei Áurea), sans compensation pour les propriétaires. Cette loi fut signée par la Princesse régente Isabelle, pendant l'absence à l'étranger de son père, l'Empereur Dom Pedro II.

##### Chili
L'esclavage est aboli au Chili en 1823.

##### France
En France, l'esclavage, déjà peu pratiqué à l'époque, est définitivement aboli en 1315 par le roi Louis X. Son ordonnance du 2 juillet 1315, « portant affranchissement des serfs du domaine du roi, moyennant finance », pose le principe que « selon le droit de nature, chacun doit naistre franc », et donc, « nous considerants que nostre royaume est dit, et nommé le royaume des francs, et voullants que la chose en vérité soit accordant au nom », dispose que par tout le royaume « telles servitudes soient ramenées à franchise », c'est-à-dire peuvent toujours être rachetées, contre juste dédommagement des ayants-droit.
Après les Grandes découvertes, l'esclavage d'africains débute dans les nouvelles colonies. Suivant l'exemple du Portugal, de l'Espagne, de l'Angleterre et des Pays-Bas, les colons français, importent des esclaves d’Afrique aux Petites Antilles, à partir de 1621.
En 1642, le roi Louis XIII autorise officiellement la traite des Noirs, et donc l'esclavage dans les Antilles françaises (mais pas en métropole). En 1685, son fils Louis XIV promulgue le « Code noir », améliorant le traitement des esclaves dans les Antilles françaises, mais développant en même temps le commerce triangulaire, qui sera considérable au siècle suivant. L'ordonnance est appliquée aux Antilles en 1687, puis étendue en Guyane en 1704, à la Réunion en 1723, et en Louisiane en 1724. Si le principe de l'absence d'esclaves en métropole est rappelé en 1696 par le Secrétaire d'État à la Marine Louis de Pontchartrain, son prédécesseur Jean-Baptiste Colbert de Seignelay avait laissé faire, voire encouragé la possession d'esclaves à la Cour. Les dissonances entre droit coutumier et Code noir obligent Jérôme de Pontchartrain, fils et successeur de Louis au secrétariat d'État à la Marine, à préciser que la condition servile s'applique à nouveau sur les Noirs passés par la métropole et rejoignant l'outre-mer.
Pendant la régence du duc d'Orléans, un édit paraît en octobre 1716, permettant aux colons d'amener leurs esclaves en métropole « pour leur faire apprendre quelque métier dont les colonies recevraient beaucoup d'utilité », à condition que les maîtres respectent les procédures d'enregistrement de l'amirauté. Malgré le refus du parlement de Paris d'adopter cet édit, ceux de Rennes, Rouen et Bordeaux, liés aux armateurs de Saint-Malo, de Nantes, du Havre ou de Bordeaux, l'avalisent. Toutefois, la légèreté de certains propriétaires omettant de faire les déclarations nécessaires, et le refus continu du parlement de Paris d'appliquer cet édit permet à certains esclaves de retrouver leur liberté. Le 15 décembre 1738, le roi Louis XV rappelle par une déclaration officielle le devoir des colons concernant les procédures d'enregistrement, et leur impose également un délai de trois ans d'apprentissage maximum, la confiscation des esclaves par la Couronne étant prévue en cas de dépassement de ce délai.
L’Assemblée nationale de 1790 avait réaffirmé par deux fois (décret du 8 mars et du 12 octobre 1790) la légalité de l’esclavage et ce n’est que confrontée à la révolte des esclaves des colonies (Saint-Domingue notamment) que la Convention décrète son abolition en 1794. Nombre de dirigeants girondins étaient opposés à l'esclavage mais leur base politique était en grande partie constituée de la bourgeoisie commerçante des ports de la côte ouest, vigoureusement opposée à une mesure mettant ses profits en péril. En conséquence, les Girondins n'étaient pas immédiatement disposés à mettre leurs idées en pratique. En revanche, les classes populaires qui soutenaient les Jacobins n'avaient aucun intérêt matériel à la poursuite de l'esclavage et pouvaient s'identifier aux souffrances des Noirs.[citation nécessaire]
Les mobiles pratiques de cette mesure n'excluent pas toute considération de principe, comme en témoigne l'emploi au cours du débat de l'expression de « crime de lèse-humanité ». Cependant le décret sera abrogé en 1802 par Napoléon Bonaparte qui rétablit l'esclavage « conformément aux lois et règlements antérieurs à 1789 » sous l'influence, notamment, du traité d'Amiens.
De retour de l'île d'Elbe en 1815, Napoléon décrète l'abolition officielle de la traite des Noirs, qui aligne la France sur la décision que vient de prendre le congrès de Vienne. Napoléon abolit la traite notamment pour se concilier la Grande-Bretagne, mais aussi par conviction. Comme l'indique l'historien Jean-Joël Brégeon, Napoléon n'était initialement pas favorable au rétablissement de l'esclavage. Il imaginait un nouveau statut transitoire adapté à chaque colonie. Néanmoins, l'état d'insurrection de Saint-Domingue imposait d'y remettre de l'ordre. Par ailleurs, tout un « parti créole » exigeait le retour des esclaves dans les plantations. L'historien Jean-François Niort explique : « Manipulé par le lobby esclavagiste, Bonaparte pense que la Guadeloupe est à feu et à sang – ce qui est faux – et que le rétablissement de l’ordre passe par le rétablissement de l’esclavage ».
L'abolition de la traite par Napoléon, est confirmée par le traité de Paris le 20 novembre 1815.
L'ordonnance du 8 janvier 1817 signée par Louis XVIII interdit la traite des esclaves dans les colonies françaises, cependant la traite continue de manière plus clandestine.
En 1848, Victor Schœlcher fait adopter le décret d'abolition de l'esclavage dans les colonies d'Amérique, qui avait perduré, malgré l'arrêt théorique de tout approvisionnement depuis l'interdiction de la traite. Le 5 mars, 250 000 esclaves des Colonies françaises d'Amérique sont émancipés.
Le décret du 25 avril 1848 a accordé aux Français résidant à l'étranger (dans des pays où l’esclavage n’était pas aboli, notamment Brésil, Cuba, Porto-Rico, Louisiane) possesseurs d'esclaves un délai pour se défaire de cette « possession ». Ce délai a été prorogé par une loi du 11 février 1851 et a expiré le 27 avril 1858. Cette loi a été prise car certains états esclavagistes soit ne permettaient pas un affranchissement en masse, soit exigeaient des maîtres qui voulaient émanciper leurs esclaves, de prendre en charge leur retour en Afrique.
L'esclavage pratiqué par les populations autochtones se poursuit néanmoins en Algérie et au Sénégal. Après 1880, la Troisième république colonise d'autres pays d'Afrique dont des pays musulmans qui pratiquent l'esclavage légalement. Cet esclavage sera parfois toléré par l'administration locale.

« Pour la seule Afrique occidentale française, on estime, vers 1900, à environ deux millions le nombre des esclaves sur près de huit millions d'habitants, soit le quart de la population. Ils sont 400 000 en Guinée sur un million d'habitants — c'est la proportion la plus forte — , 500 000 en Côte-d' Ivoire, 200 000 au Sénégal, etc… »

Il est théoriquement aboli dans les pays colonisés, comme le Sénégal en 1905, mais continuera à être pratiqué clandestinement par les autochtones jusqu'à leur indépendance. Il y est en général toujours pratiqué clandestinement, comme au Mali.
L'esclavage est légalement aboli dans les colonies par la France. Cependant, la France met en place le « travail forcé », pratique qui consistait à réquisitionner de force des travailleurs indigènes pour l’administration coloniale ou pour des entrepreneurs privés. Le travail permet un maigre salaire, quelques droits, ainsi que des conditions meilleures, mais reste une contrainte pour les indigènes, qui ne bénéficient pas des mêmes droits que les citoyens français, et se sentent exploités. Le travail forcé a été aboli en 1946 (loi Houphouët-Boigny du 11 avril 1946).

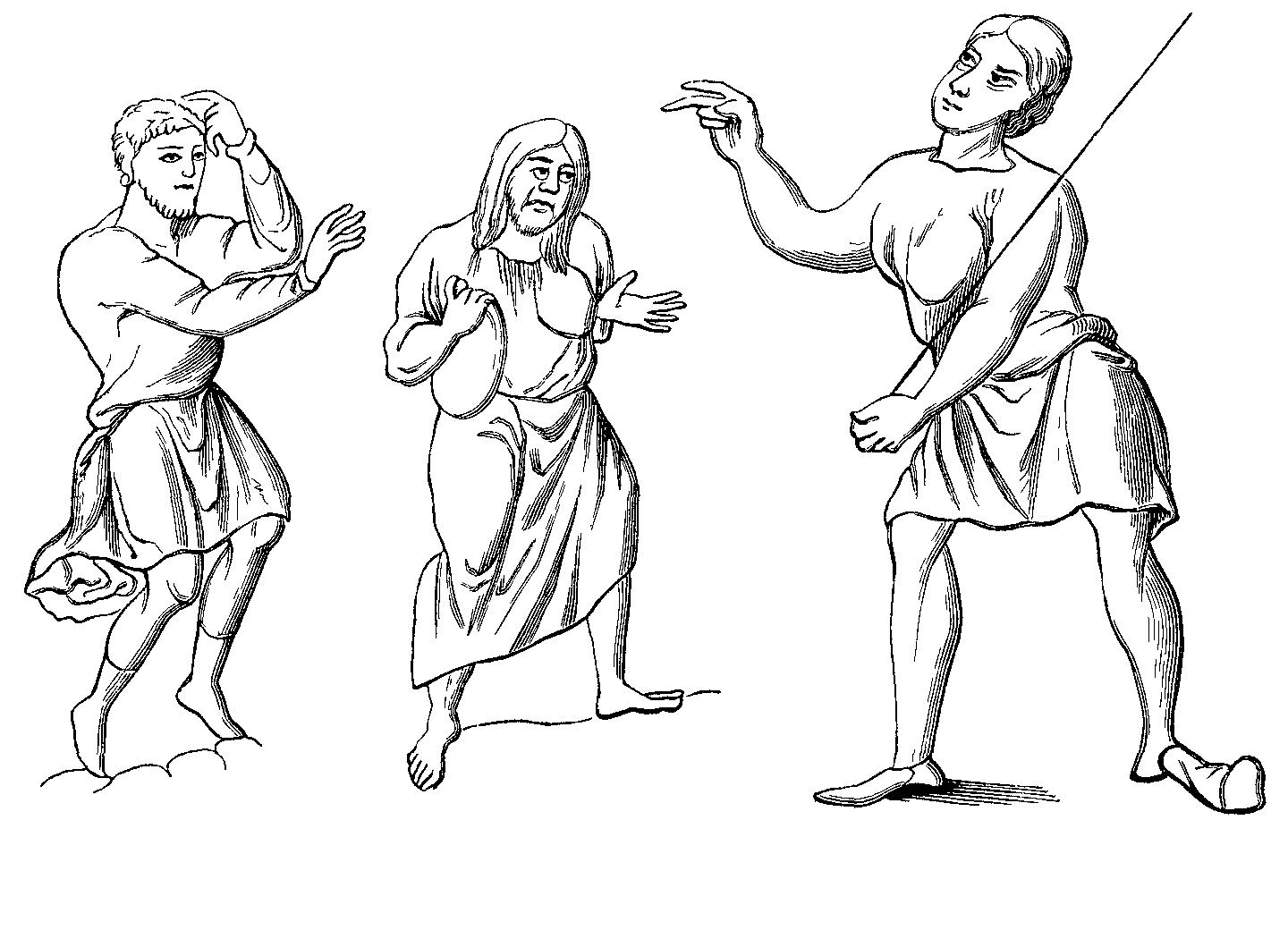
Costumes d'esclaves ou de serfs du VIe au XIIe siècle en Europe médiévale[141].
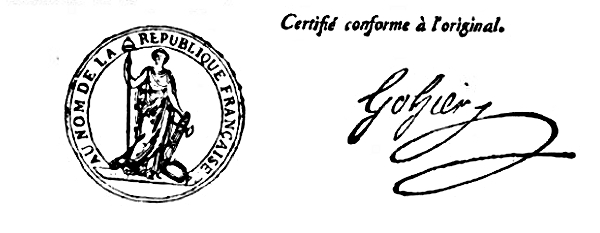
Certifié conforme du décret d'abolition du 16 pluviôse de l'an II (4 février 1794).
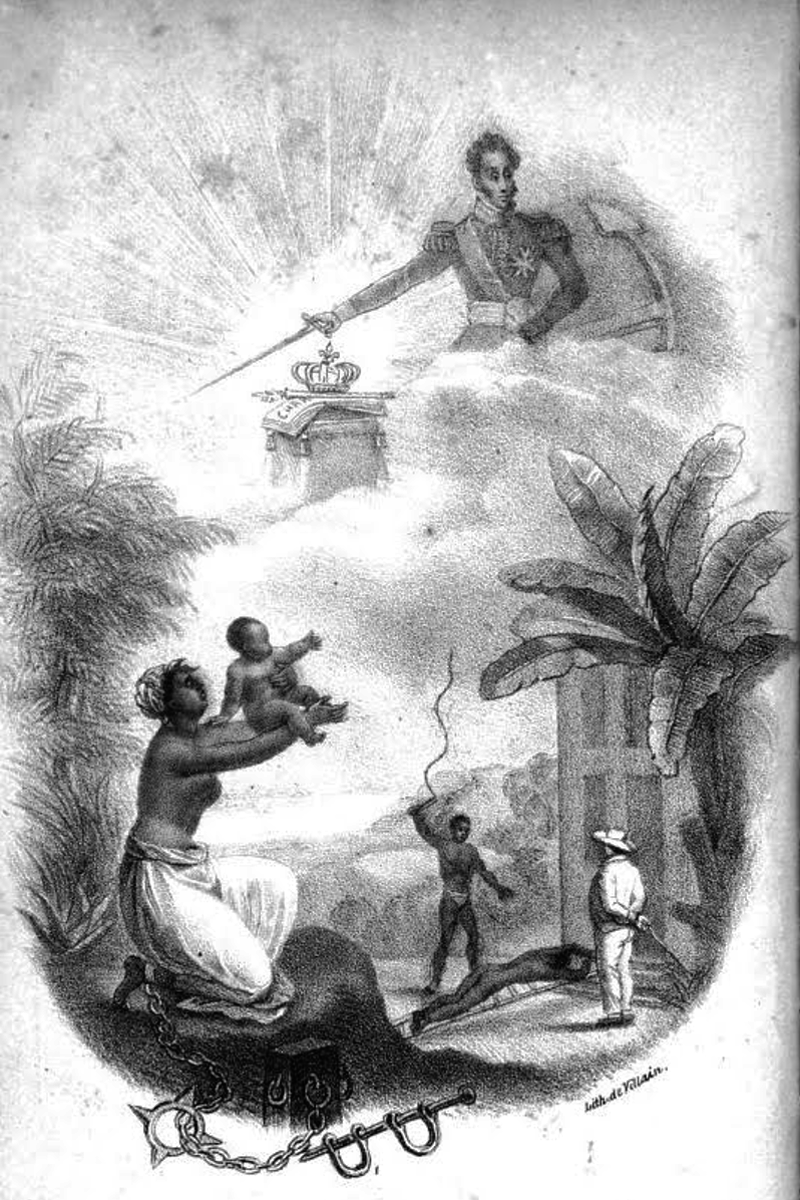
Frontispice de François Le Vilain du Précis historique de la traite des noirs et de l'esclavage colonial, Joseph Elzéar Morénas, 1828.
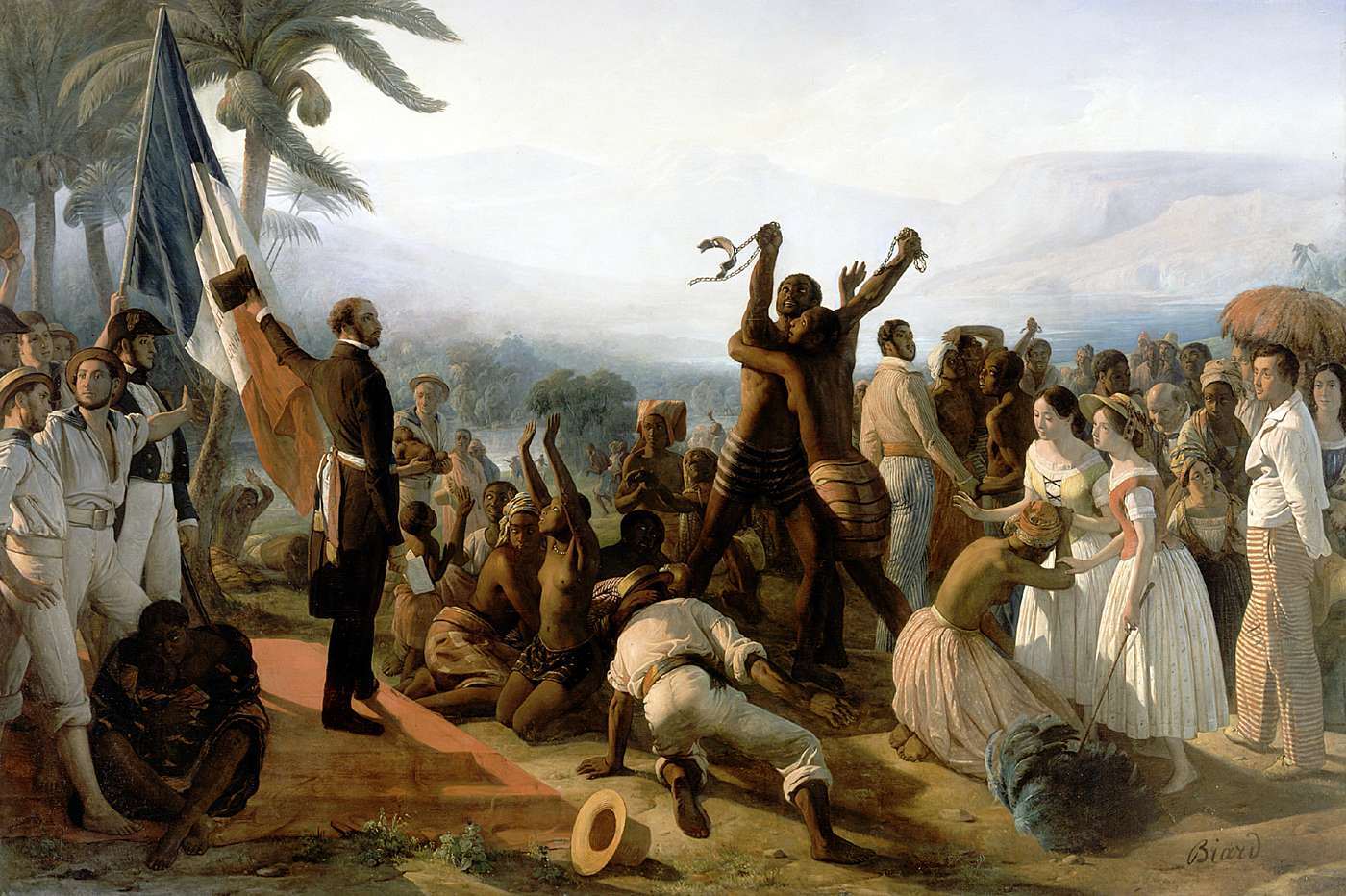
L'Abolition de l'esclavage dans les colonies françaises, François-Auguste Biard, 1849, musée national du château de Versailles.

##### États-Unis

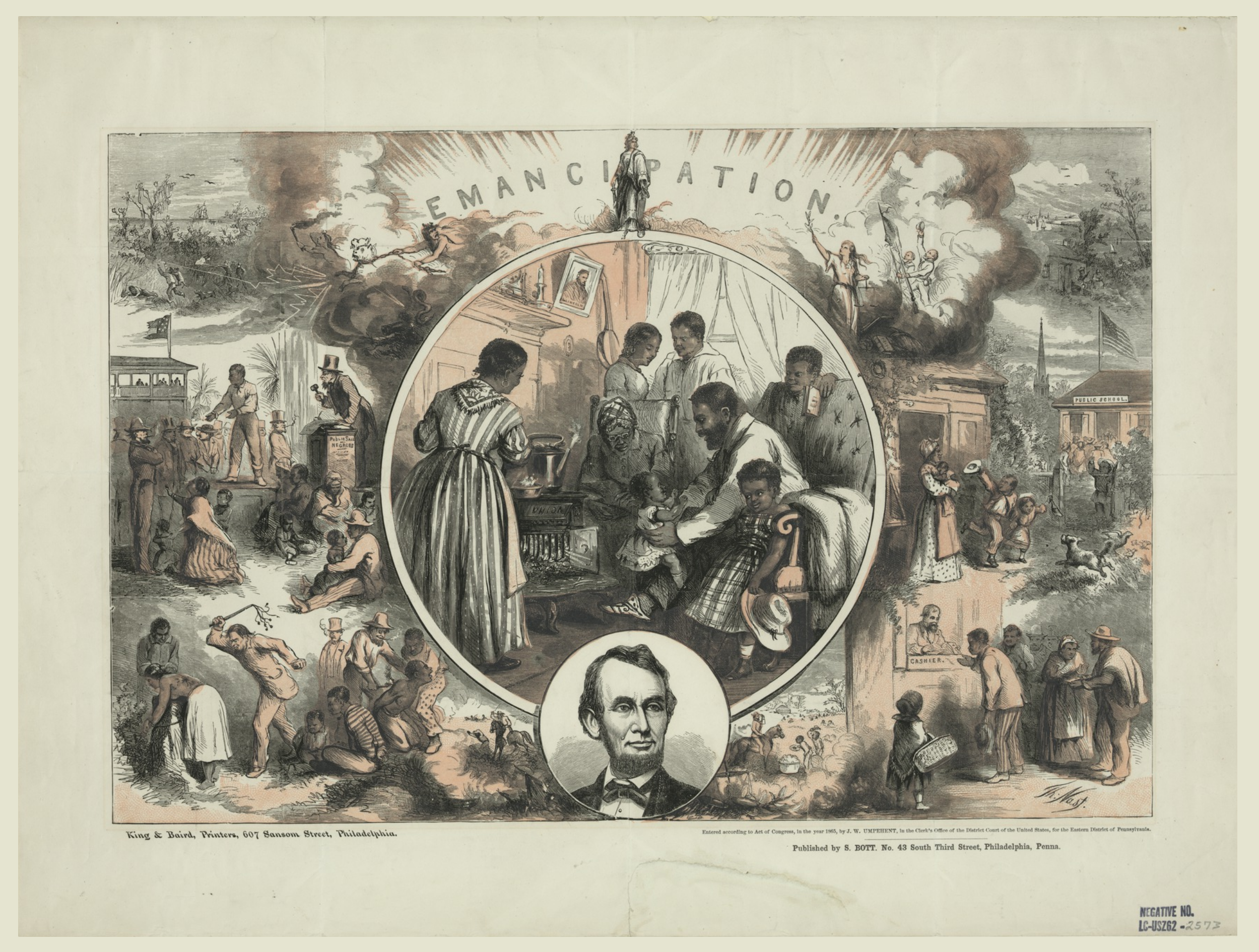
Emancipation, l'abolition de l'esclavage aux États-Unis, gravure sur bois, Thomas Nast, 1865, Philadelphie.

Dès la fin du XVIIIe siècle, les quakers américains réclament l'abolition de l'esclavage dans les treize colonies britanniques d'Amérique du Nord. L'esclavage fut aboli en 1777 dans le Vermont,,, en 1780 en Pennsylvanie,, en 1783 dans le Massachusetts et le New Hampshire.
La question de l'esclavage avait conduit Abraham Lincoln à en promettre l'abolition s'il était élu. Son élection amena les États du Sud à demander la sécession. Celle-ci leur fut refusée car elle aurait privé les caisses fédérales de l'essentiel de ses impôts[réf. souhaitée], d'où la guerre civile, dite guerre de Sécession, qui s'ensuivit et fut le conflit le plus meurtrier de toute l'histoire du pays. Le Texas avait déjà fait sécession d'avec le Mexique quand celui-ci avait, lui aussi, aboli un peu plus tôt l'esclavage[réf. nécessaire].

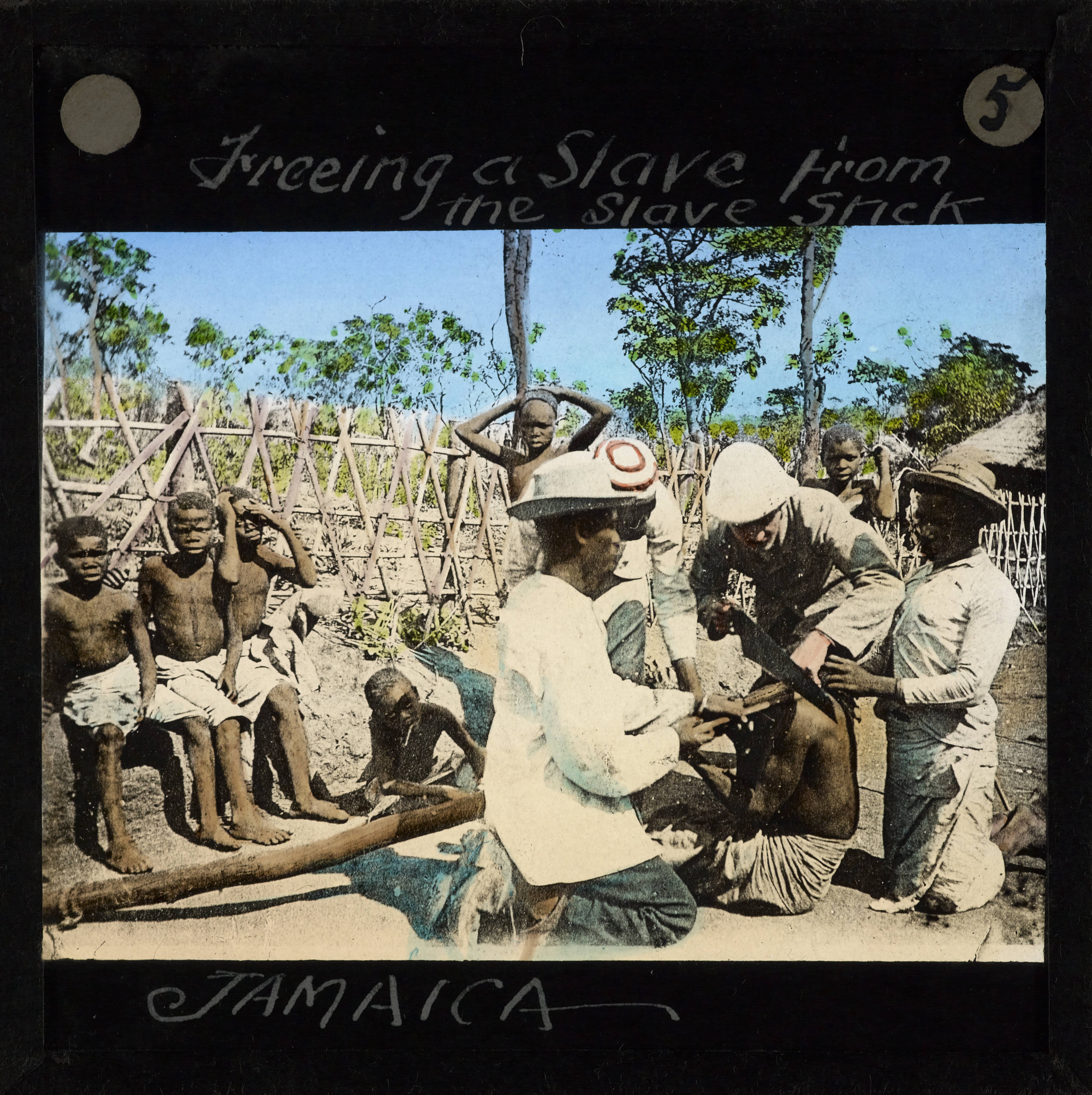
Libération d'un esclave du bâton d'esclave, Jamaïque, par un missionnaire de l'Église d'Écosse, 1875-1940

Lors de l'indépendance américaine, malgré l'opposition de Pères fondateurs des États-Unis abolitionnistes comme Benjamin Franklin et Benjamin Rush, sous la pression des riches propriétaires de plantations de la Caroline du Sud et de la Géorgie, afin d'éviter un éclatement entre les États du Sud et ceux du Nord, un compromis est établi par l'alinéa 1 de la section 9 de l'article premier de la Constitution des États-Unis de 1787, où il est écrit : « L'immigration ou l'importation de telles personnes que l'un quelconque des États actuellement existants jugera convenable d'admettre ne pourra être prohibée par le Congrès avant l'année 1808, mais un impôt ou un droit n'excédant pas 10 dollars par tête pourra être levé sur cette importation. » ; disposition ambiguë qui sans reconnaître l'esclavage autorise l'importation d'esclaves, et donc de façon implicite le droit à posséder des esclaves. Les deux textes fondateurs des États-Unis, la Déclaration d'indépendance de 1776 et la Constitution des États-Unis de 1787, étant équivoques, sont des textes sur lesquels ni les esclavagistes ni les abolitionnistes peuvent s'appuyer laissant la porte ouverte aux débats. Ainsi commence la longue histoire des Afro-Américains dans leur quête de leur citoyenneté américaine et des droits civiques qui y sont liés.
En 1865, les États-Unis promulguèrent le 13e amendement interdisant l'esclavage, sauf en « punition d’un crime dont le coupable aura été dûment condamné ». Ce texte permet la criminalisation des anciens esclaves dans les États de l'ancienne Confédération.

##### Liberia
En 1822, le Liberia est fondé par une société américaine de (American Colonization Society, « la société nationale d'Amérique de colonisation »), pour y installer des esclaves noirs libérés,. En 1931, le journaliste George Schuyler publie Slaves Today : A Story of Liberia, roman dénonçant la perpétuation de l'esclavage domestique dans le pays. La même année, la Société des Nations (SDN) condamne les conditions de travail forcé imposées aux autochtones par les Américano-Libériens pour le compte de multinationales de l’industrie du caoutchouc. Le scandale contraint le gouvernement à la démission. En 1936, le nouveau gouvernement interdit le travail forcé.

#### Bhoutan
Au Bhoutan, l'esclavage est aboli en même temps que le servage par le roi Jigme Dorji Wangchuck en 1956,.

#### Chine

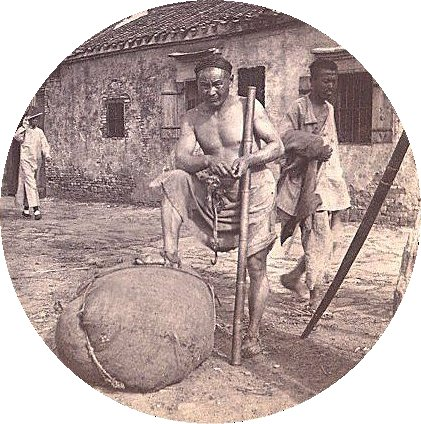
Coolie vers 1900 à Zhenjiang en Chine impériale. Le piquet de bambou sur lequel il se tient servait à hisser et transporter le paquet à ses pieds, tenant le piquet sur son épaule et le paquet appuyé contre son dos. Sur le côté gauche de l'image, en arrière-plan, un autre homme utilise la même technique pour porter une lourde charge.

L'esclavage en Chine impériale a revêtu de nombreuses formes au cours de l'Histoire. Plus modérée que l'esclavage aux États-Unis ou dans le monde arabe, la mentalité chinoise considère ses esclaves comme à mi-chemin entre l'humain et l'objet (半人，半物, bànrén, bànwù).
Les empereurs ont à plusieurs reprises tenté d'interdire l'esclavage privé car les esclaves étaient plus dévoués à leur maître qu'à leur souverain. Ils pouvaient devenir des meurtriers si leur maître le leur ordonnait ; les esclaves privés étaient devenus dangereux pour la société. L'esclavage fut à plusieurs reprises aboli, jusqu'à la loi de 1909,, pleinement entérinée en 1910, bien que la pratique de l'esclavage ait perduré jusqu'au moins 1949.

##### Cas du Tibet
Selon Alexandra David-Néel, « une sorte d'esclavage » subsistait encore, dans les années 1950, dans maintes parties du Tibet. Attachés à une famille particulière, les esclaves en constituaient une grande partie de la domesticité. Cet esclavage, qui n'était pas légal, reposait sur la coutume, laquelle, au Tibet, avait force quasiment de loi. L'existence de cet esclavage ancillaire avait déjà été signalée par sir Charles Alfred Bell pour la vallée de Chumbi au début du XXe siècle.
À partir de 1959, année du départ en exil du 14e dalaï-lama, le gouvernement chinois mit en place au Tibet une série de réformes, notamment l' « abolition du servage et de l'esclavage ».
Depuis 2009, une « Journée d'émancipation des serfs au Tibet » célèbre la fin du servage et de l'esclavage au Tibet.

#### Népal
Au Népal, chez les Nyinbas, des populations tibétophones, les esclaves furent émancipés par décret gouvernemental en 1926.

## Formes de l'esclavage contemporain (XXIesiècle)

### Proxénétisme et travail forcé
Par glissement sémantique, certaines situations sont assimilées aujourd'hui à de l'esclavage moderne :
- le proxénétisme[163] ;
- des formes d'esclavage contemporain ont pu exister dans les camps de travail forcé des puissances totalitaires (camps nazis, Goulag, Laogaï et autres) mais sont également présentes dans les pays démocratiques (notamment sous forme de travail clandestin) : 21 millions de personnes y sont soumises dans le monde selon une estimation de l'OIT, 90 % étant exploitées dans l’économie privée, par des individus ou des entreprises (22 % victimes d’exploitation sexuelle et 68 % victimes du travail forcé dans des activités économiques comme l’agriculture, la construction, le travail domestique ou la production manufacturée), 10 % subissant des formes de travail forcé imposées par l’État (notamment en prison, dans l’armée nationale ou dans les forces armées rebelles)[164] ;
- le travail des enfants[165] ;
- la pratique des enfants soldats, également assimilable à une forme d'esclavage, d'autant qu'à l'emprise psychologique mise en œuvre sur des enfants, s'ajoute la dépendance physiologique obtenue par l'usage de drogues fortes ;
- au Soudan, des chrétiens ont été enlevés par l'armée puis vendus à des musulmans[166] ;
- au Pakistan, des chrétiens travaillent comme esclaves pour des musulmans dans des briqueteries[167] ;
- en Mauritanie, des musulmans sont esclaves d'autres musulmans ;
- Il y aurait en 2023, 800 000 esclaves au Mali[168].

### Indice mondial de l'esclavage
Selon les chiffres de l'Indice mondial de l'esclavage (Global Slavery Index 2014) élaboré par la fondation Walk Free (en), une ONG internationale ayant son siège social à Perth (Australie), le monde comptait en 2014 près de 36 millions de personnes prisonnières d'une forme ou d'une autre d'esclavage moderne (ce chiffre s'élève en 2019 à 40 millions selon l’Organisation internationale du travail (OIT) et la Rapporteuse spéciale sur les nouvelles formes d’esclavage) : travail forcé, traite d'êtres humains, servitude pour dettes, mariage forcé et exploitation sexuelle,. Tous les 167 pays étudiés compteraient des esclaves au sens moderne du terme. Les deux continents comptant le plus d'esclaves seraient l'Asie et l'Afrique : l’Inde (14,3 millions de victimes de l'esclavage), la Chine (3,2 millions), le Pakistan (2,1), l’Ouzbékistan (1,2), la Russie (1,1) ; puis le Nigeria, la République démocratique du Congo, l’Indonésie, le Bangladesh et la Thaïlande. En pourcentage de la population, les pays comptant le plus d'esclaves seraient la Mauritanie (4 % ; l'esclavage y est héréditaire, les Maures noirs étant esclaves des Maures blancs de génération en génération), l’Ouzbékistan (3,97 %), Haïti, le Qatar, l’Inde, le Pakistan, la République démocratique du Congo, le Soudan, la Syrie, et la Centrafrique.
Cet indice est toutefois très controversé. Selon les chercheurs Andrew Guth, Robyn Anderson, Kasey Kinnard et Hang Tran, l'examen des méthodes de l'Indice révèle d'importantes et graves faiblesses, et soulève des interrogations quant à sa validité et son applicabilité. De plus, la publicité accordée à l'Indice conduit à l'utilisation de données erronées dans la culture populaire et par des organes et organismes de presse reconnus ainsi que par des revues universitaires et des responsables politiques.
En 2017, la fondation Alliance87 dont le rapport basé sur ceux de l'Organisation international du travail des Nations unies et de l'ONG Walk Free Foundation (en), en partenariat avec l'Organisation internationale des migrations, indique qu'en 2016, 40 millions de personnes restent victimes de l'esclavage (par travail ou mariage forcés) de par le monde, que 71 % sont de sexe féminin et 25 % des enfants.

### Rétablissement de l'esclavage des femmes par l'État islamique
Le statut d'esclave est soutenu par le Centre de recherches et de fatwas de Daech qui a établi que ces pratiques existaient déjà au Moyen Âge, avant que l'esclavage ne soit aboli. Selon un document daté du 16 octobre 2014, présenté par l'agence de presse Iraqi news, l'État islamique aurait fixé le prix de vente des femmes yésides ou chrétiennes, comme esclaves, entre 35 et 138 euros. « Une fillette âgée de un à neuf ans coûterait 200 000 dinars (soit 138 euros), une fille de dix à vingt ans 150 000 dinars (104 euros), une femme entre vingt et trente ans 100 000 dinars (69 euros), une femme entre trente et quarante ans 75 000 dinars (52 euros) et une femme âgée de quarante à cinquante ans 50 000 dinars (35 euros) ». Le document mentionne l'interdiction « d'acheter plus de trois femmes », sauf pour les « Turcs, les Syriens ou les Arabes du Golfe ».

### Libye
En 2016, grâce au soutien du prix Carmignac du photojournalisme, le photojournaliste Narciso Contreras produit les premières preuves photographiques du trafic d'esclaves en Libye, dont sont victimes notamment les migrants africains qui tentent de rejoindre l'Europe,,.
Le prix des esclaves noirs de Libye était de 350 dinars soit 220 euros.
En novembre 2017, des journalistes de la chaîne américaine CNN filment des scènes de vente de migrants comme esclaves. L'Organisation des Nations unies condamne une situation « inhumaine ». La Libye promet une enquête. Le Canada compte accueillir plus de 750 anciens esclaves de Libye, entre 2017 et 2021.

### Cas des mines en Afrique centrale et mondialisation
La pauvreté et l'instabilité politique en Afrique centrale, les importantes flux migratoires incontrôlés dues aux conflits armés (Soudan, Somalie, Ouganda, République Démocratique du Congo…), ainsi que les richesses des sols de Centre-Afrique, ont entraîné l'apparition d'organisations minières illégales exploitant des centaines de milliers de clandestins souvent mineurs dans les mines de cobalt,, ou pratiquant l'« esclavage sexuel » et le « travail forcé » dans les mines d'or et de diamant,,.
La justice s'applique difficilement dans cette région du monde, et il est difficile d'identifier les causes exactes de cet esclavage moderne ni la gravité de la situation. Cependant, bien que les responsables directs soient les communautés armées locales, leur trafic existe grâce aux entreprises occidentales ou asiatiques (automobile, téléphonie, joaillerie…), qui achètent à des prix intéressants[réf. nécessaire] le cobalt, l'or et les diamants, indispensables à l'économie mondiale de la micro-informatique et du luxe, tout comme le trafic d'esclaves existait auparavant pour fournir des denrées et des biens de consommation plus modestes (sucre, coton…).
Le cas des mines africaines n'est qu'un exemple d'un certain nombre d'organisations mondiales qui exploitent les Hommes au profit des économies occidentale, asiatique ou russe (comme hier, au profit des économies occidentale, arabe ou asiatique). En effet, la Corée du Nord est notamment connue pour exporter ses travailleurs forcés aux quatre coins du monde,. L'exploitation des clandestins dans les chantiers au Qatar au Moyen Orient ou encore dans les tanneries espagnoles, fournisseurs du luxe de grandes marques, sont encore d'autres exemples d'exploitation humaine moderne. Finalement, la valeur générée par tous ces travailleurs forcés ou esclaves, parfois mineurs, se retrouve, du fait de la mondialisation, dans les biens de consommation, la nourriture, les mobiliers et immobiliers des millions de personnes des catégories sociales les plus aisées du monde.

### Gestation pour autrui
Il existe un débat pour dire que la gestation pour autrui (GPA) relève de l'esclavage. Les arguments en ce sens sont que (1) la mère porteuse ou gestatrice subit des restrictions de sa liberté d'agir, y compris dans sa vie personnelle, (2) l'enfant est l'objet d'un contrat qui sera remis contre une rémunération, (3) des gamètes peuvent éventuellement être acquis. La philosophe Sylviane Agacinski, par exemple, voit dans la GPA « une forme inédite d'esclavage » qui « s'approprie l'usage des organes d'une femme et le fruit de cet usage ».

## Mémoires de l'esclavage
Des jours de commémoration de l'abolition existent notamment en France dans toutes les anciennes colonies.
2006 marque l'année de la reconnaissance de la responsabilité historique de l'État français à propos de l'esclavage, dont les victimes seront dorénavant commémorées tous les 10 mai. Ce jour est également l'anniversaire de l'adoption de la loi Taubira, étape de la démarche mémorielle touchant à l'esclavage, qu'elle qualifie en particulier de « crime contre l'humanité ».
La place réservée dans la mémoire collective à certaines personnalités est également notable, ainsi les « nègres marrons » et Solitude (vers 1772-1802), figure historique de la résistance des esclaves noirs en Guadeloupe et héroïne de la biographie romancée, La Mulâtresse Solitude, d'André Schwarz-Bart, publié en 1972.

## Esclaves célèbres dans l'histoire
- Joseph (fils de Jacob), prophète
- Ésope, fabuliste
- Épictète, philosophe
- Onésime, chrétien
- Spartacus, gladiateur
- Chajar ad-Durr, sultane

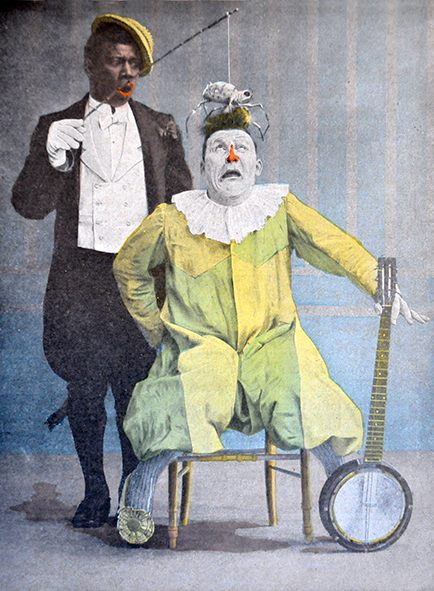
Le duo de clowns Foottit et Chocolat, photographie R. Vincent.

- Julia Chinn, épouse de fait du neuvième vice-président des États-Unis.
- Jean-Jacques Dessalines, empereur
- Angela, une des premières esclaves arrivées aux États-Unis en 1619.
- Toussaint Louverture, révolutionnaire abolitionniste
- Esperança Garcia, esclave brésilienne
- Henri Christophe, président puis roi
- Jean-François, rebelle abolitionniste
- Georges Biassou, révolutionnaire abolitionniste
- Dutty Boukman, prêtre vaudou et rebelle abolitionniste
- Alfred Ki-Zerbo, chrétien
- Joséphine Bakhita, religieuse catholique canonisée
- Modeste Testas, affranchie héritière
- Edmond Albius, horticulteur
- Chocolat, clown
- Vital Lative, né en 1819, esclave qui deviendra maire de Bouillante en Guadeloupe

## Dans les arts

### Littérature

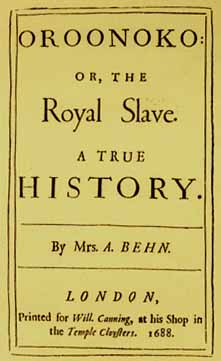
Première édition d’Oroonoko (1688).

- Aphra Behn, auteur d’Oronoko en 1688
- Bernardin de Saint-Pierre, Paul et Virginie, 1788
- Bernardin de Saint-Pierre, Empsael et Zoraïde, 1815
- Prosper Mérimée, dans sa nouvelle Tamango en 1829
- Eugène Sue, dans son roman Atar-Gull en 1831
- Harriet Beecher Stowe, notamment grâce au grand classique La Case de l'oncle Tom (1852) et sa suite Dred, histoire du grand marais maudit (1856)
- Terry Bisson, Nova Africa, Imaginaires Sans Frontières, 2001 ((en) Fire on the Mountain, 1988)
- Alex Haley avec son roman Roots: The Saga of an American Family (1976), traduit en français sous le titre Racines
- Victor Hugo, Bug-Jargal, 1826
- Edward P. Jones à travers son roman Le Monde connu, prix Pulitzer en 2004
- Toni Morrison, principalement dans son roman Beloved, prix Pulitzer en 1988
- Caryl Phillips, The crossing of the river (1993), Cambridge (1991)
- William Styron, auteur des Confessions de Nat Turner, prix Pulitzer de la fiction en 1968
- William Wells Brown, Clotel, 1853
- Marc Kichnenapanaïdou, L'Esclave, pièce de théâtre. Première représentation : 20 décembre 1976 (prix Leconte de Lisle, 1980)
- Véronique Olmi, Bakhita, Paris, Albin Michel, 2017, 460 p.  (ISBN 9782226393227)
- André Brink, Philida, Actes Sud, et Un turbulent silence, Stock

### Bande dessinée
- François Bourgeon, Les Passagers du vent
- Sylvain Savoia, Les esclaves oubliés de Tromelin, Air Libre, 128 p., 2020
- Timothée de Fombelle et François Place, Alma (3 tomes : Le vent se lève, L'enchanteuse, La liberté), Gallimard jeunesse
- Denis Vierge, Un marron (2 tomes : Caf' la bou, Louise), Des bulles dans l'océan
- Aurélie Bambuck, Corbeyran, Christian Favrelle, Olivier Berlion, Pacotille : l'enfant esclave

### Peinture
- Jean-Michel Basquiat, Slave Auction, 1982
- Jacques Amans, Bélizaire et les Enfants Frey, 1837

### Musique
- Go Down Moses, XIXe siècle
- Édith Piaf, Le grand voyage du pauvre nègre, 1937[197]
- MC Solaar, Les colonies, sur l'album Cinquième As, 2001
- Peter Tosh, 400 Years, 1973[198]
- Burning Spear, Slavery Days, 1976[198]
- The Abyssinians, Declaration of Rights, 1976[198]

#### Témoignages
- Olaudah Equiano, La Véridique Histoire par lui-même d'Olaudah Equiano, Africain, esclave aux Caraïbes, homme libre, Éditions caribéennes, Paris, 1987, The Interesting Narrative of the Life of Olaudah Equiano, or Gustavus Vassa the African, written by himself, 1789
- Frederick Douglass, La Vie de Frederick Douglass, esclave américain, écrite par lui-même, Gallimard, Paris, 2006. Première publication 1845
- Jehan Mousnier, (présenté et commenté par), Journal de la traite des Noirs, Éditions de Paris, Paris, 1957
- Joséphine Bakhita, Journal, De la servitude à la sainteté, Ed. Salvador
- Mungo Park, Voyage dans l'intérieur de l'Afrique, FM/ La Découverte, Maspero, Paris, 1980  (ISBN 978-270712629-0)
- Dominique Torrès, Esclaves - 200 millions d'esclaves aujourd'hui, Éditions Phébus, Paris, 1996, 208 p.  (ISBN 2-7529-0085-6)
- Théodore Canot, Les Aventures d'un négrier, éd. La Découvrance, Paris, 2004
- Jean-Pierre Plasse, Journal de bord d'un négrier (1762), préface Olivier Pétré-Grenouilleau, éd. Les Mots et le Reste, Marseille, 2005
- Bernardin de Saint-Pierre, « Lettre sur les Noirs » dans Pajou Jean-Charles, Esclaves des îles françaises, Les éditeurs libres, Paris, 2006  (ISBN 2-916399-01-1)
- Solomon Northup, Twelve Years a Slave (1853), traduit en français sous le titre Douze ans d'esclavage, Entremonde, Genève-Paris, 2013
- Frédéric Regent, Gilda Gonfier et Bruno Maillard, Libres et sans fers. Paroles d'esclaves, Fayard, 2015
- Récit d'une princesse esclave (1784-1785) dans : Louis-Gilles Pairault et Albert-Michel Luc (dir.), Mémoires d'un officier de marine négrier, Geste, 2019, en ligne

#### Ouvrages historiques et théoriques

##### Synthèses
- Moses I. Finley, Esclavage antique et idéologie moderne, Les Éditions de Minuit, 1er mars 1981, 216 p. (ISBN 9782707303271)
- Alain Testart, L'institution de l'esclavage : Une approche mondiale, Paris/61-Lonrai, Éditions Gallimard, 8 mars 2018, 384 p. (ISBN 9782070196883)
- Marcel Dorigny et Bernard Gainot, Atlas des esclavages : De l'Antiquité à nos jours, Paris, autrement, 2013 (1re éd. 2007), 96 p. (ISBN 9782746734975, présentation en ligne) (ISBN 2-7467-0878-7)
- Claude Meillassoux, Anthropologie de l’esclavage, le ventre de fer et d’argent, PUF, Paris, 1986, 375 p.
- Olivier Pétré-Grenouilleau, Dictionnaire des esclavages, Larousse, Paris, 2010, 576 p.  (ISBN 978-2-03-583785-1)
- Olivier Pétré-Grenouilleau, Qu'est-ce que l'esclavage ? Une histoire globale, Gallimard, Paris, 2014, 410 p.
- Yves Verbeek, Histoire de l'esclavage des origines à nos jours (2 tomes), Famot, Genève, 1976
- (en) John Hope Franklin & Alfred A. Moss, From Slavery to Freedom : A History of African Americans, Knopf, 11 avril 2000, 436 p. (ISBN 9780375406713, lire en ligne)
- Paulin Ismard (dir.), Les Mondes de l'esclavage : Une histoire comparée, Paris, Seuil, 2021, 1168 p. (ISBN 9782021388862)

##### Monographies
- Mickaël Augeron (dir.) et Olivier Caudron (dir.), La Rochelle, l'Aunis et la Saintonge face à l'esclavage, Les Indes savantes, 2012, 342 p. (ISBN 978-2-84654-247-0)
- Henri Bresc, Un Monde méditerranéen. Économie et société en Sicilie (1300-1450), 2 tomes, École Française de Rome, Rome/Palerme, 1986
- Marcel Dorigny et Max-Jean Zins (sous la direction de), Les Traites négrières coloniales, Histoire d'un crime, Éditions Cercle d'Art, Paris, 2009  (ISBN 978-2-7022-0894-6)
- Robert C. Davis, Esclaves chrétiens. Maîtres musulmans. L'esclavage blanc en Méditerranée (1500-1800), éd. Jacqueline Chambon, Paris, 2006
- Serge Daget, La Traite des Noirs, Ouest-France Université, 1990  (ISBN 2-7373-0259-5)
- Michel Erpelding, Le Droit international antiesclavagiste des "nations civilisées" (1815-1945), Institut Universitaire Varenne/LGDJ, Bayonne/Paris, 2017  (ISBN 978-2-37032-140-4)
- Jacques Heers, Esclaves et domestiques au Moyen Âge dans le monde méditerranéen, Hachette, Paris, 1996
- Charles Bourel de La Roncière, Nègres et Négriers, Éditions des Portiques, Paris, 1933
- Dieudonné Gnammankou, Abraham Hanibal, l'aïeul noir de Pouchkine, éd. Présence africaine, Paris, 1996  (ISBN 2-7087-0609-8)
- Tidiane N'Diaye, Traite négrière arabo-musulmane, Le génocide voilé, Gallimard, Paris, 2008, 253 p.
- Olivier Pétré-Grenouilleau
  - Les Traites négrières, essai d'histoire globale, NRF Gallimard, Paris, 2004  (ISBN 2-07-073499-4)
  - L'Argent de la traite. Milieu négrier, capitalisme et développement, Aubier, Paris, 1996  (ISBN 2-7007-2279-5)
  - La Traite des noirs, coll. « Que sais-je ? », PUF, Paris, 1998 (ASIN 2130484158)
- Frédéric Régent, La France et ses esclaves : De la colonisation aux abolitions (1620-1848), Hachette Pluriel, 2012 (1re éd. 2007), 368 p. (ISBN 2818502799)
- Claude Ribbe
  - Le Crime de Napoléon, Privé, 2005
  - Les Nègres de la République, Alphée-Jean-Paul-Bertrand, 2007
- (en) Orlando Patterson, Slavery and Social Death. A Comparative Study, Cambridge (MA)/London 1982  (ISBN 0-674-81082-1)
- Éric Saugera, Bordeaux, port négrier. XVIIe – XIXe siècles, J&D - Karthala, 1995  (ISBN 2-84127-042-4)
- Charles Verlinden, L'Esclavage dans l'Europe médiévale, t. 1 : « Péninsule Ibérique - France », Bruges, 1955 ; t. 2 : « Italie - Colonies italiennes du Levant - Levant latin - Empire byzantin », Gand, 1977
- Gabriel Debien, Les Esclaves aux Antilles françaises, XVIIe – XVIIIe siècles, Société d'histoire de la Guadeloupe & Société d'histoire de la Martinique, 1974, 529 p.
- Bartolomé Bennassar, « L’esclavage des femmes en Europe à l’époque moderne », Storia delle Donne, vol. 5, no 1, 2009, pp. 131‑146
- Henri Alexandre Wallon, homme politique, historien et écrivain français, Histoire de l'esclavage dans l'antiquité, L'Imprimerie royale, 1847
- François Rebière, L'Autre Esclavage : esclaves chrétiens en terre d'Islam, Les éditions de Passy, coll. « Politiquement incorrect »
- Jean-Michel Deveau, Femmes esclaves, d'hier à aujourd'hui, France-Empire, 1998
- Orlando Patterson, Esclavage et mort sociale, 1982
- Philippe Chanson, La blessure du nom : Une anthropologie d'une séquelle de l'esclavage aux Antilles-Guyane, Academia, 2008, 158 p. (ISBN 978-2872098606)
- Henri Médard (dir.), Marie-Laure Derat (dir.), Thomas Vernet (dir.) et Marie-Pierre Ballarin (dir.), Traites et esclavages en Afrique orientale et dans l'océan Indien, Khartala, 2013, 526 p. (ISBN 978-2811109134, lire en ligne)
- Jean-Claude Hocquet, Maitres et esclaves en Méditerranée : Xe-XIXe siècle, CNRS Éditions, 2022, 368 p. (EAN 9782271132994)
- Olivette Otele (trad. Guillaume Cingal), Une histoire des Noirs d’Europe de l’Antiquité à nos jours, Albin Michel, 2022, 304 p. (ISBN 2226466444)
- Éric Saunier (dir.), Esclavage, mémoires normandes : Les ports normands dans la traite atlantique (XV-XXIe siècles), Cinisello Balsamo (Italie)/impr. en Italie, Silvana Editoriale, 2023, 400 p. (ISBN 9788836654680, présentation en ligne)
- Bruno Maillard, La vie des esclaves en prison, Plon, 2024, 432 p. (EAN 9782259317177)
- Klara Boyer-Rossol (dir.), Visages d'ancêtres : Retour à l'île Maurice pour la collection Froberville, Le Charmoiset, 2024, 180 p. (ISBN 978-2372890311)
- Ana Lucia Araujo (dir.), Klara Boyer-Rossol (dir.) et Myriam Cottias (dir.), Esclavages : Représentations visuelles et cultures matérielles, CNRS éditions, 2024, 544 p. (EAN 9782271151162, présentation en ligne)

##### Essais
- Cyrille Charles Auguste Bissette, Lettres politiques sur les colonies, sur l’esclavage et sur les questions qui s’y rattachent, Paris, Ebrard, 1815, 24 p. (lire en ligne)
- M. Castelli, De l’esclavage en général, et de l’émancipation des noirs, : avec un projet de réorganisation religieuse, Paris, Comptoir des imprimeurs-unis, 1844, 341 p. (lire en ligne)
- Aimé Césaire, poète et essayiste, Esclavage et colonisation, Presses universitaires de France, Paris, 1948
- Ottobah Cugoano, Réflexions sur la traite et l'esclavage des nègres (1787), préf. Elsa Dorlin, La Découverte, coll. « Zones », Paris, 2009  (ISBN 978-2355220173)
- Guillaume De Félice, Émancipation immédiate et complète des esclaves : appel aux abolitionnistes, Paris, Delay, 1846, 114 p. (lire en ligne)
- Joseph France, La vérité et les faits ou l’esclavage à nu dans ses rapports avec les maîtres et les agents de l’autorité avec pièces justificatives, Paris, Moreau, 1846, 227 p. (lire en ligne)
- Henri Grégoire, De la traite et de l’esclavage des noirs et des blancs, Paris, Adrien Égron, 1815, 76 p. (lire en ligne)
- Joseph-John Gurney, Un hiver aux Antilles en 1839-40 : ou lien sur les résultats de l’abolition de l’esclavage dans les colonies anglaises des indes occidentales adressées à Henri Clay, du Kentucky, Paris, Librairie de Firmin Didot Frères, 1842, 358 p. (lire en ligne)
- André De Lacharière, De l’affranchissement des esclaves dans les colonies françaises, Paris, Eugène Renduel, 1836, 140 p. (lire en ligne)
- Charles-Jean-Marie Letourneau, L'Évolution de l'esclavage dans les diverses races humaines, 1897 (lire en ligne)
- Arnaud Raffard de Brienne, La Désinformation autour de l'esclavage, coll. « L'Étoile du Berger », éditions Atelier Fol Fer, 2006
- Louis Sala-Molins, Esclavage et réparations, Lignes, Paris, 2014, 156 p.
- Victor Schœlcher, De la pétition des ouvriers pour l’abolition immédiate de l’esclavage, Paris, Pagnerre, 1844, 24 p. (lire en ligne)
- Xavier Tanc, De l’esclavage aux colonies françaises, et spécialement à la Guadeloupe, Paris, Delaunay et Ledoyen, 1832, 61 p. (lire en ligne)
- William Wilberforce, Lettre à l’empereur Alexandre sur la traite des noirs, Londres, G. Schulze, 1822, 83 p. (lire en ligne)

#### Articles
- Mone (trad. Georges Wolff), « Origine du mot Esclave et traces de vente desclaves sur le Rhin », Revue d'Alsace, t. 14,‎ 1863, p. 142-182 (lire en ligne sur Gallica)

#### Articles généraux
- Histoire de l'esclavage
- Esclaves célèbres
- Révoltes d'esclaves
- Traites négrières
- Commerce triangulaire
- Chronologie de l'esclavage
- Camps
  - Camp de travail
  - Camp de concentration
  - Goulag

#### Articles spécialisés
- Habitation agricole coloniale
- Histoire de la culture des plantes sucrières
- Histoire de la caféiculture
- Histoire de la culture du coton
- Histoire de la Guadeloupe
- Histoire de la Martinique
- Saint-Domingue (colonie française)
- Compagnie royale d'Afrique
- Compagnie du Sénégal
- Décret de 1636 sur l'esclavage à vie à La Barbade
- Treizième amendement de la Constitution des États-Unis
- Peonage
- Slavery & Abolition (Revue scientifique)
- Haratins
- Aldii

#### Esclavage et religion
- Esclavage et religion (en)
- Positions chrétiennes sur l'esclavage (en)
- Esclavage dans le judaïsme
- Pratique de l'esclavage par des Juifs
- Esclavage dans le monde arabo-musulman

#### Formes historiques de l’esclavage
- Servitude dans l'Égypte antique
- Esclavage en Grèce antique
- Esclavage dans la Rome antique
- Mamelouk et Janissaires
- Dynastie des esclaves
- Esclavage au Moyen Âge
- Esclavage en Afrique
- Servage
- Esclavage à Bourbon
- Esclavage aux États-Unis
- Esclavage parmi les Amérindiens aux États-Unis
- George Washington et l'esclavage
- Esclavage en Tunisie
- Servage en Russie
- Esclavage contemporain
  - Reste-avec (enfants esclaves d'Haïti)
  - Esclavage dans l'Afrique contemporaine
  - Esclavage en islamisme au XXIe siècle (en)

#### Traite des esclaves
- Traite des êtres humains
- Traite orientale
- Traite transméditerranéenne
- Commerce triangulaire
- Forts de la côte ghanéenne
- Navire négrier
- Port négrier
- Traite négrière à Nantes
- Traite négrière au Havre
- Traite négrière à Bordeaux
- Traite négrière à La Rochelle
- Traite négrière et esclavage dans l'Empire colonial néerlandais

#### Résistances
- Révolte d'esclaves
- Marronnage
- Chemin de fer clandestin
- Révolution haïtienne
- Chasseur d'esclaves

#### Abolition
- Abolitionnisme
- Abolition de l'esclavage
- Chronologie de l'abolition de l'esclavage
- Édit de 1315 (Privilège de la terre de France)
- Décret d'abolition de l'esclavage du 4 février 1794
- Décret d'abolition de l'esclavage du 27 avril 1848
- La Case de l'oncle Tom
- Guerre de Sécession
- Ministérialité
- Liste d'opposants à l'esclavage
- Antiesclavagisme aux États-Unis

#### Esclavage prostitutionnel
- Esclavage sexuel
- Traite des Blanches
- Femmes de réconfort
- Call girl
- Prostitution
- Proxénétisme

#### Mémoire de l'esclavage
- Liste des dates de commémoration de l'esclavage
- Fondation pour la mémoire de l'esclavage
- Mémorial de l'abolition de l'esclavage
- Mémorial ACTe
- Musée d'Aquitaine
- Musée de Villèle
- Karfa Diallo
- Décolonisation de l'espace public
- Réparations pour esclavage

#### Héritages culturels
- Créolisation
- Créolité
- Langues créoles
- Métissage
- Négritude
- Diaspora africaine
- Musique afro-américaine
- Musique des Antilles françaises
- Musique latine
- Reggae
- Gnaoua

#### Bases et notices
- Ressource relative à la littérature :   - The Encyclopedia of Science Fiction
- Ressource relative à la santé :   - Medical Subject Headings
- Ressource relative à la bande dessinée :   - Comic Vine
- Notices dans des dictionnaires ou encyclopédies généralistes :   - Britannica
  - Den Store Danske Encyklopædi
  - Dictionnaire historique de la Suisse
  - Dizionario di Storia
  - Gran Enciclopedia Aragonesa
  - Handbook of Texas Online
  - Larousse
  - Nationalencyklopedin
  - Maine: An Encyclopedia
  - Store norske leksikon
  - Universalis
  - The West Virginia Encyclopedia
- Notices d'autorité :   - BnF (données)
  - LCCN
  - GND
  - Espagne
  - Israël
  - Tchéquie

#### Autres
- Les mémoires des esclavages
- Le récit de Solomon Northup
- Global Slavery Index
- De l’esclavage aux États-Unis sur Wikisource
- Bibliothèque numérique Manioc rubrique « esclavage »
- Repairs - Base de données des indemnités versées aux propriétaires d'esclaves des colonies françaises
- (en) Slave Voyages - Base de données sur la traite atlantique et l'esclavage colonial